# Vitesse in het seizoen 2023/24
|               | Eredivisie | KNVB beker | Totaal |
| ------------- | ---------- | ---------- | ------ |
| Wedstrijden   | 34         | 4          | 38     |
| Gewonnen      | 6          | 3          | 9      |
| Gelijk        | 6          | 0          | 6      |
| Verloren      | 22         | 1          | 23     |
| Thuis         | 17         | 2          | 19     |
| Uit           | 17         | 2          | 19     |
| Gele kaarten  | 62         | 4          | 66     |
| 2× gele kaart | 3          | 0          | 3      |
| Rode kaarten  | 5          | 0          | 5      |
| Doelsaldo     | -44        | +1         | -43    |
| voor          | 30         | 4          | 34     |
| tegen         | 74         | 3          | 77     |
| ‘De Nul’      | 3          | 3          | 6      |

Vitesse kwam in het seizoen 2023/2024 voor het 35e seizoen op rij uit in de hoogste klasse van het betaald voetbal, de Eredivisie. Daarnaast nam het Arnhemse elftal deel aan de KNVB Beker. Op 19 april 2024 degradeerde Vitesse uit de Eredivisie, nadat de licentiecommissie een straf van 18 wedstrijdpunten in mindering had opgelegd.

## Voorbereiding

### April
- Op 26 april 2023 werd bekendgemaakt dat Robey Sportswear de komende vier seizoenen de kledingpartner van Vitesse wordt.[3]

### Mei
- Op 17 mei werd bekendgemaakt dat sponsor BetCity de komende twee seizoenen de hoofdsponsor wordt van Vitesse.[4]
- Op 28 mei sloot Vitesse het Eredivisie seizoen 2022/'23 af op de tiende plaats. Vitesse handhaafde zich hiermee in de Eredivisie, zonder plaatsing voor Play-offs voor Europees voetbal.

### Juni
- Op 16 juni werd bekendgemaakt dat Raimond van der Gouw terugkeert als keeperstrainer en daarmee Edwin Zoetebier vervangt.[5] Daarnaast heeft Theo Janssen zijn aflopende contract als assistent-trainer met een jaar verlengd en heeft assistent Marink Reedijk Vitesse verlaten.
- Op 19 juni werd bekendgemaakt dat Mathijs Tielemans een contract heeft getekend tot 2026. De 21-jarige middenvelder kwam over van PSV.
- Op 30 juni tekende Amine Boutrah een contract tot 2027. De 22-jarige aanvaller kwam over van US Concarneau.

### Juli
- Op 3 juli vond de eerste training van het seizoen plaats, op Papendal. Carlens Arcus en Million Manhoef ontbraken nog na interlandverplichtingen (zij sluiten op respectievelijk 17 en 13 juli aan), Thomas Buitink en Davy Pröpper kampten met blessures. Vijf spelers uit de academie mochten zich ook presenteren: Jordi Altena, Tom Bramel, Michael Dokunmu, Kaya Symons en Giovanni van Zwam.
- Op 6 juli werd het nieuwe thuis-tenue gepresenteerd op de Vitesse-website.[6]
- Op 8 juli won Vitesse een oefenwedstrijd tegen VV DUNO met 9–0 door doelpunten van Altena (2x), Boutrah, Jonathans, Tielemans, Van Ginkel, De Regt, Symons en Zonneveld.
- Op 15 juli won Vitesse een oefenwedstrijd tegen De Graafschap met 5–3 door doelpunten van De Regt (2x), Oroz, Van Ginkel en Jonathans.
- Op 18 juli maakte Vitesse bekend dat Kacper Kozłowski nog één seizoen gehuurd wordt van Brighton & Hove Albion FC en werd Saïd Hamulić gepresenteerd met een huurovereenkomst van één seizoen (met optie tot koop), van Toulouse FC. Tevens keerde Eloy Room terug met een contract voor twee seizoenen, hij kwam over van Columbus Crew.
- Op 20 juli vertrok een 26-koppige Vitesse-selectie voor een trainingskamp naar Kitzbühel (Oostenrijk) dat tot en met 28 juli zou duren. De academie-spelers Jordi Altena, Mats Egbring, Kaya Symons en Giovanni van Zwam zijn ook mee, in verband met blessures zijn Thomas Buitink, Tom Bramel en Michael Dokunmu in Arnhem achtergebleven.
- Op 22 juli verloor Vitesse een oefenwedstrijd tegen VfB Stuttgart met 1–2. Het Vitesse-doelpunt werd gemaakt door Manhoef.
- Op 28 juli speelde Vitesse een oefenwedstrijd tegen Eintracht Frankfurt met 1–1 gelijk. Het Vitesse-doelpunt werd gemaakt door Wittek.
- Op 30 juli organiseerde Vitesse een fandag, op Papendal. Hierbij werd het uit-tenue gepresenteerd.[7]

### Augustus
- Op 1 augustus speelde Vitesse een oefenwedstrijd tegen Patro Eisden Maasmechelen met 2–2 gelijk. De Vitesse-doelpunten werden gemaakt door De Regt en Tielemans.
- Op 5 augustus verloor Vitesse een oefenwedstrijd tegen Getafe CF met 1–4. Het Vitesse-doelpunt werd gemaakt door Hamulić.

## Competitieseizoen

### Augustus
- Op 11 augustus opende Vitesse het Eredivisieseizoen met een uitwedstrijd tegen FC Volendam. Deze wedstrijd werd met 1–2 gewonnen door goals van Mathijs Tielemans en Marco van Ginkel. Tielemans maakte zijn debuut, net als Amine Boutrah en Saïd Hamulić.
- Op 14 augustus maakte Vitesse bekend dat Maximilian Wittek vertrekt met een transfer naar VfL Bochum. Op dezelfde dag werd Michael Pinto als vervanger aangetrokken, met een contract tot medio 2025.
- Op 19 augustus verloor Vitesse de eerste thuiswedstrijd tegen PSV met 1–3. Het Vitesse-doelpunt werd gemaakt door Van Ginkel. De wedstrijd was het debuut van Mats Egbring en Giovanni van Zwam.
- Op 25 augustus verloor Vitesse een oefenwedstrijd tegen Heracles Almelo met 0–2.
- Op 29 augustus presenteerde Vitesse Joel Voelkerling Persson als nieuwe aanwinst. De aanvaller wordt één seizoen gehuurd van US Lecce, met optie tot koop.
- Op 31 augustus presenteerde Vitesse Ramon Hendriks als nieuwe versterking. De verdediger wordt één seizoen gehuurd van Feyenoord, met optie tot koop. Op dezelfde dag werd Daan Huisman verhuurd aan FK Haugesund tot januari 2024.

### September
- Op 1 september presenteerde Vitesse het nieuwe Airborne-tenue.[8] Op dezelfde dag maakte Vitesse bekend dat de reeds verhuurde Nikolai Baden Frederiksen verhuurd wordt aan SC Austria Lustenau, vertrok Romaric Yapi naar SC Bastia en Daan Reiziger naar SC Cambuur. Vlak voor de transfer-deadline werd Fodé Fofana nog gehuurd van PSV, met optie tot koop.
- Op 3 september verloor Vitesse thuis van AZ met 0–2. De wedstrijd was het debuut van Ramon Hendriks, Mica Pinto en Joel Voelkerling Persson.
- Op 4 september maakte Vitesse bekend dat Simon van Duivenbooden tot medio 2024 is verhuurd aan Patro Eisden Maasmechelen.
- Op 6 september verloor Vitesse een oefenwedstrijd tegen Almere City FC met 1–3. Het Vitesse-doelpunt werd gemaakt door Van Ginkel. Doelman Omer Hanin kreeg een half uur speeltijd, hij is op proef.
- Op 16 september verloor Vitesse het Airborne-duel thuis tegen RKC Waalwijk met 0–2. De wedstrijd was het debuut van Fodé Fofana; Million Manhoef kreeg een rode kaart in de 60e minuut.
- Op 18 september accepteerde Vitesse de voorgestelde straf voor Million Manhoef niet; Manhoef zou twee wedstrijden schorsing (plus één voorwaardelijk) krijgen voor zijn rode kaart tegen RKC Waalwijk.
- Op 19 september was het uitvak voor de derby tegen NEC binnen 1 minuut uitverkocht. Op dezelfde dag werd bekend dat Joel Voelkerling Persson in de afgelopen interlandperiode zijn neus heeft gebroken.[9]
- Op 22 september werd bekendgemaakt dat Million Manhoef één duel schorsing krijgt (plus één voorwaardelijk) voor zijn rode kaart tegen RKC Waalwijk; de tuchtcommissie heeft de straf met één duel verminderd ten opzichte van het oorspronkelijke schikkingsvoorstel. Daarnaast werd bekendgemaakt dat de interim-periode van Peter Rovers als algemeen directeur is verlengd tot 1 januari 2024.
- Op 23 september lootte Vitesse een uitwedstrijd tegen RKSV Groene Ster voor de eerste ronde van het bekertoernooi.
- Op 24 september verloor Vitesse uit tegen Sparta Rotterdam met 1–0. De wedstrijd was het debuut van Jordi Altena.
- Op 27 september verloor Vitesse uit tegen FC Twente met 1–0. Dit betrof een uitgestelde derde speelronde vanwege Europees voetbal.

### Oktober
- Op 1 oktober won Vitesse de derby uit tegen NEC met 1–3. De Vitesse-doelpunten werden gemaakt door Van Ginkel, Oroz en Manhoef.
- Op 3 oktober maakte Vitesse bekend dat Fodé Fofana waarschijnlijk tot het einde van het seizoen is uitgeschakeld door een knieblessure die de aanvaller in de uitwedstrijd tegen FC Twente opliep.[10]
- Op 7 oktober speelde Vitesse thuis met 0–0 gelijk tegen Excelsior Rotterdam.
- Op 11 oktober maakte Vitesse bekend dat Simon van Duivenbooden weer terugkeert bij Vitesse; zijn huurcontract bij Patro Eisden Maasmechelen is ontbonden. Tot januari 2024 zal de speler echter nog niet mogen uitkomen voor Vitesse.
- Op 21 oktober verloor Vitesse uit tegen Feyenoord met 4–0.
- Op 27 oktober speelde Vitesse thuis met 1–1 gelijk tegen PEC Zwolle. Het Vitesse-doelpunt werd gemaakt door Manhoef.
- Op 31 oktober won Vitesse een uitwedstrijd tegen RKSV Groene Ster in de eerste ronde van het KNVB Bekertoernooi met 0–1. Het doelpunt werd gemaakt door Oroz.

### November
- Op 2 november maakte Vitesse bekend dat het seizoen van Miliano Jonathans ten einde is door een kruisbandblessure die hij opliep in het bekerduel tegen RKSV Groene Ster.[11]
- Op 4 november verloor Vitesse uit tegen Go Ahead Eagles met 5–1; het Vitesse-doelpunt werd gemaakt door Van Ginkel. Later deze dag lootte Vitesse een thuiswedstrijd tegen sc Heerenveen voor de tweede ronde van de KNVB Beker.
- Op 11 november verloor Vitesse als hekkensluiter thuis van sc Heerenveen met 1–3; het Vitesse-doelpunt werd gemaakt door Manhoef, Van Ginkel kreeg een rode kaart in de 69e minuut. Na afloop van het duel stapte trainer Cocu op.[12]
- Op 17 november werd bekendgemaakt dat Marco van Ginkel één duel schorsing (plus één voorwaardelijk) krijgt voor zijn rode kaart tegen sc Heerenveen.
- Op 18 november werd bekendgemaakt dat Michael Pinto waarschijnlijk vier tot zes weken is uitgeschakeld door een knieblessure die hij opliep in het duel tegen sc Heerenveen.
- Op 20 november werd bekendgemaakt dat Edward Sturing tot de winterstop als trainer is aangesteld; dit is de zevende (interim)periode van Sturing als trainer van het eerste elftal.[13] Aan de staf zijn Nicky Hofs en Tim Cornelisse als assistenten toegevoegd, zij vervangen Chris van der Weerden en Theo Janssen. Voor Janssen wordt een andere functie binnen Vitesse gezocht.
- Op 25 november verloor Vitesse uit van Ajax met 5–0.

### December
- Op 2 december verloor Vitesse uit van Fortuna Sittard met 3–1. Het Vitesse-doelpunt werd gemaakt door Manhoef; Room wist een penalty te stoppen, ook nadat deze opnieuw genomen moest worden.
- Op 10 december won Vitesse thuis tegen Heracles Almelo met 2–0. De doelpunten werden gemaakt door De Regt en Boutrah; Room wist een penalty te stoppen in de 32e minuut.
- Op 12 december maakte Vitesse bekend dat Daan Huisman per direct terugkeert en aansluit bij de training, nu de laatste wedstrijd bij de club waaraan hij verhuurd was gespeeld is. Huisman is vanaf januari weer speelgerechtigd.
- Op 17 december verloor Vitesse uit van Almere City FC met 5–0; dit was de eerste officiële wedstrijd tegen Almere City. Hiermee sluit Vitesse de competitie in 2023 af op de 18e plaats. Tot en met 11 januari heeft de Eredivisie een winterstop.
- Op 18 december bezochten zo'n 50 a 100 supporters de bondsvergadering van de KNVB om te protesteren tegen het uitblijven van een beslissing door de licentiecommissie; de procedure voor goedkeuring van de aandelenovername van Vitesse door de Common Group loopt inmiddels meer dan 15 maanden.[14][15]
- Op 19 december werd bekend dat technisch directeur Benjamin Schmedes de club aan het einde van het seizoen zal verlaten.[16]
- Op 21 december won Vitesse thuis tegen sc Heerenveen met 1–0 in de tweede ronde van het KNVB Bekertoernooi door een doelpunt van Boutrah. De wedstrijd was het debuut van Andy Visser. Na afloop lootte Vitesse een thuiswedstrijd tegen AFC voor de achtste finale van het bekertoernooi.
- Op 22 december maakte Vitesse bekend dat Edward Sturing tot het einde van het seizoen zal aanblijven als hoofdcoach, samen met zijn assistenten Nicky Hofs en Tim Cornelisse; hiermee is een einde gekomen aan de interimperiode.[17]

### Januari
- Op 4 januari maakte Vitesse bekend dat de interim-termijn van Peter Rovers als algemeen directeur is verlengd tot het einde van het seizoen.
- Op 7 januari verloor Vitesse een oefenwedstrijd uit tegen VfL Bochum met 2–0.
- Op 12 januari beëindigde keeperstrainer Raimond van der Gouw zijn taken, hij vertrok naar Shakhtar Donetsk.[18] Van der Gouw wordt op tijdelijke basis vervangen door Marc te Witt.
- Op 14 januari speelde Vitesse thuis tegen FC Utrecht met 0–0 gelijk.
- Op 18 januari won Vitesse thuis van AFC met 1–0 in de achtste finale van het KNVB Bekertoernooi. Het doelpunt werd gemaakt door Pröpper.
- Op 20 januari leverde de loting voor de kwartfinale van de KNVB Beker een uitwedstrijd op tegen USV Hercules of SC Cambuur.
- Op 21 januari verloor Vitesse thuis van Feyenoord met 1–2. Het Vitesse-doelpunt werd gemaakt door Boutrah. De wedstrijd werd in de 87e minuut tijdelijk stilgelegd nadat Vitesse-supporters het veld betraden.
- Op 22 januari tekende Adrian Mazilu een contract tot het einde van het seizoen; de vleugelspeler kwam op huurbasis over van Brighton & Hove Albion FC.
- Op 25 januari won SC Cambuur in de achtste finale van USV Hercules en werd daarmee de tegenstander van Vitesse in de kwartfinale van de KNVB Beker.
- Op 26 januari verloor Vitesse uit van PEC Zwolle met 1–0. De wedstrijd was het debuut van Adrian Mazilu.
- Op 30 januari verloor Vitesse een oefenwedstrijd tegen sc Heerenveen met 1–2. Het Vitesse-doelpunt werd gemaakt door Oroz.
- Op 31 januari maakte Vitesse bekend dat Saïd Hamulić vertrekt en dat Mexx Meerdink op huurbasis is aangetrokken van AZ.

### Februari
- Op 1 februari, de laatste dag van de winterse transferperiode, vonden er nog verschillende mutaties in de selectie plaats. Million Manhoef vertrekt met een miljoenen-transfer naar Stoke City FC[19], Paxten Aaronson wordt tot het einde van het seizoen gehuurd van Eintracht Frankfurt en Anis Hadj-Moussa wordt tot het einde van het seizoen gehuurd van Patro Eisden Maasmechelen. Onder-18-speler Stef Vullinghs, de jongste speler ooit die een contract tekende bij Vitesse, vertrekt naar FC Den Bosch.[20]
- Op 2 februari maakte Vitesse bekend dat het contract van Nikolai Baden Frederiksen is ontbonden; hij was reeds verhuurd aan SC Austria Lustenau.
- Op 4 februari verloor Vitesse thuis van Go Ahead Eagles met 0–2. De wedstrijd was het debuut van Mexx Meerdink en Anis Hadj-Moussa.
- Op 7 februari verloor Vitesse in de kwartfinale van de KNVB Beker uit van SC Cambuur met 3–1; Vitesse is hiermee uitgeschakeld in het bekertoernooi. Het Vitesse-doelpunt werd gemaakt door Hadj-Moussa.
- Op 10 februari verloor Vitesse uit van Heracles Almelo met 3–2. De Vitesse-doelpunten werden gemaakt door Kozłowski en Meulensteen; Isimat-Mirin kreeg een rode kaart in de 45e minuut bij een 1–2 stand. De wedstrijd was het debuut van Paxten Aaronson.
- Op 14 februari maakte de KNVB bekend dat de overname van Vitesse door de Common Group is afgewezen en dat de club een boete van €100.000 krijgt voor misleiden van de licentiecommissie.[21] De beoordeling door de licentiecommissie had bijna anderhalf jaar geduurd. Vitesse reageerde met onbegrip.[22]
- Op 15 februari maakte Vitesse bekend in beroep te gaan tegen het oordeel van de licentiecommissie om de overname door de Common Group af te wijzen.[23]
- Op 18 februari speelde Vitesse thuis tegen FC Volendam met 1–1 gelijk. Het Vitesse-doelpunt werd gemaakt door Pinto. Kort voor de wedstrijd maakte Vitesse bekend dat algemeen directeur ad interim Peter Rovers uiterlijk op 31 maart de club zal verlaten.[24]
- Op 25 februari won Vitesse uit van Excelsior Rotterdam met 1–2. De Vitesse-doelpunten werden gemaakt door Aaronson en Isimat-Mirin.
- Op 26 februari maakte de KNVB bekend dat Vitesse een boete van €15.000 heeft gekregen voor wanordelijkheden tijdens de wedstrijd tegen Feyenoord op 21 januari.[25]

### Maart
- Op 1 maart schreven gezamenlijke supportersgroepen een brandbrief aan de KNVB om duidelijkheid te verschaffen en aandelenoverdracht van de club te faciliteren.[26]
- Op 2 maart verloor Vitesse thuis van FC Twente met 1–2; het Vitesse-doelpunt werd als eigen doelpunt gemaakt door Robin Pröpper. Als "nummer 4-wedstrijd" stond de wedstrijd in het teken van de herdenking van Theo Bos en de strijd tegen alvleesklierkanker; stichting "Support Casper" stond op het shirt in plaats van sponsor BetCity.
- Op 9 maart verloor Vitesse uit van RKC Waalwijk met 3–1. Het Vitesse-doelpunt werd gemaakt door Aaronson.
- Op 16 maart speelde Vitesse thuis tegen Almere City FC met 1–1 gelijk. Het Vitesse-doelpunt werd gemaakt door Hadj-Moussa.
- Op 19 maart verloor Vitesse een oefenwedstrijd uit bij PEC Zwolle met 3–1. Het Vitesse-doelpunt werd gemaakt door Buitink.
- Op 21 maart maakte Vitesse bekend dat Paul van der Kraan vanaf april als adviseur aan de slag gaat.[27] Van der Kraan keert hiermee terug bij de club nadat hij van 2004 tot 2012 algemeen directeur was.
- Op 26 maart maakte Vitesse bekend dat Edwin Reijntjes per direct als algemeen directeur ad interim aantreedt, voor een periode van (minimaal) drie maanden.[28] Aan de interim-periode van Peter Rovers, sinds maart 2023, kwam hiermee ook een einde.
- Op 29 maart werd bekendgemaakt dat de verkoop van kaarten voor de derby op 7 april is stilgelegd en dat er geen uitsupporters aanwezig zullen zijn.[29]
- Op 30 maart verloor Vitesse uit van AZ met 2–0.

### April
- Op 1 april maakte Vitesse bekend dat opties in de contracten van Enzo Cornelisse, Dominik Oroz en Marcus Steffen gelicht zijn waardoor zij tot medio 2025 onder contract staan.
- Op 2 april verloor Vitesse thuis van Sparta Rotterdam met 1–4. Het Vitesse-doelpunt werd gemaakt door Kozłowski.
- Op 7 april verloor Vitesse de derby thuis tegen NEC met 0–3.
- Op 13 april verloor Vitesse als nummer laatst uit van koploper PSV met 6–0.
- Op 16 april won Vitesse een oefenwedstrijd tegen Jong PSV met 4–1. De Vitesse-doelpunten werden gemaakt door Hadj-Moussa (2x), Boutrah en Voelkerling Persson.
- Op 19 april 2024 degradeerde Vitesse uit de Eredivisie, nadat de licentiecommissie een straf van 18 wedstrijdpunten in mindering had opgelegd.[1][2][30][31] Vitesse kwam hiermee op -1 punten te staan, 25 punten onder de 16e plaats met nog vier wedstrijden te spelen.
- Op 25 april maakte Vitesse bekend dat er een WHOA-procedure is gestart; hiermee kan een betalingsregeling getroffen worden met schuldeisers.[32]
- Op 28 april won Vitesse thuis van Fortuna Sittard met 3–2. De Vitesse-doelpunten werden gemaakt door Aaronson (2x) en Van Ginkel.
- Op 29 april bereikte Vitesse een mondeling akkoord met John van den Brom om in het aankomende seizoen hoofdtrainer te worden, voor de duur van één seizoen en onder voorwaarde dat Vitesse de proflicentie behoudt.[33]

### Mei
- Op 1 mei werd John van den Brom gepresenteerd als hoofdtrainer voor het aankomende seizoen. Het persmoment werd door Vitesse tevens gebruikt om te melden hoe penibel de situatie bij de club is en Vitesse maakte bekend een deadline van 17 mei van de KNVB licentiecommissie te hebben gekregen om de zaken op orde te brengen.[34][35]
- Op 2 mei werd een crowdfundingsactie gestart om Vitesse te steunen.[36] Een bankrekening van de Supportersvereniging Vitesse wordt gebruikt om de donaties onder te brengen, zodat bij een mogelijk verlies van de licentie of faillissement het geld kan worden teruggestort.
- Op 5 mei verloor Vitesse uit van FC Utrecht met 1–0.
- Op 7 mei werd bekendgemaakt dat de beroepscommissie van de KNVB het beroep van Vitesse aangaande de aandelenoverdracht aan de Common Group ongegrond heeft verklaard.[37] Het besluit van de licentiecommissie om de overname af te wijzen bleef daarmee staan.
- Op 12 mei won Vitesse uit van sc Heerenveen met 1–3. De Vitesse-doelpunten werden gemaakt door Van Ginkel (2x) en Buitink.
- Op 16 mei werden twee nieuwe onafhankelijke leden voor de Raad van Commissarissen (RvC) van Vitesse benoemd door de Ondernemingskamer: Barbara van Hussen en Richard le Grand.[38][39] De leden Andrey Soloviev en Peter van Bussel zijn hiermee vervangen, een voorwaarde van de licentiecommissie; een derde nieuw RvC-lid zal later benoemd worden door de "Stichting Betaald Voetbal Vitesse Arnhem". Alleen de nieuwe RvC zal de aandelenoverdracht van Valeriy Oyf naar de nieuwe stichting "Vitesse voor Altijd" kunnen goedkeuren.
- Op 17 mei kreeg Vitesse toestemming van de licentiecommissie om de aandelen (tijdelijk) over te dragen naar een onafhankelijke stichting.[40] Later deze dag  gaf ook het Bureau Toetsing Investeringen (BTI) van het ministerie van Economische Zaken en Klimaat toestemming voor de aandelenoverdracht.[41]
- Op 18 mei werd bekend dat de aandelen Vitesse zijn overgedragen van PMH (Valeriy Oyf) naar de stichting "Vitesse voor Altijd".[42][43] Bestuurders van de stichting zijn John Jaakke, Pieter Colijn en Erik Mulder. Op dezelfde dag kwam de crowdfunding ten einde die op 2 mei door supporters was gestart; de opbrengst bedroeg ruim 1,9 miljoen euro.[44]
- Op 19 mei speelde Vitesse in de laatste speelronde thuis tegen Ajax met 2–2 gelijk. De Vitesse-doelpunten werden gemaakt door Boutrah en Kozłowski.
- Op 21 mei kreeg ongeveer 40% van de medewerkers van Vitesse te horen dat ze worden ontslagen.[45] Dit is onderdeel van de reorganisatie noodzakelijk door de degradatie en voor het behoud van de proflicentie.
- Op 24 mei werd bekendgemaakt dat Erik Henstra als derde lid is aangesteld in de Raad van Commissarissen en dat Barbara van Hussen tot nieuwe voorzitter van de RvC is benoemd.
- Op 30 mei kreeg Vitesse bericht dat de licentie-commissie van de KNVB tot 17 juni uitstel heeft verleend om aan de licentie-eisen te voldoen.[46] Algemeen directeur Edwin Reijntjes luidt echter ook de noodklok: er moet nog een gat van zes miljoen euro gedicht worden om de begroting sluitend te krijgen. Oud-eigenaar Maasbert Schouten trok zich terug als kandidaat om de aandelen over te nemen.[47]

## Clubstatistieken seizoen 2023/24

### Eindstand in Nederlandse Eredivisie
| Stand | Gespeeld | Gewonnen | Gelijk | Verloren | Punten | Doelpunten voor | Doelpunten tegen | Gele kaarten | Twee gele kaarten | Rode kaarten |
| ----- | -------- | -------- | ------ | -------- | ------ | --------------- | ---------------- | ------------ | ----------------- | ------------ |
| 18    | 34       | 6        | 6      | 22       | 6*1    | 30              | 74               | 62           | 3                 | 5            |

*1 Licentiecommissie heeft een straf van 18 wedstrijdpunten in mindering opgelegd.

### Stand, punten en doelpunten per speelronde
Winst
Gelijk
Verlies
| Speelronde              | 01           | 02           | 03           | 04           | 05           | 06           | 07           | 08           | 09           | 10           | 11           | 12           | 13                                            | 14                                            | 15                                            | 16                                            | 17                                            | 18                                            | 19                                            | 20                                            | 21                                            | 22                                            | 23                                            | 24                                            | 25                                            | 26                                            | 27                                            | 28                                            | 29                                            | 30                                            | 31                                            | 32                                            | 33                                            | 34                                            |
| ----------------------- | ------------ | ------------ | ------------ | ------------ | ------------ | ------------ | ------------ | ------------ | ------------ | ------------ | ------------ | ------------ | --------------------------------------------- | --------------------------------------------- | --------------------------------------------- | --------------------------------------------- | --------------------------------------------- | --------------------------------------------- | --------------------------------------------- | --------------------------------------------- | --------------------------------------------- | --------------------------------------------- | --------------------------------------------- | --------------------------------------------- | --------------------------------------------- | --------------------------------------------- | --------------------------------------------- | --------------------------------------------- | --------------------------------------------- | --------------------------------------------- | --------------------------------------------- | --------------------------------------------- | --------------------------------------------- | --------------------------------------------- |
| Trainer                 | Phillip Cocu | Phillip Cocu | Phillip Cocu | Phillip Cocu | Phillip Cocu | Phillip Cocu | Phillip Cocu | Phillip Cocu | Phillip Cocu | Phillip Cocu | Phillip Cocu | Phillip Cocu | Edward Sturing (speelronde 13-16 als interim) | Edward Sturing (speelronde 13-16 als interim) | Edward Sturing (speelronde 13-16 als interim) | Edward Sturing (speelronde 13-16 als interim) | Edward Sturing (speelronde 13-16 als interim) | Edward Sturing (speelronde 13-16 als interim) | Edward Sturing (speelronde 13-16 als interim) | Edward Sturing (speelronde 13-16 als interim) | Edward Sturing (speelronde 13-16 als interim) | Edward Sturing (speelronde 13-16 als interim) | Edward Sturing (speelronde 13-16 als interim) | Edward Sturing (speelronde 13-16 als interim) | Edward Sturing (speelronde 13-16 als interim) | Edward Sturing (speelronde 13-16 als interim) | Edward Sturing (speelronde 13-16 als interim) | Edward Sturing (speelronde 13-16 als interim) | Edward Sturing (speelronde 13-16 als interim) | Edward Sturing (speelronde 13-16 als interim) | Edward Sturing (speelronde 13-16 als interim) | Edward Sturing (speelronde 13-16 als interim) | Edward Sturing (speelronde 13-16 als interim) | Edward Sturing (speelronde 13-16 als interim) |
| Punten per speelronde   | 3            | 0            | 0            | 0            | 0            | 0            | 3            | 1            | 0            | 1            | 0            | 0            | 0                                             | 0                                             | 3                                             | 0                                             | 1                                             | 0                                             | 0                                             | 0                                             | 0                                             | 1                                             | 3                                             | 0                                             | 0                                             | 1                                             | 0                                             | 0                                             | 0                                             | 0                                             | 3                                             | 0                                             | 3                                             | 1                                             |
| Punten na speelronde    | 3            | 3            | 3            | 3            | 3            | 3            | 6            | 7            | 7            | 8            | 8            | 8            | 8                                             | 8                                             | 11                                            | 11                                            | 12                                            | 12                                            | 12                                            | 12                                            | 12                                            | 13                                            | 16                                            | 16                                            | 16                                            | 17                                            | 17                                            | 17                                            | 17                                            | 17                                            | 2*1                                           | 2*1                                           | 5*1                                           | 6*1                                           |
| Stand na speelronde     | 8            | 10           | 13           | 14           | 14           | 15           | 13           | 12           | 15           | 16           | 18           | 18           | 18                                            | 18                                            | 17                                            | 18                                            | 17                                            | 18                                            | 18                                            | 18                                            | 18                                            | 18                                            | 17                                            | 17                                            | 17                                            | 17                                            | 17                                            | 17                                            | 18                                            | 18                                            | 18                                            | 18                                            | 18                                            | 18                                            |
| Goals per speelronde    | 2            | 1            | 0            | 0            | 0            | 0            | 3            | 0            | 0            | 1            | 1            | 1            | 0                                             | 1                                             | 2                                             | 0                                             | 0                                             | 1                                             | 0                                             | 0                                             | 2                                             | 1                                             | 2                                             | 1                                             | 1                                             | 1                                             | 0                                             | 1                                             | 0                                             | 0                                             | 3                                             | 0                                             | 3                                             | 2                                             |
| Goals na speelronde     | 2            | 3            | 3            | 3            | 3            | 3            | 6            | 6            | 6            | 7            | 8            | 9            | 9                                             | 10                                            | 12                                            | 12                                            | 12                                            | 13                                            | 13                                            | 13                                            | 15                                            | 16                                            | 18                                            | 19                                            | 20                                            | 21                                            | 21                                            | 22                                            | 22                                            | 22                                            | 25                                            | 25                                            | 28                                            | 30                                            |
| Doelsaldo na speelronde | +1           | -1           | -2           | -4           | -6           | -7           | -5           | -5           | -9           | -9           | -13          | -15          | -20                                           | -22                                           | -20                                           | -25                                           | -25                                           | -26                                           | -27                                           | -29                                           | -30                                           | -30                                           | -29                                           | -30                                           | -32                                           | -32                                           | -34                                           | -37                                           | -40                                           | -46                                           | -45                                           | -46                                           | -44                                           | -44                                           |

*1 Licentiecommissie heeft een straf van 18 wedstrijdpunten in mindering opgelegd.
| (Eind)stand | Kwalificatie voor                                                       |
| ----------- | ----------------------------------------------------------------------- |
| 1 & 2       | Groepsfase Champions League                                             |
| 3           | Derde kwalificatieronde Champions League                                |
| 4           | Tweede kwalificatieronde Europa League                                  |
| 5 t/m 8     | Play-offs voor ticket tweede kwalificatieronde Europa Conference League |
| 9 t/m 15    | –                                                                       |
| 16          | Play-offs tegen degradatie naar de Eerste divisie                       |
| 17 & 18     | Degradatie naar de Eerste divisie                                       |

### Toeschouwersaantallen
| Tegenstander              | AJA    | ALM    | AZ     | EXC    | FEY    | FOR    | GAE    | HEE    | HER    | NEC      | PEC    | PSV    | RKC    | SPA    | TWE    | UTR    | VOL    | Totaal (Gem.)    |
| ------------------------- | ------ | ------ | ------ | ------ | ------ | ------ | ------ | ------ | ------ | -------- | ------ | ------ | ------ | ------ | ------ | ------ | ------ | ---------------- |
| Vitesse thuis (GelreDome) | 18.796 | 19.043 | 15.734 | 13.887 | 18.467 | 17.826 | 15.494 | 14.793 | 17.061 | 14.026*3 | 15.023 | 14.876 | 16.362 | 15.726 | 15.356 | 14.207 | 18.817 | 275.494 (16.206) |
| Vitesse uit               | 578    | 400*1  | 380    | 400*1  | 490    | 353    | 400*1  | 548    | 479*2  | 500*1    | 500*1  | 300    | 600*1  | 500*1  | 342    | 500*1  | 400*1  | 7670 (451)       |

*1 = Uitverkocht
*2 = Was uitverkocht totdat buscombi verplicht werd
*3 = Kaartverkoop vroegtijdig stilgelegd.

### Topscorers
| Nr.                         | Naam                        | Goal |
| --------------------------- | --------------------------- | ---- |
| 1                           | Marco van Ginkel            | 7    |
| 2                           | Paxten Aaronson             | 4    |
| 2                           | Million Manhoef             | 4    |
| 4                           | Amine Boutrah               | 3    |
| 4                           | Kacper Kozłowski            | 3    |
| 6                           | Thomas Buitink              | 1    |
| 6                           | Anis Hadj-Moussa            | 1    |
| 6                           | Nicolas Isimat-Mirin        | 1    |
| 6                           | Melle Meulensteen           | 1    |
| 6                           | Dominik Oroz                | 1    |
| 6                           | Michael Pinto               | 1    |
| 6                           | Gyan de Regt                | 1    |
| 6                           | Mathijs Tielemans           | 1    |
| Eigen doelpunt tegenstander | Eigen doelpunt tegenstander | 1    |
| Totaal                      | Totaal                      | 30   |

| Nr.    | Naam             | Goal |
| ------ | ---------------- | ---- |
| 1      | Amine Boutrah    | 1    |
| 1      | Anis Hadj-Moussa | 1    |
| 1      | Dominik Oroz     | 1    |
| 1      | Davy Pröpper     | 1    |
| Totaal | Totaal           | 4    |

| Nr.                         | Naam                        | Goal |
| --------------------------- | --------------------------- | ---- |
| 1                           | Marco van Ginkel            | 7    |
| 2                           | Paxten Aaronson             | 4    |
| 2                           | Amine Boutrah               | 4    |
| 2                           | Million Manhoef             | 4    |
| 5                           | Kacper Kozłowski            | 3    |
| 6                           | Anis Hadj-Moussa            | 2    |
| 6                           | Dominik Oroz                | 2    |
| 8                           | Thomas Buitink              | 1    |
| 8                           | Nicolas Isimat-Mirin        | 1    |
| 8                           | Melle Meulensteen           | 1    |
| 8                           | Michael Pinto               | 1    |
| 8                           | Davy Pröpper                | 1    |
| 8                           | Gyan de Regt                | 1    |
| 8                           | Mathijs Tielemans           | 1    |
| Eigen doelpunt tegenstander | Eigen doelpunt tegenstander | 1    |
| Totaal                      | Totaal                      | 34   |

## Selectie in het seizoen 2023/24
Tot de selectie 2023/24 worden alle spelers gerekend die gedurende (een deel van) het seizoen tot de selectie van het eerste elftal hebben behoord volgens de Vitesse-website, dus ook als ze bijvoorbeeld geen wedstrijd gespeeld hebben of tijdens het seizoen zijn vertrokken naar een andere club. De spelers van de Vitesse Voetbal Academie worden hier ook tot de selectie gerekend, als ze bij minimaal één officiële wedstrijd van het eerste elftal tot de wedstrijdselectie behoorden.

### Selectie
| Nr.             | Nat.                                                      | Naam                     | Contract        | Geboortedatum     | Seizoen         | Vorige club                                 | Debuut Vitesse    |
| Doelverdediging | Doelverdediging                                           | Doelverdediging          | Doelverdediging | Doelverdediging   | Doelverdediging | Doelverdediging                             | Doelverdediging   |
| --------------- | --------------------------------------------------------- | ------------------------ | --------------- | ----------------- | --------------- | ------------------------------------------- | ----------------- |
| 01              | Vlag van Curaçao · Vlag van Nederland                     | Eloy Room                | 2025            | 6 februari 1989   | 10e             | Columbus Crew                               | 8 maart 2009      |
| 31              | Vlag van Duitsland                                        | Markus Schubert          | 2024            | 12 juli 1998      | 3e              | FC Schalke 04                               | 5 augustus 2021   |
| 33              | Vlag van Nederland                                        | Daan Reiziger            | 2024            | 18 juni 2001      | 3e              | AFC Ajax                                    | 4 september 2022  |
| 55              | Vlag van Nederland                                        | Tom Bramel               | 2024            | 24 juli 2005      | 1e              | Vitesse Voetbal Academie                    | –                 |
| Verdediging     |                                                           |                          |                 |                   |                 |                                             |                   |
| 02              | Vlag van Haïti                                            | Carlens Arcus            | 2025            | 28 juni 1996      | 2e              | AJ Auxerre                                  | 7 augustus 2022   |
| 05              | Vlag van Luxemburg · Vlag van Portugal                    | Michael Pinto            | 2025            | 4 juni 1993       | 1e              | Sparta Rotterdam                            | 3 september 2023  |
| 06              | Vlag van Kroatië                                          | Dominik Oroz             | 2025            | 29 oktober 2000   | 4e              | SK Sturm Graz (verhuur Vitesse)             | 12 januari 2021   |
| 13              | Vlag van Nederland                                        | Enzo Cornelisse          | 2025            | 1 januari 2003    | 4e              | Vitesse Voetbal Academie                    | 3 oktober 2020    |
| 15              | Vlag van Nederland                                        | Ramon Hendriks           | 2024 (huur)     | 18 juli 2001      | 1e              | Feyenoord                                   | 3 september 2023  |
| 20              | Vlag van Nederland                                        | Melle Meulensteen        | 2026            | 4 juli 1999       | 2e              | RKC Waalwijk                                | 7 augustus 2022   |
| 27              | Vlag van Frankrijk · Vlag van Ivoorkust                   | Romaric Yapi             | 2024            | 13 juli 2000      | 3e              | Brighton & Hove Albion FC                   | 15 augustus 2021  |
| 29              | Vlag van Frankrijk                                        | Nicolas Isimat-Mirin     | 2024            | 15 november 1991  | 2e              | Sporting Kansas City                        | 25 januari 2023   |
| 32              | Vlag van Duitsland                                        | Maximilian Wittek        | 2024            | 21 augustus 1995  | 4e              | SpVgg Greuther Fürth                        | 13 september 2020 |
| 43              | Vlag van Nederland                                        | Giovanni van Zwam        | 2024            | 2 januari 2004    | 1e              | Vitesse Voetbal Academie                    | 19 augustus 2023  |
| 56              | Vlag van Nederland                                        | Mats Egbring             | 2026            | 17 september 2006 | 1e              | Vitesse Voetbal Academie                    | 19 augustus 2023  |
| Middenveld      |                                                           |                          |                 |                   |                 |                                             |                   |
| 08              | Vlag van Nederland                                        | Marco van Ginkel         | 2024            | 1 december 1992   | 6e              | PSV                                         | 9 april 2010      |
| 14              | Vlag van Verenigde Staten                                 | Paxten Aaronson          | 2024 (huur)     | 26 augustus 2003  | 1e              | Eintracht Frankfurt                         | 10 februari 2024  |
| 17              | Vlag van Polen                                            | Kacper Kozłowski         | 2024 (huur)     | 16 oktober 2003   | 2e              | Brighton & Hove Albion FC                   | 27 augustus 2022  |
| 21              | Vlag van Nederland                                        | Mathijs Tielemans        | 2026            | 26 april 2002     | 1e              | PSV                                         | 11 augustus 2023  |
| 22              | Vlag van Kosovo · Vlag van Zwitserland · Vlag van Kroatië | Toni Domgjoni            | 2024            | 4 september 1998  | 3e              | FC Zürich                                   | 12 augustus 2021  |
| 23              | Vlag van Nederland                                        | Daan Huisman             | 2024            | 26 juli 2002      | 4e              | FK Haugesund (verhuur Vitesse)              | 19 september 2020 |
| 24              | Vlag van Nederland                                        | Davy Pröpper             | 2024            | 2 september 1991  | 8e              | PSV (was gestopt)                           | 17 januari 2010   |
| 26              | Vlag van Nederland                                        | Miliano Jonathans        | 2025            | 5 april 2004      | 3e              | Vitesse Voetbal Academie                    | 24 april 2022     |
| 44              | Vlag van Nederland                                        | Jordi Altena             | 2024            | 4 december 2003   | 1e              | Vitesse Voetbal Academie                    | 24 september 2023 |
| 59              | Vlag van Curaçao                                          | Naygiro Sambo            | 2024            | 21 januari 2004   | 1e              | Vitesse Voetbal Academie                    | –                 |
| Aanval          |                                                           |                          |                 |                   |                 |                                             |                   |
| 07              | Vlag van Frankrijk                                        | Amine Boutrah            | 2027            | 26 oktober 2000   | 1e              | US Concarneau                               | 11 augustus 2023  |
| 09              | Vlag van Zweden                                           | Joel Voelkerling Persson | 2024 (huur)     | 15 januari 2003   | 1e              | US Lecce                                    | 3 september 2023  |
| 10              | Vlag van Bosnië en Herzegovina · Vlag van Nederland       | Saïd Hamulić             | 2024 (huur)     | 12 november 2000  | 1e              | Toulouse FC                                 | 11 augustus 2023  |
| 11              | Vlag van Nederland                                        | Fodé Fofana              | 2024 (huur)     | 26 oktober 2002   | 1e              | PSV                                         | 16 september 2023 |
| 0? 14           | Vlag van Nederland                                        | Simon van Duivenbooden   | 2025            | 11 mei 2002       | 3e              | Patro Eisden Maasmechelen (verhuur Vitesse) | 2 april 2022      |
| 19              | Vlag van Nederland                                        | Thomas Buitink           | 2025            | 14 juni 2000      | 7e              | Fortuna Sittard (verhuur Vitesse)           | 11 februari 2018  |
| 25              | Vlag van Nederland                                        | Gyan de Regt             | 2025            | 14 augustus 2002  | 3e              | Vitesse Voetbal Academie                    | 18 januari 2022   |
| 28              | Vlag van Algerije · Vlag van Frankrijk                    | Anis Hadj-Moussa         | 2024 (huur)     | 11 februari 2002  | 1e              | Patro Eisden Maasmechelen                   | 4 februari 2024   |
| 30              | Vlag van Roemenië                                         | Adrian Mazilu            | 2024 (huur)     | 13 september 2005 | 1e              | Brighton & Hove Albion FC                   | 26 januari 2024   |
| 35              | Vlag van Nederland                                        | Mexx Meerdink            | 2024 (huur)     | 24 juli 2003      | 1e              | AZ                                          | 4 februari 2024   |
| 42              | Vlag van Nederland                                        | Million Manhoef          | 2025            | 3 januari 2002    | 4e              | Vitesse Voetbal Academie                    | 26 september 2020 |
| 58              | Vlag van Nederland                                        | Andy Visser              | ama.            | 22 september 2004 | 1e              | Vitesse Voetbal Academie                    | 21 december 2023  |

### Statistieken
Legenda
| - W Wedstrijden - Doelpunten | - Gele kaarten (inclusief 2× geel) - 2× gele kaart in 1 wedstrijd - Rode kaarten (inclusief 2× geel) | - B Bankzitter, zonder speeltijd - min Speelminuten (exclusief blessuretijd) |

| Naam                     | Eredivisie      | Eredivisie      | Eredivisie      | Eredivisie      | Eredivisie      | Eredivisie      | Eredivisie      |                 | KNVB Beker      | KNVB Beker      | KNVB Beker      | KNVB Beker      | KNVB Beker      | KNVB Beker      | KNVB Beker      |                 | Totaal          | Totaal          | Totaal          | Totaal          | Totaal          | Totaal          | Totaal          |                 |                 |                 |                 |                 |                 |                 |                 |                 |                 |                 |                 |                 |                 |                 |                 |                 |                 |                 |                 |                 |                 |                 |                 |
| Naam                     | W               |                 |                 |                 |                 | B               | min             |                 | W               |                 |                 |                 |                 | B               | min             |                 | W               |                 |                 |                 |                 | B               | min             |                 |                 |                 |                 |                 |                 |                 |                 |                 |                 |                 |                 |                 |                 |                 |                 |                 |                 |                 |                 |                 |                 |                 |                 |
| Doelverdediging          | Doelverdediging | Doelverdediging | Doelverdediging | Doelverdediging | Doelverdediging | Doelverdediging | Doelverdediging | Doelverdediging | Doelverdediging | Doelverdediging | Doelverdediging | Doelverdediging | Doelverdediging | Doelverdediging | Doelverdediging | Doelverdediging | Doelverdediging | Doelverdediging | Doelverdediging | Doelverdediging | Doelverdediging | Doelverdediging | Doelverdediging | Doelverdediging | Doelverdediging | Doelverdediging | Doelverdediging | Doelverdediging | Doelverdediging | Doelverdediging | Doelverdediging | Doelverdediging | Doelverdediging | Doelverdediging | Doelverdediging | Doelverdediging | Doelverdediging | Doelverdediging | Doelverdediging | Doelverdediging | Doelverdediging | Doelverdediging | Doelverdediging | Doelverdediging | Doelverdediging | Doelverdediging | Doelverdediging |
| ------------------------ | --------------- | --------------- | --------------- | --------------- | --------------- | --------------- | --------------- | --------------- | --------------- | --------------- | --------------- | --------------- | --------------- | --------------- | --------------- | --------------- | --------------- | --------------- | --------------- | --------------- | --------------- | --------------- | --------------- | --------------- | --------------- | --------------- | --------------- | --------------- | --------------- | --------------- | --------------- | --------------- | --------------- | --------------- | --------------- | --------------- | --------------- | --------------- | --------------- | --------------- | --------------- | --------------- | --------------- | --------------- | --------------- | --------------- | --------------- |
| Tom Bramel               | 0               | 0               | 0               | 0               | 0               | 32              | 0               |                 | 0               | 0               | 0               | 0               | 0               | 4               | 0               |                 | 0               | 0               | 0               | 0               | 0               | 36              | 0               |                 |                 |                 |                 |                 |                 |                 |                 |                 |                 |                 |                 |                 |                 |                 |                 |                 |                 |                 |                 |                 |                 |                 |                 |
| Daan Reiziger            | 0               | 0               | 0               | 0               | 0               | 2               | 0               |                 | 0               | 0               | 0               | 0               | 0               | 0               | 0               |                 | 0               | 0               | 0               | 0               | 0               | 2               | 0               |                 |                 |                 |                 |                 |                 |                 |                 |                 |                 |                 |                 |                 |                 |                 |                 |                 |                 |                 |                 |                 |                 |                 |                 |
| Eloy Room                | 34              | 0               | 1               | 0               | 0               | 0               | 3060            |                 | 0               | 0               | 0               | 0               | 0               | 4               | 0               |                 | 34              | 0               | 1               | 0               | 0               | 4               | 3060            |                 |                 |                 |                 |                 |                 |                 |                 |                 |                 |                 |                 |                 |                 |                 |                 |                 |                 |                 |                 |                 |                 |                 |                 |
| Markus Schubert          | 0               | 0               | 0               | 0               | 0               | 34              | 0               |                 | 4               | 0               | 0               | 0               | 0               | 0               | 360             |                 | 4               | 0               | 0               | 0               | 0               | 34              | 360             |                 |                 |                 |                 |                 |                 |                 |                 |                 |                 |                 |                 |                 |                 |                 |                 |                 |                 |                 |                 |                 |                 |                 |                 |
| Verdediging              |                 |                 |                 |                 |                 |                 |                 |                 |                 |                 |                 |                 |                 |                 |                 |                 |                 |                 |                 |                 |                 |                 |                 |                 |                 |                 |                 |                 |                 |                 |                 |                 |                 |                 |                 |                 |                 |                 |                 |                 |                 |                 |                 |                 |                 |                 |                 |
| Carlens Arcus            | 30              | 0               | 4               | 0               | 0               | 1               | 2179            |                 | 1               | 0               | 0               | 0               | 0               | 1               | 90              |                 | 31              | 0               | 4               | 0               | 0               | 2               | 2269            |                 |                 |                 |                 |                 |                 |                 |                 |                 |                 |                 |                 |                 |                 |                 |                 |                 |                 |                 |                 |                 |                 |                 |                 |
| Enzo Cornelisse          | 27              | 0               | 2               | 0               | 0               | 7               | 1524            |                 | 4               | 0               | 0               | 0               | 0               | 0               | 300             |                 | 31              | 0               | 2               | 0               | 0               | 7               | 1824            |                 |                 |                 |                 |                 |                 |                 |                 |                 |                 |                 |                 |                 |                 |                 |                 |                 |                 |                 |                 |                 |                 |                 |                 |
| Mats Egbring             | 4               | 0               | 0               | 0               | 0               | 11              | 57              |                 | 0               | 0               | 0               | 0               | 0               | 3               | 0               |                 | 4               | 0               | 0               | 0               | 0               | 14              | 57              |                 |                 |                 |                 |                 |                 |                 |                 |                 |                 |                 |                 |                 |                 |                 |                 |                 |                 |                 |                 |                 |                 |                 |                 |
| Ramon Hendriks           | 31              | 0               | 7               | 0               | 0               | 0               | 2645            |                 | 4               | 0               | 1               | 0               | 0               | 0               | 354             |                 | 35              | 0               | 8               | 0               | 0               | 0               | 2999            |                 |                 |                 |                 |                 |                 |                 |                 |                 |                 |                 |                 |                 |                 |                 |                 |                 |                 |                 |                 |                 |                 |                 |                 |
| Nicolas Isimat-Mirin     | 27              | 1               | 3               | 1               | 1               | 3               | 2175            |                 | 3               | 0               | 0               | 0               | 0               | 1               | 260             |                 | 30              | 1               | 3               | 1               | 1               | 4               | 2435            |                 |                 |                 |                 |                 |                 |                 |                 |                 |                 |                 |                 |                 |                 |                 |                 |                 |                 |                 |                 |                 |                 |                 |                 |
| Melle Meulensteen        | 27              | 1               | 5               | 1               | 1               | 2               | 2047            |                 | 2               | 0               | 0               | 0               | 0               | 0               | 135             |                 | 29              | 1               | 5               | 1               | 1               | 2               | 2182            |                 |                 |                 |                 |                 |                 |                 |                 |                 |                 |                 |                 |                 |                 |                 |                 |                 |                 |                 |                 |                 |                 |                 |                 |
| Dominik Oroz             | 27              | 1               | 9               | 0               | 0               | 6               | 1897            |                 | 4               | 1               | 2               | 0               | 0               | 0               | 296             |                 | 31              | 2               | 11              | 0               | 0               | 6               | 2193            |                 |                 |                 |                 |                 |                 |                 |                 |                 |                 |                 |                 |                 |                 |                 |                 |                 |                 |                 |                 |                 |                 |                 |                 |
| Michael Pinto            | 23              | 1               | 2               | 0               | 0               | 3               | 1830            |                 | 3               | 0               | 0               | 0               | 0               | 0               | 240             |                 | 26              | 1               | 2               | 0               | 0               | 3               | 2070            |                 |                 |                 |                 |                 |                 |                 |                 |                 |                 |                 |                 |                 |                 |                 |                 |                 |                 |                 |                 |                 |                 |                 |                 |
| Maximilian Wittek        | 1               | 0               | 0               | 0               | 0               | 0               | 90              |                 | 0               | 0               | 0               | 0               | 0               | 0               | 0               |                 | 1               | 0               | 0               | 0               | 0               | 0               | 90              |                 |                 |                 |                 |                 |                 |                 |                 |                 |                 |                 |                 |                 |                 |                 |                 |                 |                 |                 |                 |                 |                 |                 |                 |
| Romaric Yapi             | 0               | 0               | 0               | 0               | 0               | 2               | 0               |                 | 0               | 0               | 0               | 0               | 0               | 0               | 0               |                 | 0               | 0               | 0               | 0               | 0               | 2               | 0               |                 |                 |                 |                 |                 |                 |                 |                 |                 |                 |                 |                 |                 |                 |                 |                 |                 |                 |                 |                 |                 |                 |                 |                 |
| Giovanni van Zwam        | 12              | 0               | 2               | 1               | 1               | 21              | 484             |                 | 3               | 0               | 0               | 0               | 0               | 1               | 60              |                 | 15              | 0               | 2               | 1               | 1               | 22              | 544             |                 |                 |                 |                 |                 |                 |                 |                 |                 |                 |                 |                 |                 |                 |                 |                 |                 |                 |                 |                 |                 |                 |                 |                 |
| Middenveld               |                 |                 |                 |                 |                 |                 |                 |                 |                 |                 |                 |                 |                 |                 |                 |                 |                 |                 |                 |                 |                 |                 |                 |                 |                 |                 |                 |                 |                 |                 |                 |                 |                 |                 |                 |                 |                 |                 |                 |                 |                 |                 |                 |                 |                 |                 |                 |
| Paxten Aaronson          | 14              | 4               | 4               | 0               | 0               | 0               | 1254            |                 | 0               | 0               | 0               | 0               | 0               | 0               | 0               |                 | 14              | 4               | 4               | 0               | 0               | 0               | 1254            |                 |                 |                 |                 |                 |                 |                 |                 |                 |                 |                 |                 |                 |                 |                 |                 |                 |                 |                 |                 |                 |                 |                 |                 |
| Jordi Altena             | 2               | 0               | 0               | 0               | 0               | 12              | 3               |                 | 0               | 0               | 0               | 0               | 0               | 2               | 0               |                 | 2               | 0               | 0               | 0               | 0               | 14              | 3               |                 |                 |                 |                 |                 |                 |                 |                 |                 |                 |                 |                 |                 |                 |                 |                 |                 |                 |                 |                 |                 |                 |                 |                 |
| Toni Domgjoni            | 15              | 0               | 2               | 0               | 0               | 13              | 664             |                 | 4               | 0               | 0               | 0               | 0               | 0               | 253             |                 | 19              | 0               | 2               | 0               | 0               | 13              | 917             |                 |                 |                 |                 |                 |                 |                 |                 |                 |                 |                 |                 |                 |                 |                 |                 |                 |                 |                 |                 |                 |                 |                 |                 |
| Marco van Ginkel         | 30              | 7               | 2               | 0               | 1               | 2               | 1968            |                 | 2               | 0               | 0               | 0               | 0               | 0               | 111             |                 | 32              | 7               | 2               | 0               | 1               | 2               | 2079            |                 |                 |                 |                 |                 |                 |                 |                 |                 |                 |                 |                 |                 |                 |                 |                 |                 |                 |                 |                 |                 |                 |                 |                 |
| Daan Huisman             | 1               | 0               | 0               | 0               | 0               | 11              | 0               |                 | 0               | 0               | 0               | 0               | 0               | 1               | 0               |                 | 1               | 0               | 0               | 0               | 0               | 12              | 0               |                 |                 |                 |                 |                 |                 |                 |                 |                 |                 |                 |                 |                 |                 |                 |                 |                 |                 |                 |                 |                 |                 |                 |                 |
| Miliano Jonathans        | 6               | 0               | 0               | 0               | 0               | 4               | 86              |                 | 1               | 0               | 0               | 0               | 0               | 0               | 32              |                 | 7               | 0               | 0               | 0               | 0               | 4               | 118             |                 |                 |                 |                 |                 |                 |                 |                 |                 |                 |                 |                 |                 |                 |                 |                 |                 |                 |                 |                 |                 |                 |                 |                 |
| Kacper Kozłowski         | 30              | 3               | 4               | 0               | 0               | 0               | 2068            |                 | 3               | 0               | 0               | 0               | 0               | 1               | 258             |                 | 33              | 3               | 4               | 0               | 0               | 1               | 2326            |                 |                 |                 |                 |                 |                 |                 |                 |                 |                 |                 |                 |                 |                 |                 |                 |                 |                 |                 |                 |                 |                 |                 |                 |
| Davy Pröpper             | 2               | 0               | 0               | 0               | 0               | 2               | 61              |                 | 1               | 1               | 0               | 0               | 0               | 0               | 59              |                 | 3               | 1               | 0               | 0               | 0               | 2               | 120             |                 |                 |                 |                 |                 |                 |                 |                 |                 |                 |                 |                 |                 |                 |                 |                 |                 |                 |                 |                 |                 |                 |                 |                 |
| Naygiro Sambo            | 0               | 0               | 0               | 0               | 0               | 1               | 0               |                 | 0               | 0               | 0               | 0               | 0               | 0               | 0               |                 | 0               | 0               | 0               | 0               | 0               | 1               | 0               |                 |                 |                 |                 |                 |                 |                 |                 |                 |                 |                 |                 |                 |                 |                 |                 |                 |                 |                 |                 |                 |                 |                 |                 |
| Mathijs Tielemans        | 25              | 1               | 3               | 0               | 0               | 1               | 1673            |                 | 3               | 0               | 0               | 0               | 0               | 0               | 152             |                 | 28              | 1               | 3               | 0               | 0               | 1               | 1825            |                 |                 |                 |                 |                 |                 |                 |                 |                 |                 |                 |                 |                 |                 |                 |                 |                 |                 |                 |                 |                 |                 |                 |                 |
| Aanval                   |                 |                 |                 |                 |                 |                 |                 |                 |                 |                 |                 |                 |                 |                 |                 |                 |                 |                 |                 |                 |                 |                 |                 |                 |                 |                 |                 |                 |                 |                 |                 |                 |                 |                 |                 |                 |                 |                 |                 |                 |                 |                 |                 |                 |                 |                 |                 |
| Amine Boutrah            | 29              | 3               | 3               | 0               | 0               | 0               | 1822            |                 | 4               | 1               | 0               | 0               | 0               | 0               | 137             |                 | 33              | 4               | 3               | 0               | 0               | 0               | 1959            |                 |                 |                 |                 |                 |                 |                 |                 |                 |                 |                 |                 |                 |                 |                 |                 |                 |                 |                 |                 |                 |                 |                 |                 |
| Thomas Buitink           | 13              | 1               | 0               | 0               | 0               | 5               | 475             |                 | 1               | 0               | 0               | 0               | 0               | 1               | 20              |                 | 14              | 1               | 0               | 0               | 0               | 6               | 495             |                 |                 |                 |                 |                 |                 |                 |                 |                 |                 |                 |                 |                 |                 |                 |                 |                 |                 |                 |                 |                 |                 |                 |                 |
| Simon van Duivenbooden   | 0               | 0               | 0               | 0               | 0               | 2               | 0               |                 | 0               | 0               | 0               | 0               | 0               | 0               | 0               |                 | 0               | 0               | 0               | 0               | 0               | 2               | 0               |                 |                 |                 |                 |                 |                 |                 |                 |                 |                 |                 |                 |                 |                 |                 |                 |                 |                 |                 |                 |                 |                 |                 |                 |
| Fodé Fofana              | 3               | 0               | 0               | 0               | 0               | 0               | 98              |                 | 0               | 0               | 0               | 0               | 0               | 0               | 0               |                 | 3               | 0               | 0               | 0               | 0               | 0               | 98              |                 |                 |                 |                 |                 |                 |                 |                 |                 |                 |                 |                 |                 |                 |                 |                 |                 |                 |                 |                 |                 |                 |                 |                 |
| Anis Hadj-Moussa         | 14              | 1               | 3               | 0               | 0               | 0               | 846             |                 | 1               | 1               | 1               | 0               | 0               | 0               | 90              |                 | 15              | 2               | 4               | 0               | 0               | 0               | 936             |                 |                 |                 |                 |                 |                 |                 |                 |                 |                 |                 |                 |                 |                 |                 |                 |                 |                 |                 |                 |                 |                 |                 |                 |
| Saïd Hamulić             | 13              | 0               | 2               | 0               | 0               | 2               | 716             |                 | 1               | 0               | 0               | 0               | 0               | 0               | 90              |                 | 14              | 0               | 2               | 0               | 0               | 2               | 806             |                 |                 |                 |                 |                 |                 |                 |                 |                 |                 |                 |                 |                 |                 |                 |                 |                 |                 |                 |                 |                 |                 |                 |                 |
| Million Manhoef          | 18              | 4               | 0               | 0               | 1               | 0               | 1465            |                 | 3               | 0               | 0               | 0               | 0               | 0               | 239             |                 | 21              | 4               | 0               | 0               | 1               | 0               | 1704            |                 |                 |                 |                 |                 |                 |                 |                 |                 |                 |                 |                 |                 |                 |                 |                 |                 |                 |                 |                 |                 |                 |                 |                 |
| Adrian Mazilu            | 3               | 0               | 0               | 0               | 0               | 12              | 20              |                 | 1               | 0               | 0               | 0               | 0               | 0               | 46              |                 | 4               | 0               | 0               | 0               | 0               | 12              | 66              |                 |                 |                 |                 |                 |                 |                 |                 |                 |                 |                 |                 |                 |                 |                 |                 |                 |                 |                 |                 |                 |                 |                 |                 |
| Mexx Meerdink            | 7               | 0               | 0               | 0               | 0               | 0               | 597             |                 | 1               | 0               | 0               | 0               | 0               | 0               | 90              |                 | 8               | 0               | 0               | 0               | 0               | 0               | 687             |                 |                 |                 |                 |                 |                 |                 |                 |                 |                 |                 |                 |                 |                 |                 |                 |                 |                 |                 |                 |                 |                 |                 |                 |
| Gyan de Regt             | 26              | 1               | 3               | 0               | 0               | 7               | 1183            |                 | 4               | 0               | 0               | 0               | 0               | 0               | 188             |                 | 30              | 1               | 3               | 0               | 0               | 7               | 1371            |                 |                 |                 |                 |                 |                 |                 |                 |                 |                 |                 |                 |                 |                 |                 |                 |                 |                 |                 |                 |                 |                 |                 |                 |
| Joel Voelkerling Persson | 9               | 0               | 1               | 0               | 0               | 16              | 292             |                 | 0               | 0               | 0               | 0               | 0               | 2               | 0               |                 | 9               | 0               | 1               | 0               | 0               | 18              | 292             |                 |                 |                 |                 |                 |                 |                 |                 |                 |                 |                 |                 |                 |                 |                 |                 |                 |                 |                 |                 |                 |                 |                 |                 |
| Andy Visser              | 9               | 0               | 0               | 0               | 0               | 6               | 235             |                 | 2               | 0               | 0               | 0               | 0               | 1               | 100             |                 | 11              | 0               | 0               | 0               | 0               | 7               | 335             |                 |                 |                 |                 |                 |                 |                 |                 |                 |                 |                 |                 |                 |                 |                 |                 |                 |                 |                 |                 |                 |                 |                 |                 |
| Totaal                   | 34              | 30              | 62              | 3               | 5               | 220             | 3060            |                 | 4               | 4               | 4               | 0               | 0               | 22              | 360             |                 | 38              | 34              | 66              | 3               | 5               | 242             | 3420            |                 |                 |                 |                 |                 |                 |                 |                 |                 |                 |                 |                 |                 |                 |                 |                 |                 |                 |                 |                 |                 |                 |                 |                 |
|                          | W               |                 |                 |                 |                 | B               | min             |                 | W               |                 |                 |                 |                 | B               | min             |                 | W               |                 |                 |                 |                 | B               | min             |                 |                 |                 |                 |                 |                 |                 |                 |                 |                 |                 |                 |                 |                 |                 |                 |                 |                 |                 |                 |                 |                 |                 |                 |
| Eredivisie               | Eredivisie      | Eredivisie      | Eredivisie      | Eredivisie      | Eredivisie      | Eredivisie      |                 | KNVB Beker      | KNVB Beker      | KNVB Beker      | KNVB Beker      | KNVB Beker      | KNVB Beker      | KNVB Beker      |                 | Totaal          | Totaal          | Totaal          | Totaal          | Totaal          | Totaal          | Totaal          |                 |                 |                 |                 |                 |                 |                 |                 |                 |                 |                 |                 |                 |                 |                 |                 |                 |                 |                 |                 |                 |                 |                 |                 |                 |

### Mutaties

#### Aangetrokken in de zomer
| Speler                   | Vorige club      | Contract                            |
| ------------------------ | ---------------- | ----------------------------------- |
| Amine Boutrah            | US Concarneau    | 2027                                |
| Thomas Buitink           | Fortuna Sittard  | 2025 (was verhuurd)                 |
| Fodé Fofana              | PSV              | 2024 (op huurbasis, optie tot koop) |
| Saïd Hamulić             | Toulouse FC      | 2024 (op huurbasis, optie tot koop) |
| Ramon Hendriks           | Feyenoord        | 2024 (op huurbasis, optie tot koop) |
| Daan Huisman             | VVV-Venlo        | 2024 (was verhuurd)                 |
| Michael Pinto            | Sparta Rotterdam | 2025                                |
| Eloy Room                | Columbus Crew    | 2025                                |
| Mathijs Tielemans        | PSV              | 2026                                |
| Joel Voelkerling Persson | US Lecce         | 2024 (op huurbasis, optie tot koop) |

#### Vertrokken in de zomer
| Speler                    | Nieuwe club               | Mutatietype                   |
| ------------------------- | ------------------------- | ----------------------------- |
| Nikolai Baden Frederiksen | SC Austria Lustenau       | Verhuurd (was reeds verhuurd) |
| Matúš Bero                | VfL Bochum                | Einde contract                |
| Bartosz Białek            | VfL Wolfsburg             | Einde huurperiode             |
| Nouri Cheung/El Harmazi   | RKC Waalwijk              | Einde contract                |
| Mitchell Dijks            | Fortuna Sittard           | Einde contract                |
| Simon van Duivenbooden    | Patro Eisden Maasmechelen | Verhuurd                      |
| Espen van Ee              | sc Heerenveen             | Einde contract                |
| Ryan Flamingo             | US Sassuolo               | Einde huurperiode             |
| Tomáš Hájek               | MGS Panserraikos          | Einde contract                |
| Nigel van Haveren         | n.n.b.                    | Einde contract                |
| Jeroen Houwen             | RKC Waalwijk              | Einde contract                |
| Daan Huisman              | FK Haugesund              | Verhuurd                      |
| Dirk Rasing               | n.n.b.                    | Einde contract                |
| Daan Reiziger             | SC Cambuur                | Transfer                      |
| Mohamed Sankoh            | VfB Stuttgart             | Einde huurperiode             |
| Kjell Scherpen            | Brighton & Hove Albion FC | Einde huurperiode             |
| Xiamaro Thenu             | n.n.b.                    | Einde contract                |
| Sondre Tronstad           | Blackburn Rovers FC       | Einde contract                |
| Gabriel Vidović           | FC Bayern München         | Einde huurperiode             |
| Maximilian Wittek         | VfL Bochum                | Transfer                      |
| Romaric Yapi              | SC Bastia                 | Transfer                      |

#### Aangetrokken in de winter
| Speler                 | Vorige club               | Contract            |
| ---------------------- | ------------------------- | ------------------- |
| Simon van Duivenbooden | Patro Eisden Maasmechelen | 2025 (was verhuurd) |
| Daan Huisman           | FK Haugesund              | 2024 (was verhuurd) |
| Adrian Mazilu          | Brighton & Hove Albion FC | 2024 (op huurbasis) |
| Mexx Meerdink          | AZ                        | 2024 (op huurbasis) |
| Paxten Aaronson        | Eintracht Frankfurt       | 2024 (op huurbasis) |
| Anis Hadj-Moussa       | Patro Eisden Maasmechelen | 2024 (op huurbasis) |

#### Vertrokken in de winter
| Speler                    | Nieuwe club      | Mutatietype                                               |
| ------------------------- | ---------------- | --------------------------------------------------------- |
| Saïd Hamulić              | Lokomotiv Moskou | Huurperiode afgebroken ( Toulouse FC)                     |
| Million Manhoef           | Stoke City FC    | Transfer                                                  |
| Nikolai Baden Frederiksen | Lyngby BK        | Contract ontbonden (was verhuurd aan SC Austria Lustenau) |

#### Contractverlenging
| Speler           | Contract oud             | Contract nieuw          |
| ---------------- | ------------------------ | ----------------------- |
| Omar Achouitar   | Vitesse Voetbal Academie | 2026                    |
| Bouke Boersma    | Vitesse Voetbal Academie | 2025 (optie +1 seizoen) |
| Silvan Bröker    | Vitesse Voetbal Academie | 2025 (optie +1 seizoen) |
| Mats Egbring     | Vitesse Voetbal Academie | 2026                    |
| Bas Huisman      | Vitesse Voetbal Academie | 2026                    |
| Kacper Kozłowski | 2023 (huur)              | 2024 (huur)             |
| Sem Pepers       | Vitesse Voetbal Academie | 2026                    |
| Martin Tsankov   | Vitesse Voetbal Academie | 2026                    |
| Enzo Cornelisse  | 2024                     | 2025                    |
| Dominik Oroz     | 2024                     | 2025                    |
| Marcus Steffen   | 2024                     | 2025                    |

## Wedstrijden

### Eredivisie
Speelronde 1:
| vrijdag 11 augustus 2023, 20:00 | FC Volendam | 1–2 (1–0) | Vitesse                      | Opstelling FC Volendam | Opstelling Vitesse |  |
| Stadion: Kras Stadion, Volendam Toeschouwers: 6.382 Arbiter: Higler Assistenten: Diks Assistenten: De Groot 4de official: Puts Video-assistenten: Ruperti Video-assistenten: Koopman | Mühren 10'  |           | 60' Tielemans 86' Van Ginkel | Backhaus, Payne 75' ( Fiemawhle), Mbuyamba , Plat 90+3', Murkin 38', Twigt 85' ( Klomp), Van Mieghem 66' ( Kuol), Mirani, B. Ould-Chikh 78', Mühren 45+2', Johnson 75' ( Benamar) RESERVEBANK: Van Oevelen, Lauwers, Gustavo, Van Duijl, Hoeve, El Kadiri | Room, Arcus, Oroz, Isimat-Mirin , Wittek, Tielemans 78', Kozłowski 73' ( Van Ginkel), Meulensteen, Manhoef 64' ( Jonathans), Hamulić 73' ( De Regt), Boutrah RESERVEBANK: Schubert, Reiziger, Cornelisse, Van Duivenbooden, Huisman, Yapi, Van Zwam, Altena, Egbring |  |
| Stadion: Kras Stadion, Volendam Toeschouwers: 6.382 Arbiter: Higler Assistenten: Diks Assistenten: De Groot 4de official: Puts Video-assistenten: Ruperti Video-assistenten: Koopman |             |           |                              | Backhaus, Payne 75' ( Fiemawhle), Mbuyamba , Plat 90+3', Murkin 38', Twigt 85' ( Klomp), Van Mieghem 66' ( Kuol), Mirani, B. Ould-Chikh 78', Mühren 45+2', Johnson 75' ( Benamar) RESERVEBANK: Van Oevelen, Lauwers, Gustavo, Van Duijl, Hoeve, El Kadiri | Room, Arcus, Oroz, Isimat-Mirin , Wittek, Tielemans 78', Kozłowski 73' ( Van Ginkel), Meulensteen, Manhoef 64' ( Jonathans), Hamulić 73' ( De Regt), Boutrah RESERVEBANK: Schubert, Reiziger, Cornelisse, Van Duivenbooden, Huisman, Yapi, Van Zwam, Altena, Egbring |  |
| Stadion: Kras Stadion, Volendam Toeschouwers: 6.382 Arbiter: Higler Assistenten: Diks Assistenten: De Groot 4de official: Puts Video-assistenten: Ruperti Video-assistenten: Koopman |             |           |                              | Backhaus, Payne 75' ( Fiemawhle), Mbuyamba , Plat 90+3', Murkin 38', Twigt 85' ( Klomp), Van Mieghem 66' ( Kuol), Mirani, B. Ould-Chikh 78', Mühren 45+2', Johnson 75' ( Benamar) RESERVEBANK: Van Oevelen, Lauwers, Gustavo, Van Duijl, Hoeve, El Kadiri | Room, Arcus, Oroz, Isimat-Mirin , Wittek, Tielemans 78', Kozłowski 73' ( Van Ginkel), Meulensteen, Manhoef 64' ( Jonathans), Hamulić 73' ( De Regt), Boutrah RESERVEBANK: Schubert, Reiziger, Cornelisse, Van Duivenbooden, Huisman, Yapi, Van Zwam, Altena, Egbring |  |
| Bijz.: Eerste duel Eredivisie 2023/'24; debuut Boutrah, Hamulić, Tielemans Afwezig: Eiting (ziek) – Buitink, Pröpper (geblesseerd)                                                   |             |           |                              | | |  |

Speelronde 2:
| zaterdag 19 augustus 2023, 18:45 | Vitesse        | 1–3 (1–0) | PSV                                          | Opstelling Vitesse | Opstelling PSV |  |
| Stadion: GelreDome, Arnhem Toeschouwers: 14.876 Arbiter: Nijhuis Assistenten: Van Dongen Assistenten: Schaap 4de official: Kooij Video-assistenten: Martens Video-assistenten: Van de Ven | Van Ginkel 19' |           | 48' Saibari 64' Vertessen 70' (pen.) De Jong | Room, Arcus 83' ( Egbring), Oroz, Isimat-Mirin, Cornelisse, Tielemans, Van Ginkel , Meulensteen, Kozłowski 58' ( Manhoef), Hamulić 58' ( De Regt), Boutrah 83' ( Van Zwam) RESERVEBANK: Schubert, Reiziger, Van Duivenbooden, Jonathans, Yapi, Altena | Benítez, Teze, Ramalho 46' ( Schouten 50'), Boscagli, Van Aanholt 57' ( Sambo), Veerman, Babadi 46' ( Til), Sangaré, Bakayoko 46' ( Saibari), De Jong , Vertessen 87' ( El Ghazi) RESERVEBANK: Drommel, Waterman, Tillman, Pepi |  |
| Stadion: GelreDome, Arnhem Toeschouwers: 14.876 Arbiter: Nijhuis Assistenten: Van Dongen Assistenten: Schaap 4de official: Kooij Video-assistenten: Martens Video-assistenten: Van de Ven |                |           |                                              | Room, Arcus 83' ( Egbring), Oroz, Isimat-Mirin, Cornelisse, Tielemans, Van Ginkel , Meulensteen, Kozłowski 58' ( Manhoef), Hamulić 58' ( De Regt), Boutrah 83' ( Van Zwam) RESERVEBANK: Schubert, Reiziger, Van Duivenbooden, Jonathans, Yapi, Altena | Benítez, Teze, Ramalho 46' ( Schouten 50'), Boscagli, Van Aanholt 57' ( Sambo), Veerman, Babadi 46' ( Til), Sangaré, Bakayoko 46' ( Saibari), De Jong , Vertessen 87' ( El Ghazi) RESERVEBANK: Drommel, Waterman, Tillman, Pepi |  |
| Stadion: GelreDome, Arnhem Toeschouwers: 14.876 Arbiter: Nijhuis Assistenten: Van Dongen Assistenten: Schaap 4de official: Kooij Video-assistenten: Martens Video-assistenten: Van de Ven |                |           |                                              | Room, Arcus 83' ( Egbring), Oroz, Isimat-Mirin, Cornelisse, Tielemans, Van Ginkel , Meulensteen, Kozłowski 58' ( Manhoef), Hamulić 58' ( De Regt), Boutrah 83' ( Van Zwam) RESERVEBANK: Schubert, Reiziger, Van Duivenbooden, Jonathans, Yapi, Altena | Benítez, Teze, Ramalho 46' ( Schouten 50'), Boscagli, Van Aanholt 57' ( Sambo), Veerman, Babadi 46' ( Til), Sangaré, Bakayoko 46' ( Saibari), De Jong , Vertessen 87' ( El Ghazi) RESERVEBANK: Drommel, Waterman, Tillman, Pepi |  |
| Bijz.: Leeg uitvak door sanctie KNVB; debuut Egbring en Van Zwam Afwezig: Buitink, Pröpper (geblesseerd)                                                                                  |                |           |                                              | | |  |

Speelronde 4:
| zondag 3 september 2023, 16:45 | Vitesse | 0–2 (0–0) | AZ               | Opstelling Vitesse | Opstelling AZ |  |
| Stadion: GelreDome, Arnhem Toeschouwers: 15.734 Arbiter: Manschot Assistenten: De Nas Assistenten: Osseweijer 4de official: Teuben Video-assistenten: Oostrom Video-assistenten: Ketting      |         |           | 49' 64' Pavlidis | Room, Arcus 53', Oroz 68' ( Hendriks), Isimat-Mirin 36', Pinto 68' ( Cornelisse), Kozłowski 33' 46' ( Boutrah), Meulensteen, Van Ginkel , Tielemans 76' ( Jonathans), Manhoef, Hamulić 68' ( Voelkerling Persson) RESERVEBANK: Schubert, Bramel, Van Zwam, Altena, Egbring | Ryan, Sugawara, Bazoer, Penetra, Møller Wolfe, Mijnans, D. de Wit, Clasie 84' ( Dantas), Poku 72' ( Van Bommel), Pavlidis 83' ( Odgaard), Van Brederode 72' ( Mihailovic) RESERVEBANK: Verhulst, Virginio D., Goudmijn, Dekker, M. de Wit, Kasius |  |
| Stadion: GelreDome, Arnhem Toeschouwers: 15.734 Arbiter: Manschot Assistenten: De Nas Assistenten: Osseweijer 4de official: Teuben Video-assistenten: Oostrom Video-assistenten: Ketting      |         |           |                  | Room, Arcus 53', Oroz 68' ( Hendriks), Isimat-Mirin 36', Pinto 68' ( Cornelisse), Kozłowski 33' 46' ( Boutrah), Meulensteen, Van Ginkel , Tielemans 76' ( Jonathans), Manhoef, Hamulić 68' ( Voelkerling Persson) RESERVEBANK: Schubert, Bramel, Van Zwam, Altena, Egbring | Ryan, Sugawara, Bazoer, Penetra, Møller Wolfe, Mijnans, D. de Wit, Clasie 84' ( Dantas), Poku 72' ( Van Bommel), Pavlidis 83' ( Odgaard), Van Brederode 72' ( Mihailovic) RESERVEBANK: Verhulst, Virginio D., Goudmijn, Dekker, M. de Wit, Kasius |  |
| Stadion: GelreDome, Arnhem Toeschouwers: 15.734 Arbiter: Manschot Assistenten: De Nas Assistenten: Osseweijer 4de official: Teuben Video-assistenten: Oostrom Video-assistenten: Ketting      |         |           |                  | Room, Arcus 53', Oroz 68' ( Hendriks), Isimat-Mirin 36', Pinto 68' ( Cornelisse), Kozłowski 33' 46' ( Boutrah), Meulensteen, Van Ginkel , Tielemans 76' ( Jonathans), Manhoef, Hamulić 68' ( Voelkerling Persson) RESERVEBANK: Schubert, Bramel, Van Zwam, Altena, Egbring | Ryan, Sugawara, Bazoer, Penetra, Møller Wolfe, Mijnans, D. de Wit, Clasie 84' ( Dantas), Poku 72' ( Van Bommel), Pavlidis 83' ( Odgaard), Van Brederode 72' ( Mihailovic) RESERVEBANK: Verhulst, Virginio D., Goudmijn, Dekker, M. de Wit, Kasius |  |
| Bijz.: Voor de aftrap wordt stilgestaan bij het overlijden van Jan Jongbloed; debuut Hendriks, Pinto, Voelkerling Persson Afwezig: Buitink, Pröpper (geblesseerd); Fofana (niet wedstrijdfit) |         |           |                  | | |  |

Speelronde 5:
| zaterdag 16 september 2023, 18:45 | Vitesse | 0–2 (0–1) | RKC Waalwijk              | Opstelling Vitesse | Opstelling RKC Waalwijk |  |
| Stadion: GelreDome, Arnhem Toeschouwers: 16.362 Arbiter: Lindhout Assistenten: Honig Assistenten: Inia 4de official: Timmer Video-assistenten: Hensgens Video-assistenten: Krijt |         |           | 39' Oukili 90+6' Margaret | Room, Arcus 77' ( De Regt), Oroz 70' ( Hendriks), Isimat-Mirin, Pinto 80' ( Kozłowski), Manhoef 60', Meulensteen, Van Ginkel , Tielemans, Boutrah 72', Hamulić 69' ( Fofana) RESERVEBANK: Schubert, Bramel, Cornelisse, Jonathans, Van Zwam, Altena | Vaessen 89', Lelieveld, Adewoye, Van den Buijs 85', Meijers, Bakkali 61' ( Margaret 78'), Oukili 67' 83' ( Stevanović), Roemeratoe 44' 51' ( Felida), Niemeijer 82' ( Gaari), Cleonise 61' ( Lokesa), Kramer RESERVEBANK: Houwen, Lutonda, Vroegh, Min, Meir, Bruma, Weidmann |  |
| Stadion: GelreDome, Arnhem Toeschouwers: 16.362 Arbiter: Lindhout Assistenten: Honig Assistenten: Inia 4de official: Timmer Video-assistenten: Hensgens Video-assistenten: Krijt |         |           |                           | Room, Arcus 77' ( De Regt), Oroz 70' ( Hendriks), Isimat-Mirin, Pinto 80' ( Kozłowski), Manhoef 60', Meulensteen, Van Ginkel , Tielemans, Boutrah 72', Hamulić 69' ( Fofana) RESERVEBANK: Schubert, Bramel, Cornelisse, Jonathans, Van Zwam, Altena | Vaessen 89', Lelieveld, Adewoye, Van den Buijs 85', Meijers, Bakkali 61' ( Margaret 78'), Oukili 67' 83' ( Stevanović), Roemeratoe 44' 51' ( Felida), Niemeijer 82' ( Gaari), Cleonise 61' ( Lokesa), Kramer RESERVEBANK: Houwen, Lutonda, Vroegh, Min, Meir, Bruma, Weidmann |  |
| Stadion: GelreDome, Arnhem Toeschouwers: 16.362 Arbiter: Lindhout Assistenten: Honig Assistenten: Inia 4de official: Timmer Video-assistenten: Hensgens Video-assistenten: Krijt |         |           |                           | Room, Arcus 77' ( De Regt), Oroz 70' ( Hendriks), Isimat-Mirin, Pinto 80' ( Kozłowski), Manhoef 60', Meulensteen, Van Ginkel , Tielemans, Boutrah 72', Hamulić 69' ( Fofana) RESERVEBANK: Schubert, Bramel, Cornelisse, Jonathans, Van Zwam, Altena | Vaessen 89', Lelieveld, Adewoye, Van den Buijs 85', Meijers, Bakkali 61' ( Margaret 78'), Oukili 67' 83' ( Stevanović), Roemeratoe 44' 51' ( Felida), Niemeijer 82' ( Gaari), Cleonise 61' ( Lokesa), Kramer RESERVEBANK: Houwen, Lutonda, Vroegh, Min, Meir, Bruma, Weidmann |  |
| Bijz.: Airborne-duel; debuut Fofana Afwezig: Voelkerling Persson (ziek); Buitink, Pröpper (geblesseerd)                                                                          |         |           |                           | | |  |

Speelronde 6:
| zondag 24 september 2023, 12:15 | Sparta Rotterdam | 1–0 (1–0) | Vitesse | Opstelling Sparta Rotterdam | Opstelling Vitesse |  |
| Stadion: Spartastadion Het Kasteel, Rotterdam Arbiter: Martens Assistenten: Brondijk Assistenten: Janssen 4de official: Ruperti Video-assistenten: Kamphuis Video-assistenten: Van Kampen       | Verschueren 6'   |           |         | Olij ( 78'+), Bakari 59', Meissen, Velthuis, Van der Kust, Clement 84' ( Neghli), De Guzman 78' ( Metinho), Verschueren, Kitolano, Saito 50' ( Anello), Lauritsen 77' ( Brym) RESERVEBANK: Schoonderwaldt, Van Crooij, Van Wageningen, Warmerdam, Alemañ, De Ligt | Room, Arcus 85', Hendriks 87' ( Altena), Isimat-Mirin, Pinto 87' ( Oroz), Boutrah 27' ( Hamulić), Meulensteen, Van Ginkel , Cornelisse 65', Kozłowski 64' ( Jonathans), Fofana 64' ( De Regt) RESERVEBANK: Schubert, Bramel, Van Zwam, Egbring |  |
| Stadion: Spartastadion Het Kasteel, Rotterdam Arbiter: Martens Assistenten: Brondijk Assistenten: Janssen 4de official: Ruperti Video-assistenten: Kamphuis Video-assistenten: Van Kampen       |                  |           |         | Olij ( 78'+), Bakari 59', Meissen, Velthuis, Van der Kust, Clement 84' ( Neghli), De Guzman 78' ( Metinho), Verschueren, Kitolano, Saito 50' ( Anello), Lauritsen 77' ( Brym) RESERVEBANK: Schoonderwaldt, Van Crooij, Van Wageningen, Warmerdam, Alemañ, De Ligt | Room, Arcus 85', Hendriks 87' ( Altena), Isimat-Mirin, Pinto 87' ( Oroz), Boutrah 27' ( Hamulić), Meulensteen, Van Ginkel , Cornelisse 65', Kozłowski 64' ( Jonathans), Fofana 64' ( De Regt) RESERVEBANK: Schubert, Bramel, Van Zwam, Egbring |  |
| Stadion: Spartastadion Het Kasteel, Rotterdam Arbiter: Martens Assistenten: Brondijk Assistenten: Janssen 4de official: Ruperti Video-assistenten: Kamphuis Video-assistenten: Van Kampen       |                  |           |         | Olij ( 78'+), Bakari 59', Meissen, Velthuis, Van der Kust, Clement 84' ( Neghli), De Guzman 78' ( Metinho), Verschueren, Kitolano, Saito 50' ( Anello), Lauritsen 77' ( Brym) RESERVEBANK: Schoonderwaldt, Van Crooij, Van Wageningen, Warmerdam, Alemañ, De Ligt | Room, Arcus 85', Hendriks 87' ( Altena), Isimat-Mirin, Pinto 87' ( Oroz), Boutrah 27' ( Hamulić), Meulensteen, Van Ginkel , Cornelisse 65', Kozłowski 64' ( Jonathans), Fofana 64' ( De Regt) RESERVEBANK: Schubert, Bramel, Van Zwam, Egbring |  |
| Bijz.: Kort voor aftrap verving Cornelisse Tielemans en Meissen Vriends in de basis; debuut Altena Afwezig: Manhoef (geschorst); Buitink, Pröpper, Tielemans, Voelkerling Persson (geblesseerd) |                  |           |         | | |  |

Speelronde 3:
| woensdag 27 september 2023, 20:00 | FC Twente  | 1–0 (1–0) | Vitesse | Opstelling FC Twente | Opstelling Vitesse |  |
| Stadion: De Grolsch Veste, Enschede Toeschouwers: 29.000 Arbiter: Van der Laan Assistenten: Diks Assistenten: Koopman 4de official: Hensgens Video-assistenten: Bos Video-assistenten: De Vries | Steijn 39' |           |         | Unnerstall, Sampsted, Hilgers, Pröpper , Regeer, D. Rots 72' ( Van Bergen), Kjølø, Steijn 76' ( Eiting), Sadílek 67', Vlap 81' ( Ugalde), Van Wolfswinkel RESERVEBANK: El Maach, Tytoń, Van Hoorenbeeck, Taha, Mesbahi, M. Rots, Besselink | Room, Arcus, Oroz 36', Hendriks, Pinto 45+3' 85' ( Jonathans), Manhoef, Meulensteen, Van Ginkel , Kozłowski 76' 79' ( Cornelisse), De Regt 65', Fofana 13' ( Hamulić) RESERVEBANK: Schubert, Bramel, Isimat-Mirin, Van Zwam, Altena, Egbring |  |
| Stadion: De Grolsch Veste, Enschede Toeschouwers: 29.000 Arbiter: Van der Laan Assistenten: Diks Assistenten: Koopman 4de official: Hensgens Video-assistenten: Bos Video-assistenten: De Vries |            |           |         | Unnerstall, Sampsted, Hilgers, Pröpper , Regeer, D. Rots 72' ( Van Bergen), Kjølø, Steijn 76' ( Eiting), Sadílek 67', Vlap 81' ( Ugalde), Van Wolfswinkel RESERVEBANK: El Maach, Tytoń, Van Hoorenbeeck, Taha, Mesbahi, M. Rots, Besselink | Room, Arcus, Oroz 36', Hendriks, Pinto 45+3' 85' ( Jonathans), Manhoef, Meulensteen, Van Ginkel , Kozłowski 76' 79' ( Cornelisse), De Regt 65', Fofana 13' ( Hamulić) RESERVEBANK: Schubert, Bramel, Isimat-Mirin, Van Zwam, Altena, Egbring |  |
| Stadion: De Grolsch Veste, Enschede Toeschouwers: 29.000 Arbiter: Van der Laan Assistenten: Diks Assistenten: Koopman 4de official: Hensgens Video-assistenten: Bos Video-assistenten: De Vries |            |           |         | Unnerstall, Sampsted, Hilgers, Pröpper , Regeer, D. Rots 72' ( Van Bergen), Kjølø, Steijn 76' ( Eiting), Sadílek 67', Vlap 81' ( Ugalde), Van Wolfswinkel RESERVEBANK: El Maach, Tytoń, Van Hoorenbeeck, Taha, Mesbahi, M. Rots, Besselink | Room, Arcus, Oroz 36', Hendriks, Pinto 45+3' 85' ( Jonathans), Manhoef, Meulensteen, Van Ginkel , Kozłowski 76' 79' ( Cornelisse), De Regt 65', Fofana 13' ( Hamulić) RESERVEBANK: Schubert, Bramel, Isimat-Mirin, Van Zwam, Altena, Egbring |  |
| Bijz.: Kort voor aftrap verving Oroz Isimat-Mirin in de basis; Cocu 48' Afwezig: Boutrah, Buitink, Pröpper, Tielemans, Voelkerling Persson (geblesseerd)                                        |            |           |         | | |  |

Speelronde 7:
| zondag 1 oktober 2023, 12:15 | NEC          | 1–3 (1–1) | Vitesse                              | Opstelling NEC | Opstelling Vitesse |  |
| Stadion: Goffertstadion, Nijmegen Toeschouwers: 12.500 Arbiter: Van der Eijk Assistenten: Van Zuilen Assistenten: Van Dongen 4de official: Oostrom Video-assistenten: Ruperti Video-assistenten: Beijer | Mattsson 26' |           | 6' Van Ginkel 89' Oroz 90+4' Manhoef | Roefs, Van Rooij 45+2', Sandler 72' ( Ross), Nuytinck, Verdonk 53', Proper, Mattsson, Schöne , Rober 73' ( Hoedemakers), Dost 80' ( Ogawa), Hansen 59' ( Sano) RESERVEBANK: Janse, Larsen, Rossen, Netten | Room, Arcus, Oroz, Hendriks 30', Pinto, Van Ginkel 25' 46' ( Cornelisse), Meulensteen 18' ( 46'+), Kozłowski 69' 86' ( Jonathans), Manhoef, Hamulić 65' 90' ( Isimat-Mirin), De Regt RESERVEBANK: Schubert, Bramel, Domgjoni, Van Zwam, Altena, Egbring |  |
| Stadion: Goffertstadion, Nijmegen Toeschouwers: 12.500 Arbiter: Van der Eijk Assistenten: Van Zuilen Assistenten: Van Dongen 4de official: Oostrom Video-assistenten: Ruperti Video-assistenten: Beijer |              |           |                                      | Roefs, Van Rooij 45+2', Sandler 72' ( Ross), Nuytinck, Verdonk 53', Proper, Mattsson, Schöne , Rober 73' ( Hoedemakers), Dost 80' ( Ogawa), Hansen 59' ( Sano) RESERVEBANK: Janse, Larsen, Rossen, Netten | Room, Arcus, Oroz, Hendriks 30', Pinto, Van Ginkel 25' 46' ( Cornelisse), Meulensteen 18' ( 46'+), Kozłowski 69' 86' ( Jonathans), Manhoef, Hamulić 65' 90' ( Isimat-Mirin), De Regt RESERVEBANK: Schubert, Bramel, Domgjoni, Van Zwam, Altena, Egbring |  |
| Stadion: Goffertstadion, Nijmegen Toeschouwers: 12.500 Arbiter: Van der Eijk Assistenten: Van Zuilen Assistenten: Van Dongen 4de official: Oostrom Video-assistenten: Ruperti Video-assistenten: Beijer |              |           |                                      | Roefs, Van Rooij 45+2', Sandler 72' ( Ross), Nuytinck, Verdonk 53', Proper, Mattsson, Schöne , Rober 73' ( Hoedemakers), Dost 80' ( Ogawa), Hansen 59' ( Sano) RESERVEBANK: Janse, Larsen, Rossen, Netten | Room, Arcus, Oroz, Hendriks 30', Pinto, Van Ginkel 25' 46' ( Cornelisse), Meulensteen 18' ( 46'+), Kozłowski 69' 86' ( Jonathans), Manhoef, Hamulić 65' 90' ( Isimat-Mirin), De Regt RESERVEBANK: Schubert, Bramel, Domgjoni, Van Zwam, Altena, Egbring |  |
| Bijz.: Wedstrijd stilgelegd kort na doelpunt Oroz ivm op het veld gegooide voorwerpen Afwezig: Boutrah, Buitink, Fofana, Pröpper, Tielemans, Voelkerling Persson (geblesseerd)                          |              |           |                                      | | |  |

Speelronde 8:
| zaterdag 7 oktober 2023, 21:00 | Vitesse | 0–0 | Excelsior Rotterdam | Opstelling Vitesse | Opstelling Excelsior Rotterdam |  |
| Stadion: GelreDome, Arnhem Toeschouwers: 13.887 Arbiter: Kooij Assistenten: Bluemink Assistenten: De Nas 4de official: Timmer Video-assistenten: Rozendal Video-assistenten: Krijt |         |     |                     | Room, Arcus 30' 60' ( Egbring), Oroz, Hendriks 69', Pinto 90+1' ( Domgjoni), Van Ginkel , Kozłowski 60' ( Isimat-Mirin), Meulensteen, Manhoef, Hamulić 46' ( Voelkerling Persson), De Regt 59' ( Cornelisse) RESERVEBANK: Schubert, Bramel, Jonathans, Van Zwam, Altena | Van Gassel , Horemans, Widell, Seymor 37' ( Fitz-Jim), Zagre, Baas, Sandra, El Yaakoubi 78' ( Smeulers), Sanches Fernandes 68' ( Lamprou), Agrafiotis 68' ( Parrott), Driouech 78' ( Benita) RESERVEBANK: Alblas, Uddenäs, Omorowa |  |
| Stadion: GelreDome, Arnhem Toeschouwers: 13.887 Arbiter: Kooij Assistenten: Bluemink Assistenten: De Nas 4de official: Timmer Video-assistenten: Rozendal Video-assistenten: Krijt |         |     |                     | Room, Arcus 30' 60' ( Egbring), Oroz, Hendriks 69', Pinto 90+1' ( Domgjoni), Van Ginkel , Kozłowski 60' ( Isimat-Mirin), Meulensteen, Manhoef, Hamulić 46' ( Voelkerling Persson), De Regt 59' ( Cornelisse) RESERVEBANK: Schubert, Bramel, Jonathans, Van Zwam, Altena | Van Gassel , Horemans, Widell, Seymor 37' ( Fitz-Jim), Zagre, Baas, Sandra, El Yaakoubi 78' ( Smeulers), Sanches Fernandes 68' ( Lamprou), Agrafiotis 68' ( Parrott), Driouech 78' ( Benita) RESERVEBANK: Alblas, Uddenäs, Omorowa |  |
| Stadion: GelreDome, Arnhem Toeschouwers: 13.887 Arbiter: Kooij Assistenten: Bluemink Assistenten: De Nas 4de official: Timmer Video-assistenten: Rozendal Video-assistenten: Krijt |         |     |                     | Room, Arcus 30' 60' ( Egbring), Oroz, Hendriks 69', Pinto 90+1' ( Domgjoni), Van Ginkel , Kozłowski 60' ( Isimat-Mirin), Meulensteen, Manhoef, Hamulić 46' ( Voelkerling Persson), De Regt 59' ( Cornelisse) RESERVEBANK: Schubert, Bramel, Jonathans, Van Zwam, Altena | Van Gassel , Horemans, Widell, Seymor 37' ( Fitz-Jim), Zagre, Baas, Sandra, El Yaakoubi 78' ( Smeulers), Sanches Fernandes 68' ( Lamprou), Agrafiotis 68' ( Parrott), Driouech 78' ( Benita) RESERVEBANK: Alblas, Uddenäs, Omorowa |  |
| Afwezig: Boutrah, Buitink, Fofana, Pröpper, Tielemans (geblesseerd) |         |     |                     | | |  |

Speelronde 9:
| zaterdag 21 oktober 2023, 21:00 | Feyenoord                                        | 4–0 (2–0) | Vitesse | Opstelling Feyenoord | Opstelling Vitesse |  |
| Stadion: Stadion Feijenoord, Rotterdam Toeschouwers: 47.500 Arbiter: Nijhuis Assistenten: Schaap Assistenten: Ribbink 4de official: Hensgens Video-assistenten: Teuben Video-assistenten: Brondijk | Stengs 7' Giménez 37' Geertruida 49' Milambo 85' |           |         | Bijlow, Nieuwkoop 80' ( Milambo), Geertruida , Hancko, Hartman, Wieffer, Stengs 66' ( Zerrouki), Timber, Minteh 74' ( Jahanbakhsh), Giménez 66' ( Ueda), Paixão 66' ( Sauer) RESERVEBANK: Wellenreuther, Lamprou, Beelen, Dilrosun, López, Van den Belt, Lingr | Room, Arcus 85' ( Egbring), Oroz 28', Hendriks, Isimat-Mirin, Van Ginkel , Meulensteen, Tielemans 74' ( Domgjoni), Kozłowski 30' ( Cornelisse), Voelkerling Persson 74' ( Hamulić), Manhoef 86' ( De Regt) RESERVEBANK: Schubert, Bramel, Jonathans, Van Zwam, Altena |  |
| Stadion: Stadion Feijenoord, Rotterdam Toeschouwers: 47.500 Arbiter: Nijhuis Assistenten: Schaap Assistenten: Ribbink 4de official: Hensgens Video-assistenten: Teuben Video-assistenten: Brondijk |                                                  |           |         | Bijlow, Nieuwkoop 80' ( Milambo), Geertruida , Hancko, Hartman, Wieffer, Stengs 66' ( Zerrouki), Timber, Minteh 74' ( Jahanbakhsh), Giménez 66' ( Ueda), Paixão 66' ( Sauer) RESERVEBANK: Wellenreuther, Lamprou, Beelen, Dilrosun, López, Van den Belt, Lingr | Room, Arcus 85' ( Egbring), Oroz 28', Hendriks, Isimat-Mirin, Van Ginkel , Meulensteen, Tielemans 74' ( Domgjoni), Kozłowski 30' ( Cornelisse), Voelkerling Persson 74' ( Hamulić), Manhoef 86' ( De Regt) RESERVEBANK: Schubert, Bramel, Jonathans, Van Zwam, Altena |  |
| Stadion: Stadion Feijenoord, Rotterdam Toeschouwers: 47.500 Arbiter: Nijhuis Assistenten: Schaap Assistenten: Ribbink 4de official: Hensgens Video-assistenten: Teuben Video-assistenten: Brondijk |                                                  |           |         | Bijlow, Nieuwkoop 80' ( Milambo), Geertruida , Hancko, Hartman, Wieffer, Stengs 66' ( Zerrouki), Timber, Minteh 74' ( Jahanbakhsh), Giménez 66' ( Ueda), Paixão 66' ( Sauer) RESERVEBANK: Wellenreuther, Lamprou, Beelen, Dilrosun, López, Van den Belt, Lingr | Room, Arcus 85' ( Egbring), Oroz 28', Hendriks, Isimat-Mirin, Van Ginkel , Meulensteen, Tielemans 74' ( Domgjoni), Kozłowski 30' ( Cornelisse), Voelkerling Persson 74' ( Hamulić), Manhoef 86' ( De Regt) RESERVEBANK: Schubert, Bramel, Jonathans, Van Zwam, Altena |  |
| Bijz.: Aftraptijd aangepast i.v.m. Europees/Interland voetbal Afwezig: Boutrah, Buitink, Fofana, Pinto, Pröpper (geblesseerd)                                                                      |                                                  |           |         | | |  |

Speelronde 10:
| vrijdag 27 oktober 2023, 20:00 | Vitesse     | 1–1 (0–1) | PEC Zwolle | Opstelling Vitesse | Opstelling PEC Zwolle |  |
| Stadion: GelreDome, Arnhem Toeschouwers: 15.023 Arbiter: Hensgens Assistenten: Koopman Assistenten: Van Kampen 4de official: Smit Video-assistenten: Timmer Video-assistenten: Oostrom | Manhoef 88' |           | 25' Namli  | Room, Oroz 65' ( Arcus), Isimat-Mirin, Hendriks, Pinto, Meulensteen 27' ( Cornelisse), Van Ginkel , Tielemans 80' ( Hamulić), Kozłowski 79' ( Jonathans), Voelkerling Persson 65' ( Boutrah), Manhoef RESERVEBANK: Schubert, Bramel, Domgjoni, De Regt, Van Zwam, Altena, Egbring | Schendelaar, Reijnders, Kersten, Van Polen , García Mac Nulty 84' 88' ( Van der Haar), Buurmeester, Thy, Van den Berg, Namli 84' ( Huiberts), Vellios, Velanas 65' ( Thomas) RESERVEBANK: Hauptmeijer, Verduin, Görlich, El Azzouzi, Fontana, Serrano, Czyborra |  |
| Stadion: GelreDome, Arnhem Toeschouwers: 15.023 Arbiter: Hensgens Assistenten: Koopman Assistenten: Van Kampen 4de official: Smit Video-assistenten: Timmer Video-assistenten: Oostrom |             |           |            | Room, Oroz 65' ( Arcus), Isimat-Mirin, Hendriks, Pinto, Meulensteen 27' ( Cornelisse), Van Ginkel , Tielemans 80' ( Hamulić), Kozłowski 79' ( Jonathans), Voelkerling Persson 65' ( Boutrah), Manhoef RESERVEBANK: Schubert, Bramel, Domgjoni, De Regt, Van Zwam, Altena, Egbring | Schendelaar, Reijnders, Kersten, Van Polen , García Mac Nulty 84' 88' ( Van der Haar), Buurmeester, Thy, Van den Berg, Namli 84' ( Huiberts), Vellios, Velanas 65' ( Thomas) RESERVEBANK: Hauptmeijer, Verduin, Görlich, El Azzouzi, Fontana, Serrano, Czyborra |  |
| Stadion: GelreDome, Arnhem Toeschouwers: 15.023 Arbiter: Hensgens Assistenten: Koopman Assistenten: Van Kampen 4de official: Smit Video-assistenten: Timmer Video-assistenten: Oostrom |             |           |            | Room, Oroz 65' ( Arcus), Isimat-Mirin, Hendriks, Pinto, Meulensteen 27' ( Cornelisse), Van Ginkel , Tielemans 80' ( Hamulić), Kozłowski 79' ( Jonathans), Voelkerling Persson 65' ( Boutrah), Manhoef RESERVEBANK: Schubert, Bramel, Domgjoni, De Regt, Van Zwam, Altena, Egbring | Schendelaar, Reijnders, Kersten, Van Polen , García Mac Nulty 84' 88' ( Van der Haar), Buurmeester, Thy, Van den Berg, Namli 84' ( Huiberts), Vellios, Velanas 65' ( Thomas) RESERVEBANK: Hauptmeijer, Verduin, Görlich, El Azzouzi, Fontana, Serrano, Czyborra |  |
| Afwezig: Buitink, Fofana, Pröpper (geblesseerd) |             |           |            | | |  |

Speelronde 11:
| zaterdag 4 november 2023, 21:00 | Go Ahead Eagles                                                   | 5–1 (1–0) | Vitesse        | Opstelling Go Ahead Eagles | Opstelling Vitesse |  |
| Stadion: De Adelaarshorst, Deventer Toeschouwers: 9.848 Arbiter: Blank Assistenten: Van Dongen Assistenten: Van Marrewijk 4de official: Teuben Video-assistenten: Nijhuis Video-assistenten: Zeinstra | Willumsson 45+2' 79' O. Edvardsen 60' V. Edvardsen 61' Kramer 85' |           | 76' Van Ginkel | De Lange, Deijl, Amofa, Kramer, Kuipers , Breum 87' ( Baeten), Linthorst, Willumsson 87' ( Fernandes), Rommens 72' ( Llansana), O. Edvardsen 72' ( Sow), V. Edvardsen 72' ( Adekanye) RESERVEBANK: Mulder, Verdoni, Nauber, Aventisian, Serra, Saathof | Room, Oroz 71' ( Arcus), Isimat-Mirin, Hendriks 77', Pinto, Kozłowski 46' ( Boutrah 88'), Meulensteen, Van Ginkel , Cornelisse 46' ( Tielemans), Manhoef, Hamulić 19' 46' ( Voelkerling Persson 83') RESERVEBANK: Schubert, Bramel, Domgjoni, De Regt, Van Zwam, Egbring |  |
| Stadion: De Adelaarshorst, Deventer Toeschouwers: 9.848 Arbiter: Blank Assistenten: Van Dongen Assistenten: Van Marrewijk 4de official: Teuben Video-assistenten: Nijhuis Video-assistenten: Zeinstra |                                                                   |           |                | De Lange, Deijl, Amofa, Kramer, Kuipers , Breum 87' ( Baeten), Linthorst, Willumsson 87' ( Fernandes), Rommens 72' ( Llansana), O. Edvardsen 72' ( Sow), V. Edvardsen 72' ( Adekanye) RESERVEBANK: Mulder, Verdoni, Nauber, Aventisian, Serra, Saathof | Room, Oroz 71' ( Arcus), Isimat-Mirin, Hendriks 77', Pinto, Kozłowski 46' ( Boutrah 88'), Meulensteen, Van Ginkel , Cornelisse 46' ( Tielemans), Manhoef, Hamulić 19' 46' ( Voelkerling Persson 83') RESERVEBANK: Schubert, Bramel, Domgjoni, De Regt, Van Zwam, Egbring |  |
| Stadion: De Adelaarshorst, Deventer Toeschouwers: 9.848 Arbiter: Blank Assistenten: Van Dongen Assistenten: Van Marrewijk 4de official: Teuben Video-assistenten: Nijhuis Video-assistenten: Zeinstra |                                                                   |           |                | De Lange, Deijl, Amofa, Kramer, Kuipers , Breum 87' ( Baeten), Linthorst, Willumsson 87' ( Fernandes), Rommens 72' ( Llansana), O. Edvardsen 72' ( Sow), V. Edvardsen 72' ( Adekanye) RESERVEBANK: Mulder, Verdoni, Nauber, Aventisian, Serra, Saathof | Room, Oroz 71' ( Arcus), Isimat-Mirin, Hendriks 77', Pinto, Kozłowski 46' ( Boutrah 88'), Meulensteen, Van Ginkel , Cornelisse 46' ( Tielemans), Manhoef, Hamulić 19' 46' ( Voelkerling Persson 83') RESERVEBANK: Schubert, Bramel, Domgjoni, De Regt, Van Zwam, Egbring |  |
| Afwezig: Buitink, Fofana, Jonathans, Pröpper (geblesseerd) |                                                                   |           |                | | |  |

Speelronde 12:
| zaterdag 11 november 2023, 21:00 | Vitesse    | 1–3 (1–1) | sc Heerenveen                                       | Opstelling Vitesse | Opstelling sc Heerenveen |  |
| Stadion: GelreDome, Arnhem Toeschouwers: 14.793 Arbiter: Van de Graaf Assistenten: Diks Assistenten: Weterings 4de official: Hensgens Video-assistenten: Blank Video-assistenten: Steegstra | Manhoef 4' |           | 25' Van Amersfoort 78' (pen.) Tahiri 85' Nicolaescu | Room, Arcus, Pinto 41' ( Cornelisse), Oroz 30', Isimat-Mirin ( 69'+) 84' ( De Regt), Hendriks, Tielemans, Van Ginkel 60', 69', Meulensteen ( 84'+), Boutrah 73' ( Kozłowski), Manhoef 73' ( Hamulić) RESERVEBANK: Schubert, Bramel, Voelkerling Persson, Domgjoni, Pröpper, Van Zwam, Altena, Egbring | Noppert, Braude 50' 80' ( Van Ottele), Van Beek , Bochniewicz, Köhlert, Haye, Brouwers 88' ( Van Ee), Tahiri 80' ( Karlsbakk), Nunnely 88' ( Webster), Van Amersfoort 79' ( Nicolaescu), Olsson RESERVEBANK: Van der Hart, Klaverboer, Hall, Ali, Nunumete, Witteveen |  |
| Stadion: GelreDome, Arnhem Toeschouwers: 14.793 Arbiter: Van de Graaf Assistenten: Diks Assistenten: Weterings 4de official: Hensgens Video-assistenten: Blank Video-assistenten: Steegstra |            |           |                                                     | Room, Arcus, Pinto 41' ( Cornelisse), Oroz 30', Isimat-Mirin ( 69'+) 84' ( De Regt), Hendriks, Tielemans, Van Ginkel 60', 69', Meulensteen ( 84'+), Boutrah 73' ( Kozłowski), Manhoef 73' ( Hamulić) RESERVEBANK: Schubert, Bramel, Voelkerling Persson, Domgjoni, Pröpper, Van Zwam, Altena, Egbring | Noppert, Braude 50' 80' ( Van Ottele), Van Beek , Bochniewicz, Köhlert, Haye, Brouwers 88' ( Van Ee), Tahiri 80' ( Karlsbakk), Nunnely 88' ( Webster), Van Amersfoort 79' ( Nicolaescu), Olsson RESERVEBANK: Van der Hart, Klaverboer, Hall, Ali, Nunumete, Witteveen |  |
| Stadion: GelreDome, Arnhem Toeschouwers: 14.793 Arbiter: Van de Graaf Assistenten: Diks Assistenten: Weterings 4de official: Hensgens Video-assistenten: Blank Video-assistenten: Steegstra |            |           |                                                     | Room, Arcus, Pinto 41' ( Cornelisse), Oroz 30', Isimat-Mirin ( 69'+) 84' ( De Regt), Hendriks, Tielemans, Van Ginkel 60', 69', Meulensteen ( 84'+), Boutrah 73' ( Kozłowski), Manhoef 73' ( Hamulić) RESERVEBANK: Schubert, Bramel, Voelkerling Persson, Domgjoni, Pröpper, Van Zwam, Altena, Egbring | Noppert, Braude 50' 80' ( Van Ottele), Van Beek , Bochniewicz, Köhlert, Haye, Brouwers 88' ( Van Ee), Tahiri 80' ( Karlsbakk), Nunnely 88' ( Webster), Van Amersfoort 79' ( Nicolaescu), Olsson RESERVEBANK: Van der Hart, Klaverboer, Hall, Ali, Nunumete, Witteveen |  |
| Bijz.: Trainer Cocu stapte op na afloop van het duel Afwezig: Buitink, Fofana, Jonathans (geblesseerd)                                                                                      |            |           |                                                     | | |  |

Speelronde 13:
| zaterdag 25 november 2023, 21:00 | Ajax                                                      | 5–0 (2–0) | Vitesse | Opstelling Ajax | Opstelling Vitesse |  |
| Stadion: Johan Cruijff ArenA, Amsterdam Toeschouwers: 48.250 Arbiter: Higler Assistenten: Vandeursen Assistenten: Bodde 4de official: Ruperti Video-assistenten: Nagtegaal Video-assistenten: De Nas | Hato 3' Hlynsson 12' Oroz 50' (e.d.) Akpom 58' Taylor 67' |           |         | Ramaj, Gaaei, Rensch, Hato, Martha, Tahirović 75' ( Medić), Hlynsson 68' ( Forbs), Taylor 83' ( Salah-Eddine), Berghuis 74' ( Godts), Akpom 68' ( Mikautadze), Bergwijn 90+2' RESERVEBANK: Rulli, Setford, Sosa, Ávila | Room, Oroz, Isimat-Mirin , Hendriks, Cornelisse 90+1', Meulensteen 46' ( Domgjoni 90+4'), Kozłowski 64' ( Arcus), Tielemans, Manhoef 83' ( De Regt), Hamulić 83' ( Voelkerling Persson), Boutrah RESERVEBANK: Schubert, Bramel, Van Zwam, Visser |  |
| Stadion: Johan Cruijff ArenA, Amsterdam Toeschouwers: 48.250 Arbiter: Higler Assistenten: Vandeursen Assistenten: Bodde 4de official: Ruperti Video-assistenten: Nagtegaal Video-assistenten: De Nas |                                                           |           |         | Ramaj, Gaaei, Rensch, Hato, Martha, Tahirović 75' ( Medić), Hlynsson 68' ( Forbs), Taylor 83' ( Salah-Eddine), Berghuis 74' ( Godts), Akpom 68' ( Mikautadze), Bergwijn 90+2' RESERVEBANK: Rulli, Setford, Sosa, Ávila | Room, Oroz, Isimat-Mirin , Hendriks, Cornelisse 90+1', Meulensteen 46' ( Domgjoni 90+4'), Kozłowski 64' ( Arcus), Tielemans, Manhoef 83' ( De Regt), Hamulić 83' ( Voelkerling Persson), Boutrah RESERVEBANK: Schubert, Bramel, Van Zwam, Visser |  |
| Stadion: Johan Cruijff ArenA, Amsterdam Toeschouwers: 48.250 Arbiter: Higler Assistenten: Vandeursen Assistenten: Bodde 4de official: Ruperti Video-assistenten: Nagtegaal Video-assistenten: De Nas |                                                           |           |         | Ramaj, Gaaei, Rensch, Hato, Martha, Tahirović 75' ( Medić), Hlynsson 68' ( Forbs), Taylor 83' ( Salah-Eddine), Berghuis 74' ( Godts), Akpom 68' ( Mikautadze), Bergwijn 90+2' RESERVEBANK: Rulli, Setford, Sosa, Ávila | Room, Oroz, Isimat-Mirin , Hendriks, Cornelisse 90+1', Meulensteen 46' ( Domgjoni 90+4'), Kozłowski 64' ( Arcus), Tielemans, Manhoef 83' ( De Regt), Hamulić 83' ( Voelkerling Persson), Boutrah RESERVEBANK: Schubert, Bramel, Van Zwam, Visser |  |
| Bijz.: Als straf geen publiek op de F-side Afwezig: Van Ginkel (geschorst); Buitink, Fofana, Jonathans, Pinto (geblesseerd)                                                                          |                                                           |           |         | | |  |

Speelronde 14:
| zaterdag 2 december 2023, 20:00 | Fortuna Sittard                       | 3–1 (2–0) | Vitesse     | Opstelling Fortuna Sittard | Opstelling Vitesse |  |
| Stadion: Fortuna Sittard Stadion, Sittard Toeschouwers: 10.009 Arbiter: Bos Assistenten: Frijn Assistenten: Ozinga 4de official: Vereijken Video-assistenten: Kooij Video-assistenten: Zeinstra | Sierhuis 1' 23' 75' (pen.) Noslin 47' |           | 64' Manhoef | Pandur, Pinto , Fofana, Voet, Dijks 45+2', Noslin 77' ( Griffith), Ferati 77' ( Robberechts), Halilović 88' ( Oratmangoen), Duarte, Córdoba 88' ( Vita), Sierhuis 85' ( Belkheir) RESERVEBANK: Koopmans, Hendriks, Lazetić, Markelo | Room, Arcus, Meulensteen 31', 49', Oroz 76' 86' ( Van Zwam), Hendriks, Domgjoni, Cornelisse, Tielemans 54' ( Isimat-Mirin), Manhoef, Van Ginkel , Boutrah 66' ( De Regt) RESERVEBANK: Schubert, Bramel, Voelkerling Persson, Hamulić, Altena, Symons, Egbring, Sambo |  |
| Stadion: Fortuna Sittard Stadion, Sittard Toeschouwers: 10.009 Arbiter: Bos Assistenten: Frijn Assistenten: Ozinga 4de official: Vereijken Video-assistenten: Kooij Video-assistenten: Zeinstra |                                       |           |             | Pandur, Pinto , Fofana, Voet, Dijks 45+2', Noslin 77' ( Griffith), Ferati 77' ( Robberechts), Halilović 88' ( Oratmangoen), Duarte, Córdoba 88' ( Vita), Sierhuis 85' ( Belkheir) RESERVEBANK: Koopmans, Hendriks, Lazetić, Markelo | Room, Arcus, Meulensteen 31', 49', Oroz 76' 86' ( Van Zwam), Hendriks, Domgjoni, Cornelisse, Tielemans 54' ( Isimat-Mirin), Manhoef, Van Ginkel , Boutrah 66' ( De Regt) RESERVEBANK: Schubert, Bramel, Voelkerling Persson, Hamulić, Altena, Symons, Egbring, Sambo |  |
| Stadion: Fortuna Sittard Stadion, Sittard Toeschouwers: 10.009 Arbiter: Bos Assistenten: Frijn Assistenten: Ozinga 4de official: Vereijken Video-assistenten: Kooij Video-assistenten: Zeinstra |                                       |           |             | Pandur, Pinto , Fofana, Voet, Dijks 45+2', Noslin 77' ( Griffith), Ferati 77' ( Robberechts), Halilović 88' ( Oratmangoen), Duarte, Córdoba 88' ( Vita), Sierhuis 85' ( Belkheir) RESERVEBANK: Koopmans, Hendriks, Lazetić, Markelo | Room, Arcus, Meulensteen 31', 49', Oroz 76' 86' ( Van Zwam), Hendriks, Domgjoni, Cornelisse, Tielemans 54' ( Isimat-Mirin), Manhoef, Van Ginkel , Boutrah 66' ( De Regt) RESERVEBANK: Schubert, Bramel, Voelkerling Persson, Hamulić, Altena, Symons, Egbring, Sambo |  |
| Afwezig: Buitink, Fofana, Jonathans, Pinto, Pröpper (geblesseerd); Kozłowski (ziek) |                                       |           |             | | |  |

Speelronde 15:
| zondag 10 december 2023, 16:45 | Vitesse                 | 2–0 (1–0) | Heracles Almelo    | Opstelling Vitesse | Opstelling Heracles Almelo |  |
| Stadion: GelreDome, Arnhem Toeschouwers: 17.061 Arbiter: Gözübüyük Assistenten: Zeinstra Assistenten: Balder 4de official: Timmer Video-assistenten: Nagtegaal Video-assistenten: Westhof | De Regt 20' Boutrah 73' |           | 32' (pen.) Hansson | Room 31', De Regt 67' ( Boutrah), Van Zwam, Isimat-Mirin ( 90'+), Hendriks, Domgjoni, Tielemans 79', Cornelisse, Manhoef, Van Ginkel 90' ( Altena), Kozłowski 81' ( Voelkerling Persson) RESERVEBANK: Schubert, Bramel, Hamulić, Symons, Egbring | Brouwer, Wieckhoff, Sonnenberg, Hoogma 47', Roosken, De Keersmaecker, Engels 79' ( Scheperman), Ouahim 61' ( Bruns), Limbombe 61' ( Nankishi), Sankoh 61' ( Satriano), Hansson RESERVEBANK: De Keijzer, Jalving, Mokono, Čestić, Willems, Vejinović, Bultman, Wehmeyer |  |
| Stadion: GelreDome, Arnhem Toeschouwers: 17.061 Arbiter: Gözübüyük Assistenten: Zeinstra Assistenten: Balder 4de official: Timmer Video-assistenten: Nagtegaal Video-assistenten: Westhof |                         |           |                    | Room 31', De Regt 67' ( Boutrah), Van Zwam, Isimat-Mirin ( 90'+), Hendriks, Domgjoni, Tielemans 79', Cornelisse, Manhoef, Van Ginkel 90' ( Altena), Kozłowski 81' ( Voelkerling Persson) RESERVEBANK: Schubert, Bramel, Hamulić, Symons, Egbring | Brouwer, Wieckhoff, Sonnenberg, Hoogma 47', Roosken, De Keersmaecker, Engels 79' ( Scheperman), Ouahim 61' ( Bruns), Limbombe 61' ( Nankishi), Sankoh 61' ( Satriano), Hansson RESERVEBANK: De Keijzer, Jalving, Mokono, Čestić, Willems, Vejinović, Bultman, Wehmeyer |  |
| Stadion: GelreDome, Arnhem Toeschouwers: 17.061 Arbiter: Gözübüyük Assistenten: Zeinstra Assistenten: Balder 4de official: Timmer Video-assistenten: Nagtegaal Video-assistenten: Westhof |                         |           |                    | Room 31', De Regt 67' ( Boutrah), Van Zwam, Isimat-Mirin ( 90'+), Hendriks, Domgjoni, Tielemans 79', Cornelisse, Manhoef, Van Ginkel 90' ( Altena), Kozłowski 81' ( Voelkerling Persson) RESERVEBANK: Schubert, Bramel, Hamulić, Symons, Egbring | Brouwer, Wieckhoff, Sonnenberg, Hoogma 47', Roosken, De Keersmaecker, Engels 79' ( Scheperman), Ouahim 61' ( Bruns), Limbombe 61' ( Nankishi), Sankoh 61' ( Satriano), Hansson RESERVEBANK: De Keijzer, Jalving, Mokono, Čestić, Willems, Vejinović, Bultman, Wehmeyer |  |
| Afwezig: Meulensteen, Oroz (geschorst); Arcus, Buitink, Fofana, Jonathans, Pinto, Pröpper (geblesseerd)                                                                                   |                         |           |                    | | |  |

Speelronde 16:
| zondag 17 december 2023, 12:15 | Almere City FC                                                   | 5–0 (2–0) | Vitesse | Opstelling Almere City FC | Opstelling Vitesse |  |
| Stadion: Yanmar Stadion, Almere Toeschouwers: 4.222 Arbiter: Makkelie Assistenten: Steegstra Assistenten: De Vries 4de official: Eijgelsheim Video-assistenten: Timmer Video-assistenten: Oostrom | Cathline 28' Kitala 43' Jacobs 82' Peña 87' Robinet 90+4' (pen.) |           |         | Bakker, Ritmeester van de Kamp, Jacobs, Mbe Soh 46' ( Barbet), Floranus , Resink 85' ( Royo), Robinet, Koopmeiners, Kitala 67' ( Van La Parra), Hansen 85' ( Corryn), Cathline 75' ( Peña) RESERVEBANK: Radlinger, Van Bruggen, Post, Duijvestijn, Pascu, Puriël, Van der Wilt | Room, Van Zwam, Isimat-Mirin, Hendriks, Cornelisse, Manhoef, Meulensteen, Kozłowski 63' ( Tielemans), Domgjoni 63' ( Boutrah), De Regt 63' ( Voelkerling Persson), Van Ginkel RESERVEBANK: Schubert, Bramel, Oroz, Altena, Symons, Egbring |  |
| Stadion: Yanmar Stadion, Almere Toeschouwers: 4.222 Arbiter: Makkelie Assistenten: Steegstra Assistenten: De Vries 4de official: Eijgelsheim Video-assistenten: Timmer Video-assistenten: Oostrom |                                                                  |           |         | Bakker, Ritmeester van de Kamp, Jacobs, Mbe Soh 46' ( Barbet), Floranus , Resink 85' ( Royo), Robinet, Koopmeiners, Kitala 67' ( Van La Parra), Hansen 85' ( Corryn), Cathline 75' ( Peña) RESERVEBANK: Radlinger, Van Bruggen, Post, Duijvestijn, Pascu, Puriël, Van der Wilt | Room, Van Zwam, Isimat-Mirin, Hendriks, Cornelisse, Manhoef, Meulensteen, Kozłowski 63' ( Tielemans), Domgjoni 63' ( Boutrah), De Regt 63' ( Voelkerling Persson), Van Ginkel RESERVEBANK: Schubert, Bramel, Oroz, Altena, Symons, Egbring |  |
| Stadion: Yanmar Stadion, Almere Toeschouwers: 4.222 Arbiter: Makkelie Assistenten: Steegstra Assistenten: De Vries 4de official: Eijgelsheim Video-assistenten: Timmer Video-assistenten: Oostrom |                                                                  |           |         | Bakker, Ritmeester van de Kamp, Jacobs, Mbe Soh 46' ( Barbet), Floranus , Resink 85' ( Royo), Robinet, Koopmeiners, Kitala 67' ( Van La Parra), Hansen 85' ( Corryn), Cathline 75' ( Peña) RESERVEBANK: Radlinger, Van Bruggen, Post, Duijvestijn, Pascu, Puriël, Van der Wilt | Room, Van Zwam, Isimat-Mirin, Hendriks, Cornelisse, Manhoef, Meulensteen, Kozłowski 63' ( Tielemans), Domgjoni 63' ( Boutrah), De Regt 63' ( Voelkerling Persson), Van Ginkel RESERVEBANK: Schubert, Bramel, Oroz, Altena, Symons, Egbring |  |
| Bijz.: Eerste officiële wedstrijd tegen Almere City FC Afwezig: Arcus, Buitink, Fofana, Jonathans, Pinto, Pröpper (geblesseerd)                                                                   |                                                                  |           |         | | |  |

Speelronde 17:
| zondag 14 januari 2024, 14:30 | Vitesse | 0–0 | FC Utrecht | Opstelling Vitesse | Opstelling FC Utrecht |  |
| Stadion: GelreDome, Arnhem Toeschouwers: 14.207 Arbiter: Martens Assistenten: Van Zuilen Assistenten: Bluemink 4de official: Wiersma Video-assistenten: Hensgens Video-assistenten: Osseweijer |         |     |            | Room, Oroz 75' ( Egbring), Isimat-Mirin, Hendriks, Cornelisse, Manhoef, Domgjoni 75' ( Pröpper), Kozłowski 43' 64' ( Tielemans), Meulensteen, Boutrah, Van Ginkel 75' ( Visser) RESERVEBANK: Schubert, Bramel, Pinto, Voelkerling Persson, Buitink, De Regt, Van Zwam | Barkas, Ter Avest, Flamingo, Viergever 82' ( Sagnan), El Karouani 59', Boussaid 88' ( Blake), Bozdoğan, Jensen 65' ( Toornstra), Fraulo 82' ( Van der Hoorn), Ramselaar 65' ( Romeny), Lammers RESERVEBANK: Branderhorst, Gadellaa, Van der Maarel, Booth, Leliendal, Andersen |  |
| Stadion: GelreDome, Arnhem Toeschouwers: 14.207 Arbiter: Martens Assistenten: Van Zuilen Assistenten: Bluemink 4de official: Wiersma Video-assistenten: Hensgens Video-assistenten: Osseweijer |         |     |            | Room, Oroz 75' ( Egbring), Isimat-Mirin, Hendriks, Cornelisse, Manhoef, Domgjoni 75' ( Pröpper), Kozłowski 43' 64' ( Tielemans), Meulensteen, Boutrah, Van Ginkel 75' ( Visser) RESERVEBANK: Schubert, Bramel, Pinto, Voelkerling Persson, Buitink, De Regt, Van Zwam | Barkas, Ter Avest, Flamingo, Viergever 82' ( Sagnan), El Karouani 59', Boussaid 88' ( Blake), Bozdoğan, Jensen 65' ( Toornstra), Fraulo 82' ( Van der Hoorn), Ramselaar 65' ( Romeny), Lammers RESERVEBANK: Branderhorst, Gadellaa, Van der Maarel, Booth, Leliendal, Andersen |  |
| Stadion: GelreDome, Arnhem Toeschouwers: 14.207 Arbiter: Martens Assistenten: Van Zuilen Assistenten: Bluemink 4de official: Wiersma Video-assistenten: Hensgens Video-assistenten: Osseweijer |         |     |            | Room, Oroz 75' ( Egbring), Isimat-Mirin, Hendriks, Cornelisse, Manhoef, Domgjoni 75' ( Pröpper), Kozłowski 43' 64' ( Tielemans), Meulensteen, Boutrah, Van Ginkel 75' ( Visser) RESERVEBANK: Schubert, Bramel, Pinto, Voelkerling Persson, Buitink, De Regt, Van Zwam | Barkas, Ter Avest, Flamingo, Viergever 82' ( Sagnan), El Karouani 59', Boussaid 88' ( Blake), Bozdoğan, Jensen 65' ( Toornstra), Fraulo 82' ( Van der Hoorn), Ramselaar 65' ( Romeny), Lammers RESERVEBANK: Branderhorst, Gadellaa, Van der Maarel, Booth, Leliendal, Andersen |  |
| Afwezig: Arcus, Fofana, Jonathans (geblesseerd) |         |     |            | | |  |

Speelronde 18:
| zondag 21 januari 2024, 14:30 | Vitesse     | 1–2 (0–1) | Feyenoord                | Opstelling Vitesse | Opstelling Feyenoord |  |
| Stadion: GelreDome, Arnhem Toeschouwers: 18.467 Arbiter: Gözübüyük Assistenten: Zeinstra Assistenten: Balder 4de official: Blank Video-assistenten: Van der Laan Video-assistenten: Nanninga | Boutrah 76' |           | 22' Geertruida 83' Lingr | Room, Oroz 24' 46' ( Van Zwam), Isimat-Mirin, Hendriks, Cornelisse, Manhoef 77' ( De Regt), Domgjoni 90+2' 90+3' ( Voelkerling Persson), Van Ginkel 77' ( Tielemans), Meulensteen 85', Boutrah, Visser 65' ( Buitink) RESERVEBANK: Schubert, Bramel, Arcus, Pinto, Huisman, Pröpper | Bijlow 85', Geertruida, Trauner 85', Hancko, Hartman 41' ( López), Wieffer 90+4', Stengs, Timber, Dilrosun 80' ( Lingr), Giménez, Paixão 80' ( Ivanušec) RESERVEBANK: Wellenreuther, Lamprou, Nieuwkoop, Beelen, Van den Belt, Sauer, Milambo |  |
| Stadion: GelreDome, Arnhem Toeschouwers: 18.467 Arbiter: Gözübüyük Assistenten: Zeinstra Assistenten: Balder 4de official: Blank Video-assistenten: Van der Laan Video-assistenten: Nanninga |             |           |                          | Room, Oroz 24' 46' ( Van Zwam), Isimat-Mirin, Hendriks, Cornelisse, Manhoef 77' ( De Regt), Domgjoni 90+2' 90+3' ( Voelkerling Persson), Van Ginkel 77' ( Tielemans), Meulensteen 85', Boutrah, Visser 65' ( Buitink) RESERVEBANK: Schubert, Bramel, Arcus, Pinto, Huisman, Pröpper | Bijlow 85', Geertruida, Trauner 85', Hancko, Hartman 41' ( López), Wieffer 90+4', Stengs, Timber, Dilrosun 80' ( Lingr), Giménez, Paixão 80' ( Ivanušec) RESERVEBANK: Wellenreuther, Lamprou, Nieuwkoop, Beelen, Van den Belt, Sauer, Milambo |  |
| Stadion: GelreDome, Arnhem Toeschouwers: 18.467 Arbiter: Gözübüyük Assistenten: Zeinstra Assistenten: Balder 4de official: Blank Video-assistenten: Van der Laan Video-assistenten: Nanninga |             |           |                          | Room, Oroz 24' 46' ( Van Zwam), Isimat-Mirin, Hendriks, Cornelisse, Manhoef 77' ( De Regt), Domgjoni 90+2' 90+3' ( Voelkerling Persson), Van Ginkel 77' ( Tielemans), Meulensteen 85', Boutrah, Visser 65' ( Buitink) RESERVEBANK: Schubert, Bramel, Arcus, Pinto, Huisman, Pröpper | Bijlow 85', Geertruida, Trauner 85', Hancko, Hartman 41' ( López), Wieffer 90+4', Stengs, Timber, Dilrosun 80' ( Lingr), Giménez, Paixão 80' ( Ivanušec) RESERVEBANK: Wellenreuther, Lamprou, Nieuwkoop, Beelen, Van den Belt, Sauer, Milambo |  |
| Bijz.: Visser verliet veld op brancard; wedstrijd in 87e minuut gestaakt vanwege betreden veld door Vitesse-supporters Afwezig: Kozłowski (geschorst); Fofana, Jonathans (geblesseerd)       |             |           |                          | | |  |

Speelronde 19:
| vrijdag 26 januari 2024, 20:00 | PEC Zwolle    | 1–0 (1–0) | Vitesse | Opstelling PEC Zwolle | Opstelling Vitesse |  |
| Stadion: MAC³PARK stadion, Zwolle Toeschouwers: 13.800 Arbiter: Gerrets Assistenten: Dobre Assistenten: Beijer 4de official: Van Kommer Video-assistenten: Kooij Video-assistenten: Van de Ven | Reijnders 16' |           |         | Schendelaar, Van Polen 89', Kersten, Lam, Mac Nulty 71', Namli 77' ( Vellios), Fichtinger 59' 77' ( El Azzouzi), Velanas 90+7' ( Van der Haar), Van den Berg, Reijnders, Thy RESERVEBANK: Vermeer, Hauptmeijer, Huiberts, Bobson, Czyborra, Oukhattou, Gijselhart | Room, Oroz 57' 83' ( Arcus), Isimat-Mirin, Hendriks 18' 86' ( Mazilu), Cornelisse, Manhoef, Meulensteen 23' ( Domgjoni), Van Ginkel , Pröpper 46' ( Tielemans 65' ( Buitink)), Boutrah, Visser 64' ( De Regt) RESERVEBANK: Schubert, Bramel, Pinto, Voelkerling Persson, Van Zwam |  |
| Stadion: MAC³PARK stadion, Zwolle Toeschouwers: 13.800 Arbiter: Gerrets Assistenten: Dobre Assistenten: Beijer 4de official: Van Kommer Video-assistenten: Kooij Video-assistenten: Van de Ven |               |           |         | Schendelaar, Van Polen 89', Kersten, Lam, Mac Nulty 71', Namli 77' ( Vellios), Fichtinger 59' 77' ( El Azzouzi), Velanas 90+7' ( Van der Haar), Van den Berg, Reijnders, Thy RESERVEBANK: Vermeer, Hauptmeijer, Huiberts, Bobson, Czyborra, Oukhattou, Gijselhart | Room, Oroz 57' 83' ( Arcus), Isimat-Mirin, Hendriks 18' 86' ( Mazilu), Cornelisse, Manhoef, Meulensteen 23' ( Domgjoni), Van Ginkel , Pröpper 46' ( Tielemans 65' ( Buitink)), Boutrah, Visser 64' ( De Regt) RESERVEBANK: Schubert, Bramel, Pinto, Voelkerling Persson, Van Zwam |  |
| Stadion: MAC³PARK stadion, Zwolle Toeschouwers: 13.800 Arbiter: Gerrets Assistenten: Dobre Assistenten: Beijer 4de official: Van Kommer Video-assistenten: Kooij Video-assistenten: Van de Ven |               |           |         | Schendelaar, Van Polen 89', Kersten, Lam, Mac Nulty 71', Namli 77' ( Vellios), Fichtinger 59' 77' ( El Azzouzi), Velanas 90+7' ( Van der Haar), Van den Berg, Reijnders, Thy RESERVEBANK: Vermeer, Hauptmeijer, Huiberts, Bobson, Czyborra, Oukhattou, Gijselhart | Room, Oroz 57' 83' ( Arcus), Isimat-Mirin, Hendriks 18' 86' ( Mazilu), Cornelisse, Manhoef, Meulensteen 23' ( Domgjoni), Van Ginkel , Pröpper 46' ( Tielemans 65' ( Buitink)), Boutrah, Visser 64' ( De Regt) RESERVEBANK: Schubert, Bramel, Pinto, Voelkerling Persson, Van Zwam |  |
| Bijz.: Meulensteen en Tielemans verlieten veld op brancard; debuut Mazilu Afwezig: Fofana, Jonathans (geblesseerd)                                                                             |               |           |         | | |  |

Speelronde 20:
| zondag 4 februari 2024, 12:15 | Vitesse | 0–2 (0–1) | Go Ahead Eagles              | Opstelling Vitesse | Opstelling Go Ahead Eagles |  |
| Stadion: GelreDome, Arnhem Toeschouwers: 15.494 Arbiter: Kooij Assistenten: Polman Assistenten: Overtoom 4de official: Bos Video-assistenten: Gerrets Video-assistenten: De Groot |         |           | 37' O. Edvardsen 90+5' Breum | Room, Arcus, Isimat-Mirin ( 26'+), Hendriks, Pinto, De Regt 30' 46' ( Hadj-Moussa), Domgjoni 76' ( Visser), Van Ginkel 26' ( Kozłowski), Cornelisse, Boutrah, Meerdink RESERVEBANK: Schubert, Bramel, Oroz, Voelkerling Persson, Buitink, Huisman, Mazilu, Van Zwam | De Lange, Deijl , Amofa, Kramer 46' ( Nauber), James 69' ( Everink), Adekanye, Linthorst, Willumsson 90+4', Blomme 83' ( Saathof), O. Edvardsen 76' ( Breum), V. Edvardsen 69' ( Baeten 86') RESERVEBANK: Mulder, Verdoni, Tengstedt, Stokkers |  |
| Stadion: GelreDome, Arnhem Toeschouwers: 15.494 Arbiter: Kooij Assistenten: Polman Assistenten: Overtoom 4de official: Bos Video-assistenten: Gerrets Video-assistenten: De Groot |         |           |                              | Room, Arcus, Isimat-Mirin ( 26'+), Hendriks, Pinto, De Regt 30' 46' ( Hadj-Moussa), Domgjoni 76' ( Visser), Van Ginkel 26' ( Kozłowski), Cornelisse, Boutrah, Meerdink RESERVEBANK: Schubert, Bramel, Oroz, Voelkerling Persson, Buitink, Huisman, Mazilu, Van Zwam | De Lange, Deijl , Amofa, Kramer 46' ( Nauber), James 69' ( Everink), Adekanye, Linthorst, Willumsson 90+4', Blomme 83' ( Saathof), O. Edvardsen 76' ( Breum), V. Edvardsen 69' ( Baeten 86') RESERVEBANK: Mulder, Verdoni, Tengstedt, Stokkers |  |
| Stadion: GelreDome, Arnhem Toeschouwers: 15.494 Arbiter: Kooij Assistenten: Polman Assistenten: Overtoom 4de official: Bos Video-assistenten: Gerrets Video-assistenten: De Groot |         |           |                              | Room, Arcus, Isimat-Mirin ( 26'+), Hendriks, Pinto, De Regt 30' 46' ( Hadj-Moussa), Domgjoni 76' ( Visser), Van Ginkel 26' ( Kozłowski), Cornelisse, Boutrah, Meerdink RESERVEBANK: Schubert, Bramel, Oroz, Voelkerling Persson, Buitink, Huisman, Mazilu, Van Zwam | De Lange, Deijl , Amofa, Kramer 46' ( Nauber), James 69' ( Everink), Adekanye, Linthorst, Willumsson 90+4', Blomme 83' ( Saathof), O. Edvardsen 76' ( Breum), V. Edvardsen 69' ( Baeten 86') RESERVEBANK: Mulder, Verdoni, Tengstedt, Stokkers |  |
| Bijz.: Debuut Meerdink, Hadj-Moussa Afwezig: Fofana, Jonathans, Meulensteen, Tielemans (geblesseerd); Aaronson (nog geen werkvergunning)                                          |         |           |                              | | |  |

Speelronde 21:
| zaterdag 10 februari 2024, 21:00 | Heracles Almelo             | 3–2 (1–2) | Vitesse                       | Opstelling Heracles Almelo | Opstelling Vitesse |  |
| Stadion: Erve Asito, Almelo Toeschouwers: 11.834 Arbiter: Nijhuis Assistenten: Janssen Assistenten: Frijn 4de official: Van Kommer Video-assistenten: Makkelie Video-assistenten: Ozinga | Bruijn 30' Hornkamp 57' 71' |           | 24' Kozłowski 27' Meulensteen | Brouwer, Wieckhoff 87', Bakboord 46' ( Limbombe), Sonnenberg 20' ( Bultman), Hoogma , Oppegård, Bruijn 69' ( Engels), Hrustić 81' ( Vejinović), De Keersmaecker, Hansson, Hornkamp 81' ( Ouahim) RESERVEBANK: De Keijzer, Jansink, Willems, Bruns, Scheperman, Sankoh | Room, Arcus 66' ( Van Zwam), Isimat-Mirin 41', 45', Hendriks, Pinto 32' ( Cornelisse), Hadj-Moussa 46' ( Oroz), Aaronson, Kozłowski 80' ( Domgjoni), Meulensteen, Boutrah, Meerdink 80' ( Van Ginkel) RESERVEBANK: Schubert, Bramel, Voelkerling Persson, Buitink, De Regt, Mazilu, Visser |  |
| Stadion: Erve Asito, Almelo Toeschouwers: 11.834 Arbiter: Nijhuis Assistenten: Janssen Assistenten: Frijn 4de official: Van Kommer Video-assistenten: Makkelie Video-assistenten: Ozinga |                             |           |                               | Brouwer, Wieckhoff 87', Bakboord 46' ( Limbombe), Sonnenberg 20' ( Bultman), Hoogma , Oppegård, Bruijn 69' ( Engels), Hrustić 81' ( Vejinović), De Keersmaecker, Hansson, Hornkamp 81' ( Ouahim) RESERVEBANK: De Keijzer, Jansink, Willems, Bruns, Scheperman, Sankoh | Room, Arcus 66' ( Van Zwam), Isimat-Mirin 41', 45', Hendriks, Pinto 32' ( Cornelisse), Hadj-Moussa 46' ( Oroz), Aaronson, Kozłowski 80' ( Domgjoni), Meulensteen, Boutrah, Meerdink 80' ( Van Ginkel) RESERVEBANK: Schubert, Bramel, Voelkerling Persson, Buitink, De Regt, Mazilu, Visser |  |
| Stadion: Erve Asito, Almelo Toeschouwers: 11.834 Arbiter: Nijhuis Assistenten: Janssen Assistenten: Frijn 4de official: Van Kommer Video-assistenten: Makkelie Video-assistenten: Ozinga |                             |           |                               | Brouwer, Wieckhoff 87', Bakboord 46' ( Limbombe), Sonnenberg 20' ( Bultman), Hoogma , Oppegård, Bruijn 69' ( Engels), Hrustić 81' ( Vejinović), De Keersmaecker, Hansson, Hornkamp 81' ( Ouahim) RESERVEBANK: De Keijzer, Jansink, Willems, Bruns, Scheperman, Sankoh | Room, Arcus 66' ( Van Zwam), Isimat-Mirin 41', 45', Hendriks, Pinto 32' ( Cornelisse), Hadj-Moussa 46' ( Oroz), Aaronson, Kozłowski 80' ( Domgjoni), Meulensteen, Boutrah, Meerdink 80' ( Van Ginkel) RESERVEBANK: Schubert, Bramel, Voelkerling Persson, Buitink, De Regt, Mazilu, Visser |  |
| Bijz.: Debuut Aaronson Afwezig: Fofana, Jonathans, Pröpper, Tielemans (geblesseerd) |                             |           |                               | | |  |

Speelronde 22:
| zondag 18 februari 2024, 14:30 | Vitesse  | 1–1 (1–1) | FC Volendam   | Opstelling Vitesse | Opstelling FC Volendam |  |
| Stadion: GelreDome, Arnhem Toeschouwers: 18.817 Arbiter: Makkelie Assistenten: Steegstra Assistenten: De Vries 4de official: Oostrom Video-assistenten: Kamphuis Video-assistenten: Bodde | Pinto 6' |           | 3' Ould-Chikh | Room , Arcus, Oroz, Hendriks 21', Pinto 75' ( Cornelisse), Hadj-Moussa, Aaronson, Kozłowski 75' ( Van Ginkel), Meulensteen, Boutrah 82' ( De Regt), Meerdink 82' ( Buitink) RESERVEBANK: Schubert, Bramel, Voelkerling Persson, Domgjoni, Huisman, Mazilu, Van Zwam, Visser | Backhaus, Buur, Plat, Mirani , Flint 71', Cox 46' ( Benamar), De Haan, Maulun 60' ( Van Driel), Booth 82' ( Johnson 90+3'), Ould-Chikh, Mühren 60' ( Vivaldo 66') RESERVEBANK: Van Oevelen, Lauwers, Kuol, Douiri, Hoeve, Karim, Van der Horst, Guessand |  |
| Stadion: GelreDome, Arnhem Toeschouwers: 18.817 Arbiter: Makkelie Assistenten: Steegstra Assistenten: De Vries 4de official: Oostrom Video-assistenten: Kamphuis Video-assistenten: Bodde |          |           |               | Room , Arcus, Oroz, Hendriks 21', Pinto 75' ( Cornelisse), Hadj-Moussa, Aaronson, Kozłowski 75' ( Van Ginkel), Meulensteen, Boutrah 82' ( De Regt), Meerdink 82' ( Buitink) RESERVEBANK: Schubert, Bramel, Voelkerling Persson, Domgjoni, Huisman, Mazilu, Van Zwam, Visser | Backhaus, Buur, Plat, Mirani , Flint 71', Cox 46' ( Benamar), De Haan, Maulun 60' ( Van Driel), Booth 82' ( Johnson 90+3'), Ould-Chikh, Mühren 60' ( Vivaldo 66') RESERVEBANK: Van Oevelen, Lauwers, Kuol, Douiri, Hoeve, Karim, Van der Horst, Guessand |  |
| Stadion: GelreDome, Arnhem Toeschouwers: 18.817 Arbiter: Makkelie Assistenten: Steegstra Assistenten: De Vries 4de official: Oostrom Video-assistenten: Kamphuis Video-assistenten: Bodde |          |           |               | Room , Arcus, Oroz, Hendriks 21', Pinto 75' ( Cornelisse), Hadj-Moussa, Aaronson, Kozłowski 75' ( Van Ginkel), Meulensteen, Boutrah 82' ( De Regt), Meerdink 82' ( Buitink) RESERVEBANK: Schubert, Bramel, Voelkerling Persson, Domgjoni, Huisman, Mazilu, Van Zwam, Visser | Backhaus, Buur, Plat, Mirani , Flint 71', Cox 46' ( Benamar), De Haan, Maulun 60' ( Van Driel), Booth 82' ( Johnson 90+3'), Ould-Chikh, Mühren 60' ( Vivaldo 66') RESERVEBANK: Van Oevelen, Lauwers, Kuol, Douiri, Hoeve, Karim, Van der Horst, Guessand |  |
| Afwezig: Isimat-Mirin (geschorst); Fofana, Jonathans, Pröpper (geblesseerd) |          |           |               | | |  |

Speelronde 23:
| zondag 25 februari 2024, 12:15 | Excelsior Rotterdam | 1–2 (0–0) | Vitesse                       | Opstelling Excelsior Rotterdam | Opstelling Vitesse |  |
| Stadion: Van Donge & De Roo Stadion, Rotterdam Toeschouwers: 4.400 Arbiter: Nagtegaal Assistenten: Dobre Assistenten: Beijer 4de official: Timmer Video-assistenten: Vereijken Video-assistenten: Balder | Duijvestijn 46'     |           | 53' Aaronson 86' Isimat-Mirin | Van Gassel , Horemans, Widell, El Yaakoubi, Zagré 88' ( Omorowa), Sandra 83' ( Naujoks), Goudmijn, Baas, Duijvestijn 71' ( Lamprou), Parrott, Driouech 88' ( Sanches Fernandes) RESERVEBANK: Alblas, Kuiper, Uddenäs, Nieuwpoort, Benita, Van Duinen | Room, Arcus, Oroz, Isimat-Mirin , Pinto, Hadj-Moussa, Meulensteen 69' 75' ( Domgjoni), Kozłowski 89' ( Van Zwam), Aaronson, De Regt 46' ( Tielemans), Meerdink 90+3' ( Visser) RESERVEBANK: Schubert, Bramel, Van Ginkel, Voelkerling Persson, Cornelisse, Buitink, Mazilu |  |
| Stadion: Van Donge & De Roo Stadion, Rotterdam Toeschouwers: 4.400 Arbiter: Nagtegaal Assistenten: Dobre Assistenten: Beijer 4de official: Timmer Video-assistenten: Vereijken Video-assistenten: Balder |                     |           |                               | Van Gassel , Horemans, Widell, El Yaakoubi, Zagré 88' ( Omorowa), Sandra 83' ( Naujoks), Goudmijn, Baas, Duijvestijn 71' ( Lamprou), Parrott, Driouech 88' ( Sanches Fernandes) RESERVEBANK: Alblas, Kuiper, Uddenäs, Nieuwpoort, Benita, Van Duinen | Room, Arcus, Oroz, Isimat-Mirin , Pinto, Hadj-Moussa, Meulensteen 69' 75' ( Domgjoni), Kozłowski 89' ( Van Zwam), Aaronson, De Regt 46' ( Tielemans), Meerdink 90+3' ( Visser) RESERVEBANK: Schubert, Bramel, Van Ginkel, Voelkerling Persson, Cornelisse, Buitink, Mazilu |  |
| Stadion: Van Donge & De Roo Stadion, Rotterdam Toeschouwers: 4.400 Arbiter: Nagtegaal Assistenten: Dobre Assistenten: Beijer 4de official: Timmer Video-assistenten: Vereijken Video-assistenten: Balder |                     |           |                               | Van Gassel , Horemans, Widell, El Yaakoubi, Zagré 88' ( Omorowa), Sandra 83' ( Naujoks), Goudmijn, Baas, Duijvestijn 71' ( Lamprou), Parrott, Driouech 88' ( Sanches Fernandes) RESERVEBANK: Alblas, Kuiper, Uddenäs, Nieuwpoort, Benita, Van Duinen | Room, Arcus, Oroz, Isimat-Mirin , Pinto, Hadj-Moussa, Meulensteen 69' 75' ( Domgjoni), Kozłowski 89' ( Van Zwam), Aaronson, De Regt 46' ( Tielemans), Meerdink 90+3' ( Visser) RESERVEBANK: Schubert, Bramel, Van Ginkel, Voelkerling Persson, Cornelisse, Buitink, Mazilu |  |
| Afwezig: Hendriks (geschorst); Boutrah, Fofana, Jonathans, Pröpper (geblesseerd) |                     |           |                               | | |  |

Speelronde 24:
| zaterdag 2 maart 2024, 20:00 | Vitesse            | 1–2 (1–1) | FC Twente                     | Opstelling Vitesse | Opstelling FC Twente |  |
| Stadion: GelreDome, Arnhem Toeschouwers: 15.356 Arbiter: Oostrom Assistenten: Frijn Assistenten: Van Kampen 4de official: Bos Video-assistenten: Blank Video-assistenten: Steegstra | Pröpper 44' (e.d.) |           | 4' Van Wolfswinkel 79' Brenet | Room , Arcus, Oroz 83' ( Van Ginkel), Hendriks, Pinto 75' ( Cornelisse), Hadj-Moussa, Aaronson, Kozłowski 81' ( Tielemans), Meulensteen, Boutrah, Meerdink 81' ( Buitink) RESERVEBANK: Schubert, Bramel, Voelkerling Persson, Domgjoni, De Regt, Mazilu, Van Zwam | Tytoń, Brenet, Hilgers 45+2' ( Bruns), Pröpper 55', Smal 13', D. Rots 63' ( Van Bergen), Sadílek, Steijn 63' ( Regeer), Kjølø 63' ( Boadu), Vlap 88' ( Van Hoorenbeeck), Van Wolfswinkel RESERVEBANK: El Maach, Karssies, Ünüvar, Sampsted, Taha, Salah-Eddine, Besselink |  |
| Stadion: GelreDome, Arnhem Toeschouwers: 15.356 Arbiter: Oostrom Assistenten: Frijn Assistenten: Van Kampen 4de official: Bos Video-assistenten: Blank Video-assistenten: Steegstra |                    |           |                               | Room , Arcus, Oroz 83' ( Van Ginkel), Hendriks, Pinto 75' ( Cornelisse), Hadj-Moussa, Aaronson, Kozłowski 81' ( Tielemans), Meulensteen, Boutrah, Meerdink 81' ( Buitink) RESERVEBANK: Schubert, Bramel, Voelkerling Persson, Domgjoni, De Regt, Mazilu, Van Zwam | Tytoń, Brenet, Hilgers 45+2' ( Bruns), Pröpper 55', Smal 13', D. Rots 63' ( Van Bergen), Sadílek, Steijn 63' ( Regeer), Kjølø 63' ( Boadu), Vlap 88' ( Van Hoorenbeeck), Van Wolfswinkel RESERVEBANK: El Maach, Karssies, Ünüvar, Sampsted, Taha, Salah-Eddine, Besselink |  |
| Stadion: GelreDome, Arnhem Toeschouwers: 15.356 Arbiter: Oostrom Assistenten: Frijn Assistenten: Van Kampen 4de official: Bos Video-assistenten: Blank Video-assistenten: Steegstra |                    |           |                               | Room , Arcus, Oroz 83' ( Van Ginkel), Hendriks, Pinto 75' ( Cornelisse), Hadj-Moussa, Aaronson, Kozłowski 81' ( Tielemans), Meulensteen, Boutrah, Meerdink 81' ( Buitink) RESERVEBANK: Schubert, Bramel, Voelkerling Persson, Domgjoni, De Regt, Mazilu, Van Zwam | Tytoń, Brenet, Hilgers 45+2' ( Bruns), Pröpper 55', Smal 13', D. Rots 63' ( Van Bergen), Sadílek, Steijn 63' ( Regeer), Kjølø 63' ( Boadu), Vlap 88' ( Van Hoorenbeeck), Van Wolfswinkel RESERVEBANK: El Maach, Karssies, Ünüvar, Sampsted, Taha, Salah-Eddine, Besselink |  |
| Bijz.: Nummer 4-wedstrijd, stichting "Support Casper" op het shirt; nieuwe grasmat in GelreDome Afwezig: Fofana, Isimat-Mirin, Jonathans, Pröpper (geblesseerd)                     |                    |           |                               | | |  |

Speelronde 25:
| zaterdag 9 maart 2024, 21:00 | RKC Waalwijk                       | 3–1 (1–0) | Vitesse      | Opstelling RKC Waalwijk | Opstelling Vitesse |  |
| Stadion: Mandemakers Stadion, Waalwijk Toeschouwers: 6.862 Arbiter: Lindhout Assistenten: Bluemink Assistenten: Vandeursen 4de official: Puts Video-assistenten: Ruperti Video-assistenten: Waleveld | Min 28' Niemeijer 71' Kramer 90+3' |           | 56' Aaronson | Vaessen , Lelieveld 83' ( Gaari), Adewoye, Van den Buijs, Meijers, Cleonise 46' ( Margaret), Roemeratoe 34' 46' ( Felida), Niemeijer 82' ( Kramer), Oukili, Lokesa 83' 86' ( Stevanović), Min RESERVEBANK: Spenkelink, Houwen, Lutonda, Bakkali, Takidine, Bruma, Weidmann | Room, Arcus, Isimat-Mirin , Hendriks, Pinto 78' ( Van Ginkel), Aaronson, Meulensteen, Kozłowski, Hadj-Moussa, Meerdink, Boutrah 46' ( De Regt) RESERVEBANK: Schubert, Bramel, Oroz, Voelkerling Persson, Cornelisse, Buitink, Tielemans, Domgjoni, Mazilu, Van Zwam |  |
| Stadion: Mandemakers Stadion, Waalwijk Toeschouwers: 6.862 Arbiter: Lindhout Assistenten: Bluemink Assistenten: Vandeursen 4de official: Puts Video-assistenten: Ruperti Video-assistenten: Waleveld |                                    |           |              | Vaessen , Lelieveld 83' ( Gaari), Adewoye, Van den Buijs, Meijers, Cleonise 46' ( Margaret), Roemeratoe 34' 46' ( Felida), Niemeijer 82' ( Kramer), Oukili, Lokesa 83' 86' ( Stevanović), Min RESERVEBANK: Spenkelink, Houwen, Lutonda, Bakkali, Takidine, Bruma, Weidmann | Room, Arcus, Isimat-Mirin , Hendriks, Pinto 78' ( Van Ginkel), Aaronson, Meulensteen, Kozłowski, Hadj-Moussa, Meerdink, Boutrah 46' ( De Regt) RESERVEBANK: Schubert, Bramel, Oroz, Voelkerling Persson, Cornelisse, Buitink, Tielemans, Domgjoni, Mazilu, Van Zwam |  |
| Stadion: Mandemakers Stadion, Waalwijk Toeschouwers: 6.862 Arbiter: Lindhout Assistenten: Bluemink Assistenten: Vandeursen 4de official: Puts Video-assistenten: Ruperti Video-assistenten: Waleveld |                                    |           |              | Vaessen , Lelieveld 83' ( Gaari), Adewoye, Van den Buijs, Meijers, Cleonise 46' ( Margaret), Roemeratoe 34' 46' ( Felida), Niemeijer 82' ( Kramer), Oukili, Lokesa 83' 86' ( Stevanović), Min RESERVEBANK: Spenkelink, Houwen, Lutonda, Bakkali, Takidine, Bruma, Weidmann | Room, Arcus, Isimat-Mirin , Hendriks, Pinto 78' ( Van Ginkel), Aaronson, Meulensteen, Kozłowski, Hadj-Moussa, Meerdink, Boutrah 46' ( De Regt) RESERVEBANK: Schubert, Bramel, Oroz, Voelkerling Persson, Cornelisse, Buitink, Tielemans, Domgjoni, Mazilu, Van Zwam |  |
| Afwezig: Fofana, Jonathans, Pröpper (geblesseerd) |                                    |           |              | | |  |

Speelronde 26:
| zaterdag 16 maart 2024, 21:00 | Vitesse         | 1–1 (0–1) | Almere City FC | Opstelling Vitesse | Opstelling Almere City FC |  |
| Stadion: GelreDome, Arnhem Toeschouwers: 19.043 Arbiter: Blank Assistenten: Inia Assistenten: Overtoom 4de official: Vereijken Video-assistenten: Vos Video-assistenten: Nanninga | Hadj-Moussa 87' |           | 19' Hansen     | Room, Arcus 64', Isimat-Mirin , Hendriks, Pinto 76' ( Buitink), Aaronson 83', Tielemans, Kozłowski, Hadj-Moussa 56', Meerdink 84' ( Oroz), Boutrah 46' ( Van Ginkel ( 46'+)) RESERVEBANK: Schubert, Bramel, Voelkerling Persson, Cornelisse, Domgjoni, Huisman, De Regt, Mazilu, Van Zwam | Radlinger, Jacobs, Van Bruggen 45', Barbet, Ritmeester van de Kamp 46' ( Akujobi), Resink, Koopmeiners, Cathline 85' ( Van La Parra), Floranus , Robinet 32' 79' ( Nalić), Hansen 46' ( Kitala 58' 79' ( Van Duiven)) RESERVEBANK: Etemadi, Mbe Soh, Peña, Post, Corryn, Mamengi, Van der Wilt |  |
| Stadion: GelreDome, Arnhem Toeschouwers: 19.043 Arbiter: Blank Assistenten: Inia Assistenten: Overtoom 4de official: Vereijken Video-assistenten: Vos Video-assistenten: Nanninga |                 |           |                | Room, Arcus 64', Isimat-Mirin , Hendriks, Pinto 76' ( Buitink), Aaronson 83', Tielemans, Kozłowski, Hadj-Moussa 56', Meerdink 84' ( Oroz), Boutrah 46' ( Van Ginkel ( 46'+)) RESERVEBANK: Schubert, Bramel, Voelkerling Persson, Cornelisse, Domgjoni, Huisman, De Regt, Mazilu, Van Zwam | Radlinger, Jacobs, Van Bruggen 45', Barbet, Ritmeester van de Kamp 46' ( Akujobi), Resink, Koopmeiners, Cathline 85' ( Van La Parra), Floranus , Robinet 32' 79' ( Nalić), Hansen 46' ( Kitala 58' 79' ( Van Duiven)) RESERVEBANK: Etemadi, Mbe Soh, Peña, Post, Corryn, Mamengi, Van der Wilt |  |
| Stadion: GelreDome, Arnhem Toeschouwers: 19.043 Arbiter: Blank Assistenten: Inia Assistenten: Overtoom 4de official: Vereijken Video-assistenten: Vos Video-assistenten: Nanninga |                 |           |                | Room, Arcus 64', Isimat-Mirin , Hendriks, Pinto 76' ( Buitink), Aaronson 83', Tielemans, Kozłowski, Hadj-Moussa 56', Meerdink 84' ( Oroz), Boutrah 46' ( Van Ginkel ( 46'+)) RESERVEBANK: Schubert, Bramel, Voelkerling Persson, Cornelisse, Domgjoni, Huisman, De Regt, Mazilu, Van Zwam | Radlinger, Jacobs, Van Bruggen 45', Barbet, Ritmeester van de Kamp 46' ( Akujobi), Resink, Koopmeiners, Cathline 85' ( Van La Parra), Floranus , Robinet 32' 79' ( Nalić), Hansen 46' ( Kitala 58' 79' ( Van Duiven)) RESERVEBANK: Etemadi, Mbe Soh, Peña, Post, Corryn, Mamengi, Van der Wilt |  |
| Afwezig: Fofana, Jonathans, Meulensteen, Pröpper (geblesseerd) |                 |           |                | | |  |

Speelronde 27:
| zaterdag 30 maart 2024, 21:00 | AZ                         | 2–0 (0–0) | Vitesse | Opstelling AZ | Opstelling Vitesse |  |
| Stadion: AFAS Stadion, Alkmaar Toeschouwers: 18.367 Arbiter: Van der Laan Assistenten: Kucukerbir Assistenten: Van de Ven 4de official: Vos Video-assistenten: Martens Video-assistenten: De Groot | D. de Wit 53' Pavlidis 64' |           |         | Ryan, Sugawara, Goes, Bazoer, Møller Wolfe 87' ( M. de Wit), Mijnans 90+2' ( Poku), Belić 80' ( Dantas), D. de Wit ( 86'+), Clasie 86' ( Dekker), Van Bommel 46' ( Van Brederode), Pavlidis RESERVEBANK: Verhulst, Owusu-Oduro, Penetra, Sadiq, Addai, Schouten, Kasius | Room, Arcus, Isimat-Mirin, Hendriks, Cornelisse, Aaronson, Tielemans, Van Ginkel , Hadj-Moussa, Buitink 71' ( Visser), Boutrah 81' ( Mazilu) RESERVEBANK: Schubert, Bramel, Oroz, Voelkerling Persson, Domgjoni, Huisman, De Regt, Van Zwam |  |
| Stadion: AFAS Stadion, Alkmaar Toeschouwers: 18.367 Arbiter: Van der Laan Assistenten: Kucukerbir Assistenten: Van de Ven 4de official: Vos Video-assistenten: Martens Video-assistenten: De Groot |                            |           |         | Ryan, Sugawara, Goes, Bazoer, Møller Wolfe 87' ( M. de Wit), Mijnans 90+2' ( Poku), Belić 80' ( Dantas), D. de Wit ( 86'+), Clasie 86' ( Dekker), Van Bommel 46' ( Van Brederode), Pavlidis RESERVEBANK: Verhulst, Owusu-Oduro, Penetra, Sadiq, Addai, Schouten, Kasius | Room, Arcus, Isimat-Mirin, Hendriks, Cornelisse, Aaronson, Tielemans, Van Ginkel , Hadj-Moussa, Buitink 71' ( Visser), Boutrah 81' ( Mazilu) RESERVEBANK: Schubert, Bramel, Oroz, Voelkerling Persson, Domgjoni, Huisman, De Regt, Van Zwam |  |
| Stadion: AFAS Stadion, Alkmaar Toeschouwers: 18.367 Arbiter: Van der Laan Assistenten: Kucukerbir Assistenten: Van de Ven 4de official: Vos Video-assistenten: Martens Video-assistenten: De Groot |                            |           |         | Ryan, Sugawara, Goes, Bazoer, Møller Wolfe 87' ( M. de Wit), Mijnans 90+2' ( Poku), Belić 80' ( Dantas), D. de Wit ( 86'+), Clasie 86' ( Dekker), Van Bommel 46' ( Van Brederode), Pavlidis RESERVEBANK: Verhulst, Owusu-Oduro, Penetra, Sadiq, Addai, Schouten, Kasius | Room, Arcus, Isimat-Mirin, Hendriks, Cornelisse, Aaronson, Tielemans, Van Ginkel , Hadj-Moussa, Buitink 71' ( Visser), Boutrah 81' ( Mazilu) RESERVEBANK: Schubert, Bramel, Oroz, Voelkerling Persson, Domgjoni, Huisman, De Regt, Van Zwam |  |
| Afwezig: Fofana, Jonathans, Meerdink, Meulensteen, Pinto, Pröpper (geblesseerd); Kozłowski (ziek)                                                                                                  |                            |           |         | | |  |

Speelronde 28:
| dinsdag 2 april 2024, 18:45 | Vitesse         | 1–4 (1–3) | Sparta Rotterdam                              | Opstelling Vitesse | Opstelling Sparta Rotterdam |  |
| Stadion: GelreDome, Arnhem Toeschouwers: 15.726 Arbiter: Van de Graaf Assistenten: Weterings Assistenten: Beijer 4de official: Eijgelsheim Video-assistenten: Makkelie Video-assistenten: Honig | Kozłowski 45+1' |           | 7' Mito 19' Clement 43' Saito 58' Eerdhuijzen | Room, Arcus 61' ( Van Zwam), Isimat-Mirin ( 61'+), Hendriks, Pinto, Aaronson 57', Tielemans, Van Ginkel 61' ( De Regt), Hadj-Moussa, Buitink 61' ( Visser), Kozłowski 79' ( Boutrah) RESERVEBANK: Schubert, Bramel, Oroz, Voelkerling Persson, Cornelisse, Meulensteen, Domgjoni, Mazilu | Olij, Bakari, Vriends 61' ( Meissen), Eerdhuijzen, Van der Kust, Mito 61' ( Neghli), Metinho 80' ( De Guzman), Verschueren, Clement, Saito 80' ( Rosario), Lauritsen 25' ( Brym) RESERVEBANK: Schoonderwaldt, Reitmaier, Rosanas, Velthuis, El Dahri |  |
| Stadion: GelreDome, Arnhem Toeschouwers: 15.726 Arbiter: Van de Graaf Assistenten: Weterings Assistenten: Beijer 4de official: Eijgelsheim Video-assistenten: Makkelie Video-assistenten: Honig |                 |           |                                               | Room, Arcus 61' ( Van Zwam), Isimat-Mirin ( 61'+), Hendriks, Pinto, Aaronson 57', Tielemans, Van Ginkel 61' ( De Regt), Hadj-Moussa, Buitink 61' ( Visser), Kozłowski 79' ( Boutrah) RESERVEBANK: Schubert, Bramel, Oroz, Voelkerling Persson, Cornelisse, Meulensteen, Domgjoni, Mazilu | Olij, Bakari, Vriends 61' ( Meissen), Eerdhuijzen, Van der Kust, Mito 61' ( Neghli), Metinho 80' ( De Guzman), Verschueren, Clement, Saito 80' ( Rosario), Lauritsen 25' ( Brym) RESERVEBANK: Schoonderwaldt, Reitmaier, Rosanas, Velthuis, El Dahri |  |
| Stadion: GelreDome, Arnhem Toeschouwers: 15.726 Arbiter: Van de Graaf Assistenten: Weterings Assistenten: Beijer 4de official: Eijgelsheim Video-assistenten: Makkelie Video-assistenten: Honig |                 |           |                                               | Room, Arcus 61' ( Van Zwam), Isimat-Mirin ( 61'+), Hendriks, Pinto, Aaronson 57', Tielemans, Van Ginkel 61' ( De Regt), Hadj-Moussa, Buitink 61' ( Visser), Kozłowski 79' ( Boutrah) RESERVEBANK: Schubert, Bramel, Oroz, Voelkerling Persson, Cornelisse, Meulensteen, Domgjoni, Mazilu | Olij, Bakari, Vriends 61' ( Meissen), Eerdhuijzen, Van der Kust, Mito 61' ( Neghli), Metinho 80' ( De Guzman), Verschueren, Clement, Saito 80' ( Rosario), Lauritsen 25' ( Brym) RESERVEBANK: Schoonderwaldt, Reitmaier, Rosanas, Velthuis, El Dahri |  |
| Afwezig: Fofana, Jonathans, Meerdink, Pröpper (geblesseerd) |                 |           |                                               | | |  |

Speelronde 29:
| zondag 7 april 2024, 12:15 | Vitesse | 0–3 (0–0) | NEC                              | Opstelling Vitesse | Opstelling NEC |  |
| Stadion: GelreDome, Arnhem Toeschouwers: 14.026 Arbiter: Lindhout Assistenten: Van Zuilen Assistenten: De Nas 4de official: Bos Video-assistenten: Ruperti Video-assistenten: Overtoom |         |           | 66' Hoedemakers 80' 90+1' Hansen | Room, Arcus, Isimat-Mirin , Hendriks, Pinto 83' ( Oroz 85'), Aaronson 31', Tielemans, Meulensteen 71' ( Domgjoni), De Regt 83' ( Mazilu), Buitink 68' ( Visser), Kozłowski 71' ( Boutrah) RESERVEBANK: Schubert, Bramel, Van Ginkel, Voelkerling Persson, Cornelisse, Huisman, Van Zwam | Cillessen, Pereira 83' ( Arts 90+4'), Sandler, Nuytinck 46' ( Ross), Baas 46', Rober, Hoedemakers, Chery, Sano 54', Olden Larsen 61' ( Hansen 80'), Ogawa 75' ( Sow) RESERVEBANK: Roefs, Janse, Rossen, Reinders |  |
| Stadion: GelreDome, Arnhem Toeschouwers: 14.026 Arbiter: Lindhout Assistenten: Van Zuilen Assistenten: De Nas 4de official: Bos Video-assistenten: Ruperti Video-assistenten: Overtoom |         |           |                                  | Room, Arcus, Isimat-Mirin , Hendriks, Pinto 83' ( Oroz 85'), Aaronson 31', Tielemans, Meulensteen 71' ( Domgjoni), De Regt 83' ( Mazilu), Buitink 68' ( Visser), Kozłowski 71' ( Boutrah) RESERVEBANK: Schubert, Bramel, Van Ginkel, Voelkerling Persson, Cornelisse, Huisman, Van Zwam | Cillessen, Pereira 83' ( Arts 90+4'), Sandler, Nuytinck 46' ( Ross), Baas 46', Rober, Hoedemakers, Chery, Sano 54', Olden Larsen 61' ( Hansen 80'), Ogawa 75' ( Sow) RESERVEBANK: Roefs, Janse, Rossen, Reinders |  |
| Stadion: GelreDome, Arnhem Toeschouwers: 14.026 Arbiter: Lindhout Assistenten: Van Zuilen Assistenten: De Nas 4de official: Bos Video-assistenten: Ruperti Video-assistenten: Overtoom |         |           |                                  | Room, Arcus, Isimat-Mirin , Hendriks, Pinto 83' ( Oroz 85'), Aaronson 31', Tielemans, Meulensteen 71' ( Domgjoni), De Regt 83' ( Mazilu), Buitink 68' ( Visser), Kozłowski 71' ( Boutrah) RESERVEBANK: Schubert, Bramel, Van Ginkel, Voelkerling Persson, Cornelisse, Huisman, Van Zwam | Cillessen, Pereira 83' ( Arts 90+4'), Sandler, Nuytinck 46' ( Ross), Baas 46', Rober, Hoedemakers, Chery, Sano 54', Olden Larsen 61' ( Hansen 80'), Ogawa 75' ( Sow) RESERVEBANK: Roefs, Janse, Rossen, Reinders |  |
| Bijz.: Geen uitsupporters en kaartverkoop vroegtijdig stilgelegd Afwezig: Fofana, Jonathans, Meerdink, Pröpper (geblesseerd); Hadj-Moussa (ziek)                                       |         |           |                                  | | |  |

Speelronde 30:
| zaterdag 13 april 2024, 16:30 | PSV                                                               | 6–0 (3–0) | Vitesse | Opstelling PSV | Opstelling Vitesse |  |
| Stadion: Philips Stadion, Eindhoven Toeschouwers: 34.200 Arbiter: Manschot Assistenten: Diks Assistenten: Brondijk 4de official: Ruperti Video-assistenten: Van der Eijk Video-assistenten: Steegstra | De Jong 28' 67' Tillman 30' Ramalho 37' Bakayoko 53' Lozano 90+2' |           |         | Benítez, Teze 79' ( Van Aanholt), Ramalho, Boscagli 62' ( Obispo), Dest, Schouten 62' ( Mauro Júnior), Til, Veerman 79' ( Land), Bakayoko, De Jong , Tillman 62' ( Lozano) RESERVEBANK: Drommel, Waterman, Sambo, Bella-Kotchap, Uneken | Room, Arcus 46' ( Van Zwam), Isimat-Mirin , Hendriks, Pinto, Meulensteen 60' ( Hadj-Moussa), Aaronson, Tielemans, De Regt 44' 60' ( Boutrah), Buitink 83' ( Visser), Kozłowski 72' ( Cornelisse) RESERVEBANK: Schubert, Bramel, Oroz, Voelkerling Persson, Domgjoni, Huisman, Mazilu |  |
| Stadion: Philips Stadion, Eindhoven Toeschouwers: 34.200 Arbiter: Manschot Assistenten: Diks Assistenten: Brondijk 4de official: Ruperti Video-assistenten: Van der Eijk Video-assistenten: Steegstra |                                                                   |           |         | Benítez, Teze 79' ( Van Aanholt), Ramalho, Boscagli 62' ( Obispo), Dest, Schouten 62' ( Mauro Júnior), Til, Veerman 79' ( Land), Bakayoko, De Jong , Tillman 62' ( Lozano) RESERVEBANK: Drommel, Waterman, Sambo, Bella-Kotchap, Uneken | Room, Arcus 46' ( Van Zwam), Isimat-Mirin , Hendriks, Pinto, Meulensteen 60' ( Hadj-Moussa), Aaronson, Tielemans, De Regt 44' 60' ( Boutrah), Buitink 83' ( Visser), Kozłowski 72' ( Cornelisse) RESERVEBANK: Schubert, Bramel, Oroz, Voelkerling Persson, Domgjoni, Huisman, Mazilu |  |
| Stadion: Philips Stadion, Eindhoven Toeschouwers: 34.200 Arbiter: Manschot Assistenten: Diks Assistenten: Brondijk 4de official: Ruperti Video-assistenten: Van der Eijk Video-assistenten: Steegstra |                                                                   |           |         | Benítez, Teze 79' ( Van Aanholt), Ramalho, Boscagli 62' ( Obispo), Dest, Schouten 62' ( Mauro Júnior), Til, Veerman 79' ( Land), Bakayoko, De Jong , Tillman 62' ( Lozano) RESERVEBANK: Drommel, Waterman, Sambo, Bella-Kotchap, Uneken | Room, Arcus 46' ( Van Zwam), Isimat-Mirin , Hendriks, Pinto, Meulensteen 60' ( Hadj-Moussa), Aaronson, Tielemans, De Regt 44' 60' ( Boutrah), Buitink 83' ( Visser), Kozłowski 72' ( Cornelisse) RESERVEBANK: Schubert, Bramel, Oroz, Voelkerling Persson, Domgjoni, Huisman, Mazilu |  |
| Bijz.: Vitesse als nummer laatst tegen koploper PSV Afwezig: Fofana, Van Ginkel, Jonathans, Meerdink, Pröpper (geblesseerd)                                                                           |                                                                   |           |         | | |  |

Speelronde 31:
| zondag 28 april 2024, 16:45 | Vitesse                         | 3–2 (1–1) | Fortuna Sittard                | Opstelling Vitesse | Opstelling Fortuna Sittard |  |
| Stadion: GelreDome, Arnhem Toeschouwers: 17.826 Arbiter: Hensgens Assistenten: De Nas Assistenten: Ozinga 4de official: Vereijken Video-assistenten: Timmer Video-assistenten: Westhof | Aaronson 22' 76' Van Ginkel 68' |           | 44' Córdoba 50' (pen.) Lonwijk | Room , Van Zwam 35', 81', Oroz, Hendriks 48', Pinto 84', Aaronson, Tielemans 86' ( Arcus), Kozłowski, Hadj-Moussa 60' ( Boutrah), Buitink 60' ( Van Ginkel), De Regt 81' ( Cornelisse) RESERVEBANK: Schubert, Bramel, Voelkerling Persson, Domgjoni, Huisman, Isimat-Mirin, Visser | Koopmans, Markelo 29' 46' ( Da Cruz), Fofana, Guth , Voet 17' 86' ( Braaf), Dijks, Lonwijk, Duarte 10' 46' ( Rosier), Halilović 79' ( Oratmangoen), Córdoba 78' ( Peterson), Sierhuis RESERVEBANK: Hendriks, Bayram, Griffith, Belkheir, Bisschops, Vita |  |
| Stadion: GelreDome, Arnhem Toeschouwers: 17.826 Arbiter: Hensgens Assistenten: De Nas Assistenten: Ozinga 4de official: Vereijken Video-assistenten: Timmer Video-assistenten: Westhof |                                 |           |                                | Room , Van Zwam 35', 81', Oroz, Hendriks 48', Pinto 84', Aaronson, Tielemans 86' ( Arcus), Kozłowski, Hadj-Moussa 60' ( Boutrah), Buitink 60' ( Van Ginkel), De Regt 81' ( Cornelisse) RESERVEBANK: Schubert, Bramel, Voelkerling Persson, Domgjoni, Huisman, Isimat-Mirin, Visser | Koopmans, Markelo 29' 46' ( Da Cruz), Fofana, Guth , Voet 17' 86' ( Braaf), Dijks, Lonwijk, Duarte 10' 46' ( Rosier), Halilović 79' ( Oratmangoen), Córdoba 78' ( Peterson), Sierhuis RESERVEBANK: Hendriks, Bayram, Griffith, Belkheir, Bisschops, Vita |  |
| Stadion: GelreDome, Arnhem Toeschouwers: 17.826 Arbiter: Hensgens Assistenten: De Nas Assistenten: Ozinga 4de official: Vereijken Video-assistenten: Timmer Video-assistenten: Westhof |                                 |           |                                | Room , Van Zwam 35', 81', Oroz, Hendriks 48', Pinto 84', Aaronson, Tielemans 86' ( Arcus), Kozłowski, Hadj-Moussa 60' ( Boutrah), Buitink 60' ( Van Ginkel), De Regt 81' ( Cornelisse) RESERVEBANK: Schubert, Bramel, Voelkerling Persson, Domgjoni, Huisman, Isimat-Mirin, Visser | Koopmans, Markelo 29' 46' ( Da Cruz), Fofana, Guth , Voet 17' 86' ( Braaf), Dijks, Lonwijk, Duarte 10' 46' ( Rosier), Halilović 79' ( Oratmangoen), Córdoba 78' ( Peterson), Sierhuis RESERVEBANK: Hendriks, Bayram, Griffith, Belkheir, Bisschops, Vita |  |
| Bijz.: Vitesse reeds gedegradeerd Afwezig: Fofana, Jonathans, Meerdink, Meulensteen, Pröpper (geblesseerd)                                                                             |                                 |           |                                | | |  |

Speelronde 32:
| zondag 5 mei 2024, 14:30 | FC Utrecht | 1–0 (0–0) | Vitesse | Opstelling FC Utrecht | Opstelling Vitesse |  |
| Stadion: Stadion Galgenwaard, Utrecht Toeschouwers: 20.314 Arbiter: Dieperink Assistenten: Honig Assistenten: Diks 4de official: Martens Video-assistenten: Hensgens Video-assistenten: Fikkert | Jensen 48' |           |         | Barkas, Ter Avest 85' ( Vesterlund), Van der Maarel, Viergever , El Karouani, Booth 46' ( Jensen), Flamingo, Toornstra 80' ( Bozdoğan), Fraulo 46' ( Iqbal), Boussaid 71' ( Lidberg), Lammers RESERVEBANK: Branderhorst, Dithmer, Blake, Okkels, Mukeh, Held, Romeny | Room ( 75'+), Arcus, Oroz, Hendriks, Pinto 60' ( Cornelisse), Aaronson, Tielemans 58' 60' ( Meulensteen), Kozłowski 87' ( Domgjoni), De Regt, Van Ginkel 75' ( Buitink), Boutrah 45+2' 75' ( Hadj-Moussa 78') RESERVEBANK: Schubert, Bramel, Huisman, Mazilu |  |
| Stadion: Stadion Galgenwaard, Utrecht Toeschouwers: 20.314 Arbiter: Dieperink Assistenten: Honig Assistenten: Diks 4de official: Martens Video-assistenten: Hensgens Video-assistenten: Fikkert |            |           |         | Barkas, Ter Avest 85' ( Vesterlund), Van der Maarel, Viergever , El Karouani, Booth 46' ( Jensen), Flamingo, Toornstra 80' ( Bozdoğan), Fraulo 46' ( Iqbal), Boussaid 71' ( Lidberg), Lammers RESERVEBANK: Branderhorst, Dithmer, Blake, Okkels, Mukeh, Held, Romeny | Room ( 75'+), Arcus, Oroz, Hendriks, Pinto 60' ( Cornelisse), Aaronson, Tielemans 58' 60' ( Meulensteen), Kozłowski 87' ( Domgjoni), De Regt, Van Ginkel 75' ( Buitink), Boutrah 45+2' 75' ( Hadj-Moussa 78') RESERVEBANK: Schubert, Bramel, Huisman, Mazilu |  |
| Stadion: Stadion Galgenwaard, Utrecht Toeschouwers: 20.314 Arbiter: Dieperink Assistenten: Honig Assistenten: Diks 4de official: Martens Video-assistenten: Hensgens Video-assistenten: Fikkert |            |           |         | Barkas, Ter Avest 85' ( Vesterlund), Van der Maarel, Viergever , El Karouani, Booth 46' ( Jensen), Flamingo, Toornstra 80' ( Bozdoğan), Fraulo 46' ( Iqbal), Boussaid 71' ( Lidberg), Lammers RESERVEBANK: Branderhorst, Dithmer, Blake, Okkels, Mukeh, Held, Romeny | Room ( 75'+), Arcus, Oroz, Hendriks, Pinto 60' ( Cornelisse), Aaronson, Tielemans 58' 60' ( Meulensteen), Kozłowski 87' ( Domgjoni), De Regt, Van Ginkel 75' ( Buitink), Boutrah 45+2' 75' ( Hadj-Moussa 78') RESERVEBANK: Schubert, Bramel, Huisman, Mazilu |  |
| Bijz.: Vitesse reeds gedegradeerd; Hofs coacht langs het veld Afwezig: Van Zwam (geschorst); Fofana, Isimat-Mirin, Jonathans, Meerdink, Pröpper (geblesseerd)                                   |            |           |         | | |  |

Speelronde 33:
| zondag 12 mei 2024, 14:30 | sc Heerenveen    | 1–3 (1–1) | Vitesse                                 | Opstelling sc Heerenveen | Opstelling Vitesse |  |
| Stadion: Abe Lenstra Stadion, Heerenveen Toeschouwers: 23.720 Arbiter: Martens Assistenten: Janssen Assistenten: Weever 4de official: Van Kommer Video-assistenten: Vos Video-assistenten: Waleveld | Tahiri 8' (pen.) |           | 23' 58' (pen.) Van Ginkel 90+2' Buitink | Noppert, Braude, Van Beek , Van Ottele, Köhlert, Wålemark 68' ( Nunnely), Haye 69' ( Olsson), Brouwers 83' ( Webster), Tahiri 68' ( Van Ee), Sahraoui, Van Amersfoort 68' ( Nicolaescu) RESERVEBANK: Van der Hart, Bekkema, Bochniewicz, Karlsbakk, Loizou, Ali, Nunumete | Room ( 80'+), Arcus, Oroz 21' 46' ( Van Zwam), Hendriks 46', Pinto, De Regt 87' ( Hadj-Moussa), Aaronson 61' 84' ( Domgjoni), Meulensteen 46' ( Cornelisse), Kozłowski, Van Ginkel 80' ( Buitink), Boutrah RESERVEBANK: Schubert, Bramel, Huisman, Mazilu, Visser |  |
| Stadion: Abe Lenstra Stadion, Heerenveen Toeschouwers: 23.720 Arbiter: Martens Assistenten: Janssen Assistenten: Weever 4de official: Van Kommer Video-assistenten: Vos Video-assistenten: Waleveld |                  |           |                                         | Noppert, Braude, Van Beek , Van Ottele, Köhlert, Wålemark 68' ( Nunnely), Haye 69' ( Olsson), Brouwers 83' ( Webster), Tahiri 68' ( Van Ee), Sahraoui, Van Amersfoort 68' ( Nicolaescu) RESERVEBANK: Van der Hart, Bekkema, Bochniewicz, Karlsbakk, Loizou, Ali, Nunumete | Room ( 80'+), Arcus, Oroz 21' 46' ( Van Zwam), Hendriks 46', Pinto, De Regt 87' ( Hadj-Moussa), Aaronson 61' 84' ( Domgjoni), Meulensteen 46' ( Cornelisse), Kozłowski, Van Ginkel 80' ( Buitink), Boutrah RESERVEBANK: Schubert, Bramel, Huisman, Mazilu, Visser |  |
| Stadion: Abe Lenstra Stadion, Heerenveen Toeschouwers: 23.720 Arbiter: Martens Assistenten: Janssen Assistenten: Weever 4de official: Van Kommer Video-assistenten: Vos Video-assistenten: Waleveld |                  |           |                                         | Noppert, Braude, Van Beek , Van Ottele, Köhlert, Wålemark 68' ( Nunnely), Haye 69' ( Olsson), Brouwers 83' ( Webster), Tahiri 68' ( Van Ee), Sahraoui, Van Amersfoort 68' ( Nicolaescu) RESERVEBANK: Van der Hart, Bekkema, Bochniewicz, Karlsbakk, Loizou, Ali, Nunumete | Room ( 80'+), Arcus, Oroz 21' 46' ( Van Zwam), Hendriks 46', Pinto, De Regt 87' ( Hadj-Moussa), Aaronson 61' 84' ( Domgjoni), Meulensteen 46' ( Cornelisse), Kozłowski, Van Ginkel 80' ( Buitink), Boutrah RESERVEBANK: Schubert, Bramel, Huisman, Mazilu, Visser |  |
| Bijz.: Vitesse reeds gedegradeerd Afwezig: Fofana, Isimat-Mirin, Jonathans, Meerdink, Pröpper (geblesseerd); Tielemans (ziek)                                                                       |                  |           |                                         | | |  |

Speelronde 34:
| zondag 19 mei 2024, 14:30 | Vitesse                   | 2–2 (1–1) | Ajax                      | Opstelling Vitesse | Opstelling Ajax |  |
| Stadion: GelreDome, Arnhem Toeschouwers: 18.796 Arbiter: Blank Assistenten: Brondijk Assistenten: Bodde 4de official: Wiersma Video-assistenten: Nagtegaal Video-assistenten: Been | Boutrah 15' Kozłowski 78' |           | 42' Šutalo 90+3' Berghuis | Room ( 64'+), Arcus, Oroz 9' 64' ( Van Zwam), Hendriks, Pinto, De Regt 72' ( Hadj-Moussa 90+1'), Aaronson, Kozłowski 90+2' ( Huisman), Tielemans 71' ( Cornelisse), Boutrah, Van Ginkel 64' ( Buitink) RESERVEBANK: Schubert, Bramel, Meulensteen, Domgjoni, Isimat-Mirin, Mazilu, Visser | Rulli, Gaaei, Šutalo 61', Kaplan, Rensch, Henderson 79' ( Tahirović), Mannsverk 63' ( Berghuis), Taylor, Akpom, Brobbey, Bergwijn 90+1' RESERVEBANK: Gorter, Pasveer, Forbs, Medić, Rijkhoff, Van den Boomen, Fitz-Jim, Hlynsson, Godts |  |
| Stadion: GelreDome, Arnhem Toeschouwers: 18.796 Arbiter: Blank Assistenten: Brondijk Assistenten: Bodde 4de official: Wiersma Video-assistenten: Nagtegaal Video-assistenten: Been |                           |           |                           | Room ( 64'+), Arcus, Oroz 9' 64' ( Van Zwam), Hendriks, Pinto, De Regt 72' ( Hadj-Moussa 90+1'), Aaronson, Kozłowski 90+2' ( Huisman), Tielemans 71' ( Cornelisse), Boutrah, Van Ginkel 64' ( Buitink) RESERVEBANK: Schubert, Bramel, Meulensteen, Domgjoni, Isimat-Mirin, Mazilu, Visser | Rulli, Gaaei, Šutalo 61', Kaplan, Rensch, Henderson 79' ( Tahirović), Mannsverk 63' ( Berghuis), Taylor, Akpom, Brobbey, Bergwijn 90+1' RESERVEBANK: Gorter, Pasveer, Forbs, Medić, Rijkhoff, Van den Boomen, Fitz-Jim, Hlynsson, Godts |  |
| Stadion: GelreDome, Arnhem Toeschouwers: 18.796 Arbiter: Blank Assistenten: Brondijk Assistenten: Bodde 4de official: Wiersma Video-assistenten: Nagtegaal Video-assistenten: Been |                           |           |                           | Room ( 64'+), Arcus, Oroz 9' 64' ( Van Zwam), Hendriks, Pinto, De Regt 72' ( Hadj-Moussa 90+1'), Aaronson, Kozłowski 90+2' ( Huisman), Tielemans 71' ( Cornelisse), Boutrah, Van Ginkel 64' ( Buitink) RESERVEBANK: Schubert, Bramel, Meulensteen, Domgjoni, Isimat-Mirin, Mazilu, Visser | Rulli, Gaaei, Šutalo 61', Kaplan, Rensch, Henderson 79' ( Tahirović), Mannsverk 63' ( Berghuis), Taylor, Akpom, Brobbey, Bergwijn 90+1' RESERVEBANK: Gorter, Pasveer, Forbs, Medić, Rijkhoff, Van den Boomen, Fitz-Jim, Hlynsson, Godts |  |
| Bijz.: Vitesse reeds gedegradeerd Afwezig: Fofana, Jonathans, Meerdink, Pröpper (geblesseerd)                                                                                      |                           |           |                           | | |  |

### KNVB Beker
- Op 23 september lootte Vitesse een uitwedstrijd tegen RKSV Groene Ster voor de eerste ronde van het bekertoernooi.[84]
- Op 4 november lootte Vitesse een thuiswedstrijd tegen sc Heerenveen voor de tweede ronde.
- Op 21 december lootte Vitesse een thuiswedstrijd tegen AFC voor de achtste finale.
- Op 20 januari leverde de loting voor de kwartfinale een uitwedstrijd tegen USV Hercules of SC Cambuur op.
- Op 25 januari won SC Cambuur in de achtste finale van USV Hercules en werd daarmee de tegenstander van Vitesse in de kwartfinale.

Eerste ronde:
| dinsdag 31 oktober 2023, 20:00 | RKSV Groene Ster | 0–1 (0–0) | Vitesse  | Opstelling RKSV Groene Ster | Opstelling Vitesse |  |
| Stadion: Sportpark Pronsebroek, Heerlen Toeschouwers: 2.500 (Vitesse: 192) Arbiter: Teuben Assistenten: Beijer Assistenten: Kloekke 4de official: Prick |                  |           | 83' Oroz | Voss, Zwartjes, Petit, De Kleijn, Rokx 74' ( Middelhoven), Stassar, Germonprez 87' ( Shotton), Golsteijn 64' ( Hajjaji), Ahidar, Ghijsen, Stassen RESERVEBANK: Van Wersch, Tarrazi, Hoyer, Paffen, Ali, Goessens, Willems, Omargeel, Afansiou | Schubert, Oroz, Isimat-Mirin , Hendriks 84' ( Van Zwam), Pinto, Manhoef, Tielemans 36' ( Domgjoni), Cornelisse, Boutrah 46' ( Jonathans 78' ( De Regt)), Hamulić, Kozłowski RESERVEBANK: Room, Bramel, Altena, Egbring |  |
| Stadion: Sportpark Pronsebroek, Heerlen Toeschouwers: 2.500 (Vitesse: 192) Arbiter: Teuben Assistenten: Beijer Assistenten: Kloekke 4de official: Prick |                  |           |          | Voss, Zwartjes, Petit, De Kleijn, Rokx 74' ( Middelhoven), Stassar, Germonprez 87' ( Shotton), Golsteijn 64' ( Hajjaji), Ahidar, Ghijsen, Stassen RESERVEBANK: Van Wersch, Tarrazi, Hoyer, Paffen, Ali, Goessens, Willems, Omargeel, Afansiou | Schubert, Oroz, Isimat-Mirin , Hendriks 84' ( Van Zwam), Pinto, Manhoef, Tielemans 36' ( Domgjoni), Cornelisse, Boutrah 46' ( Jonathans 78' ( De Regt)), Hamulić, Kozłowski RESERVEBANK: Room, Bramel, Altena, Egbring |  |
| Stadion: Sportpark Pronsebroek, Heerlen Toeschouwers: 2.500 (Vitesse: 192) Arbiter: Teuben Assistenten: Beijer Assistenten: Kloekke 4de official: Prick |                  |           |          | Voss, Zwartjes, Petit, De Kleijn, Rokx 74' ( Middelhoven), Stassar, Germonprez 87' ( Shotton), Golsteijn 64' ( Hajjaji), Ahidar, Ghijsen, Stassen RESERVEBANK: Van Wersch, Tarrazi, Hoyer, Paffen, Ali, Goessens, Willems, Omargeel, Afansiou | Schubert, Oroz, Isimat-Mirin , Hendriks 84' ( Van Zwam), Pinto, Manhoef, Tielemans 36' ( Domgjoni), Cornelisse, Boutrah 46' ( Jonathans 78' ( De Regt)), Hamulić, Kozłowski RESERVEBANK: Room, Bramel, Altena, Egbring |  |
| Afwezig: Buitink, Fofana, Pröpper (geblesseerd); Meulensteen, Voelkerling Persson (niet wedstrijdfit); Van Ginkel (kunstgras)                           |                  |           |          | | |  |

Tweede ronde:
| donderdag 21 december 2023, 20:00 | Vitesse     | 1–0 (0–0) | sc Heerenveen | Opstelling Vitesse | Opstelling sc Heerenveen |  |
| Stadion: GelreDome, Arnhem Toeschouwers: 11.913 Arbiter: Dieperink Assistenten: Bodde Assistenten: Weterings 4de official: Nagtegaal    | Boutrah 85' |           |               | Schubert, Oroz, Isimat-Mirin 80' ( Van Zwam), Hendriks, Manhoef ( 80'+), Domgjoni, Meulensteen 64' ( Tielemans), Cornelisse, Kozłowski, Van Ginkel 80' ( Visser), De Regt 74' ( Boutrah) RESERVEBANK: Room, Bramel, Altena, Symons, Egbring | Van der Hart, Braude, Van Beek , Bochniewicz 87' ( Van Ottele), Köhlert, Nunnely 74' ( Wålemark), Haye, Brouwers, Olsson, Sahraoui, Van Amersfoort 74' ( Nicolaescu) RESERVEBANK: Bekkema, Noppert, Hall, Karlsbakk, Webster, Ali, Nunumete, Tahiri, Van Ee |  |
| Stadion: GelreDome, Arnhem Toeschouwers: 11.913 Arbiter: Dieperink Assistenten: Bodde Assistenten: Weterings 4de official: Nagtegaal    |             |           |               | Schubert, Oroz, Isimat-Mirin 80' ( Van Zwam), Hendriks, Manhoef ( 80'+), Domgjoni, Meulensteen 64' ( Tielemans), Cornelisse, Kozłowski, Van Ginkel 80' ( Visser), De Regt 74' ( Boutrah) RESERVEBANK: Room, Bramel, Altena, Symons, Egbring | Van der Hart, Braude, Van Beek , Bochniewicz 87' ( Van Ottele), Köhlert, Nunnely 74' ( Wålemark), Haye, Brouwers, Olsson, Sahraoui, Van Amersfoort 74' ( Nicolaescu) RESERVEBANK: Bekkema, Noppert, Hall, Karlsbakk, Webster, Ali, Nunumete, Tahiri, Van Ee |  |
| Stadion: GelreDome, Arnhem Toeschouwers: 11.913 Arbiter: Dieperink Assistenten: Bodde Assistenten: Weterings 4de official: Nagtegaal    |             |           |               | Schubert, Oroz, Isimat-Mirin 80' ( Van Zwam), Hendriks, Manhoef ( 80'+), Domgjoni, Meulensteen 64' ( Tielemans), Cornelisse, Kozłowski, Van Ginkel 80' ( Visser), De Regt 74' ( Boutrah) RESERVEBANK: Room, Bramel, Altena, Symons, Egbring | Van der Hart, Braude, Van Beek , Bochniewicz 87' ( Van Ottele), Köhlert, Nunnely 74' ( Wålemark), Haye, Brouwers, Olsson, Sahraoui, Van Amersfoort 74' ( Nicolaescu) RESERVEBANK: Bekkema, Noppert, Hall, Karlsbakk, Webster, Ali, Nunumete, Tahiri, Van Ee |  |
| Bijz.: Debuut Andy Visser Afwezig: Arcus, Buitink, Fofana, Jonathans, Pinto, Pröpper, Voelkerling Persson (geblesseerd); Hamulić (ziek) |             |           |               | | |  |

Achtste finale:
| donderdag 18 januari 2024, 18:45 | Vitesse     | 1–0 (1–0) | AFC | Opstelling Vitesse | Opstelling AFC |  |
| Stadion: GelreDome, Arnhem Toeschouwers: 7.778 Arbiter: Bos Assistenten: De Groot Assistenten: Kucukerbir 4de official: Vereijken Video-assistenten: Pérez Video-assistenten: Been | Pröpper 27' |           |     | Schubert, Oroz 12' 46' ( Van Zwam), Isimat-Mirin , Hendriks, Pinto 60' ( Cornelisse), Manhoef 59' ( Boutrah), Meulensteen 71' ( Domgjoni), Tielemans, Pröpper 59' ( Van Ginkel), De Regt, Visser RESERVEBANK: Room, Bramel, Arcus, Voelkerling Persson, Kozłowski, Buitink, Egbring | Van Zetten, Van Kempen, Maatsen, Linthorst, Van Weerdenburg 77' ( Hetli), Claver, Benninga 59' ( Van der Greft), De Mooij, Hoek 77' ( Ascencion), Siali 46' ( Been), Platje 59' ( Jesse) RESERVEBANK: Dijkstra, Eliasar, Ederveen, Nolet, Ignacio, Mengerink, Hasselbaink |  |
| Stadion: GelreDome, Arnhem Toeschouwers: 7.778 Arbiter: Bos Assistenten: De Groot Assistenten: Kucukerbir 4de official: Vereijken Video-assistenten: Pérez Video-assistenten: Been |             |           |     | Schubert, Oroz 12' 46' ( Van Zwam), Isimat-Mirin , Hendriks, Pinto 60' ( Cornelisse), Manhoef 59' ( Boutrah), Meulensteen 71' ( Domgjoni), Tielemans, Pröpper 59' ( Van Ginkel), De Regt, Visser RESERVEBANK: Room, Bramel, Arcus, Voelkerling Persson, Kozłowski, Buitink, Egbring | Van Zetten, Van Kempen, Maatsen, Linthorst, Van Weerdenburg 77' ( Hetli), Claver, Benninga 59' ( Van der Greft), De Mooij, Hoek 77' ( Ascencion), Siali 46' ( Been), Platje 59' ( Jesse) RESERVEBANK: Dijkstra, Eliasar, Ederveen, Nolet, Ignacio, Mengerink, Hasselbaink |  |
| Stadion: GelreDome, Arnhem Toeschouwers: 7.778 Arbiter: Bos Assistenten: De Groot Assistenten: Kucukerbir 4de official: Vereijken Video-assistenten: Pérez Video-assistenten: Been |             |           |     | Schubert, Oroz 12' 46' ( Van Zwam), Isimat-Mirin , Hendriks, Pinto 60' ( Cornelisse), Manhoef 59' ( Boutrah), Meulensteen 71' ( Domgjoni), Tielemans, Pröpper 59' ( Van Ginkel), De Regt, Visser RESERVEBANK: Room, Bramel, Arcus, Voelkerling Persson, Kozłowski, Buitink, Egbring | Van Zetten, Van Kempen, Maatsen, Linthorst, Van Weerdenburg 77' ( Hetli), Claver, Benninga 59' ( Van der Greft), De Mooij, Hoek 77' ( Ascencion), Siali 46' ( Been), Platje 59' ( Jesse) RESERVEBANK: Dijkstra, Eliasar, Ederveen, Nolet, Ignacio, Mengerink, Hasselbaink |  |
| Afwezig: Fofana, Jonathans (geblesseerd) |             |           |     | | |  |

Kwartfinale:
| woensdag 7 februari 2024, 18:45 | SC Cambuur                      | 3–1 (1–0) | Vitesse         | Opstelling SC Cambuur | Opstelling Vitesse |  |
| Stadion: Cambuurstadion, Leeuwarden Toeschouwers: 9.697 (Vitesse: 291) Arbiter: Dieperink Assistenten: Fikkert Assistenten: Nanninga 4de official: Blank Video-assistenten: Kamphuis Video-assistenten: Zeinstra | Smit 35' 88' (pen.) De Jong 81' |           | 79' Hadj-Moussa | Van Osch, Van der Meer 90+3' ( Mercera), Tol, Smand, Poll, De Jong, Van Kaam 89' ( Wormgoor), Van Mullem, Breij, Smit, Balk 68' ( Uldriķis) RESERVEBANK: Reiziger, Minnema, Bergsma, Pichel, De Koe, Ottesen, Anyasi, Nartey, Kooistra | Schubert, Arcus, Oroz 59' 70' ( Buitink), Hendriks 74', Pinto , Domgjoni, Kozłowski 78' ( De Regt), Cornelisse, Hadj-Moussa 89', Meerdink, Mazilu 46' ( Boutrah) RESERVEBANK: Room, Bramel, Voelkerling Persson, Huisman, Isimat-Mirin, Van Zwam, Visser |  |
| Stadion: Cambuurstadion, Leeuwarden Toeschouwers: 9.697 (Vitesse: 291) Arbiter: Dieperink Assistenten: Fikkert Assistenten: Nanninga 4de official: Blank Video-assistenten: Kamphuis Video-assistenten: Zeinstra |                                 |           |                 | Van Osch, Van der Meer 90+3' ( Mercera), Tol, Smand, Poll, De Jong, Van Kaam 89' ( Wormgoor), Van Mullem, Breij, Smit, Balk 68' ( Uldriķis) RESERVEBANK: Reiziger, Minnema, Bergsma, Pichel, De Koe, Ottesen, Anyasi, Nartey, Kooistra | Schubert, Arcus, Oroz 59' 70' ( Buitink), Hendriks 74', Pinto , Domgjoni, Kozłowski 78' ( De Regt), Cornelisse, Hadj-Moussa 89', Meerdink, Mazilu 46' ( Boutrah) RESERVEBANK: Room, Bramel, Voelkerling Persson, Huisman, Isimat-Mirin, Van Zwam, Visser |  |
| Stadion: Cambuurstadion, Leeuwarden Toeschouwers: 9.697 (Vitesse: 291) Arbiter: Dieperink Assistenten: Fikkert Assistenten: Nanninga 4de official: Blank Video-assistenten: Kamphuis Video-assistenten: Zeinstra |                                 |           |                 | Van Osch, Van der Meer 90+3' ( Mercera), Tol, Smand, Poll, De Jong, Van Kaam 89' ( Wormgoor), Van Mullem, Breij, Smit, Balk 68' ( Uldriķis) RESERVEBANK: Reiziger, Minnema, Bergsma, Pichel, De Koe, Ottesen, Anyasi, Nartey, Kooistra | Schubert, Arcus, Oroz 59' 70' ( Buitink), Hendriks 74', Pinto , Domgjoni, Kozłowski 78' ( De Regt), Cornelisse, Hadj-Moussa 89', Meerdink, Mazilu 46' ( Boutrah) RESERVEBANK: Room, Bramel, Voelkerling Persson, Huisman, Isimat-Mirin, Van Zwam, Visser |  |
| Afwezig: Fofana, Van Ginkel, Jonathans, Meulensteen, Pröpper, Tielemans (geblesseerd); Aaronson (nog geen werkvergunning)                                                                                        |                                 |           |                 | | |  |

### Oefenwedstrijden
| zaterdag 8 juli 2023, 16:00                                                                   | VV DUNO | 0–9 (0–5) | Vitesse | Opstelling VV DUNO                                                                             | Opstelling Vitesse |  |
| Stadion: Sportpark De Waayenberg, Doorwerth Toeschouwers: 1.250 Arbiter: Versteeg             |         |           | 30' Boutrah 32' Jonathans 37' Tielemans 38' Van Ginkel 43' De Regt 55' 81' Altena 62' Symons 75' Zonneveld | Rahman, Yilmaz, Jansen, Hasselbaink, Quaye, Weijs, Kruidbos, Keizer, Elarslan, Ter Beek, Maria | Schubert 46' ( Reiziger), Yapi 46' ( Egbring), Oroz 46' ( Van Zwam), Isimat-Mirin 46' ( Cornelisse), Wittek 46' ( Symons), Van Ginkel 46' ( Huisman), Tielemans 46' ( Altena), Meulensteen 46' ( Domgjoni), Jonathans 46' ( Zonneveld), De Regt 46' ( Visser), Boutrah 46' ( Dokunmu) |  |
| Stadion: Sportpark De Waayenberg, Doorwerth Toeschouwers: 1.250 Arbiter: Versteeg             |         |           | | Rahman, Yilmaz, Jansen, Hasselbaink, Quaye, Weijs, Kruidbos, Keizer, Elarslan, Ter Beek, Maria | Schubert 46' ( Reiziger), Yapi 46' ( Egbring), Oroz 46' ( Van Zwam), Isimat-Mirin 46' ( Cornelisse), Wittek 46' ( Symons), Van Ginkel 46' ( Huisman), Tielemans 46' ( Altena), Meulensteen 46' ( Domgjoni), Jonathans 46' ( Zonneveld), De Regt 46' ( Visser), Boutrah 46' ( Dokunmu) |  |
| Stadion: Sportpark De Waayenberg, Doorwerth Toeschouwers: 1.250 Arbiter: Versteeg             |         |           | | Rahman, Yilmaz, Jansen, Hasselbaink, Quaye, Weijs, Kruidbos, Keizer, Elarslan, Ter Beek, Maria | Schubert 46' ( Reiziger), Yapi 46' ( Egbring), Oroz 46' ( Van Zwam), Isimat-Mirin 46' ( Cornelisse), Wittek 46' ( Symons), Van Ginkel 46' ( Huisman), Tielemans 46' ( Altena), Meulensteen 46' ( Domgjoni), Jonathans 46' ( Zonneveld), De Regt 46' ( Visser), Boutrah 46' ( Dokunmu) |  |
| Afwezig: Buitink, Pröpper (geblesseerd); Arcus, Manhoef (vakantie na interlandverplichtingen) |         |           | |                                                                                                | |  |

| zaterdag 15 juli 2023, uu:mm                                                                                       | De Graafschap                               | 3–5 (3–2) | Vitesse                                              | Opstelling De Graafschap | Opstelling Vitesse |  |
| Stadion: Stadion De Vijverberg, Doetinchem Toeschouwers: - Arbiter:                                                | A. Büttner 27' (pen.) Hassan 54' Fortes 60' |           | 5' Oroz 10' Van Ginkel 80' 85' De Regt 95' Jonathans | Wieggers 61' ( Danquah), Fortes 61' ( Hardeman), Schenk 61' ( Lammers ()), Hillen 61' ( Willemsen), Schoppema 61' ( Van Riel), Kaak 61' ( Warmerdam), Brittijn 49' ( Bouihrouchane 61' ( Yadir), A. Büttner 61' ( Wevers 108' ( Bouihrouchane)), Önal 61' ( G. Büttner 90' ( Bisselink)), Haen 61' ( Van der Heiden), Van Gilst 49' ( Hassan 90' ( Raterink)) | Reiziger 61' ( Schubert), Yapi 61' ( Egbring), Oroz 61' ( Cornelisse ()), Isimat-Mirin 61' ( Van Zwam), Wittek 61' ( Symons), Van Ginkel 61' ( Domgjoni), Meulensteen 61' ( Huisman), Tielemans 61' ( Altena), Boutrah 61' ( Zonneveld 65' ( De Regt 103' ( Yapi))), De Regt 61' ( Visser), Manhoef 47' ( Jonathans) |  |
| Stadion: Stadion De Vijverberg, Doetinchem Toeschouwers: - Arbiter:                                                |                                             |           |                                                      | Wieggers 61' ( Danquah), Fortes 61' ( Hardeman), Schenk 61' ( Lammers ()), Hillen 61' ( Willemsen), Schoppema 61' ( Van Riel), Kaak 61' ( Warmerdam), Brittijn 49' ( Bouihrouchane 61' ( Yadir), A. Büttner 61' ( Wevers 108' ( Bouihrouchane)), Önal 61' ( G. Büttner 90' ( Bisselink)), Haen 61' ( Van der Heiden), Van Gilst 49' ( Hassan 90' ( Raterink)) | Reiziger 61' ( Schubert), Yapi 61' ( Egbring), Oroz 61' ( Cornelisse ()), Isimat-Mirin 61' ( Van Zwam), Wittek 61' ( Symons), Van Ginkel 61' ( Domgjoni), Meulensteen 61' ( Huisman), Tielemans 61' ( Altena), Boutrah 61' ( Zonneveld 65' ( De Regt 103' ( Yapi))), De Regt 61' ( Visser), Manhoef 47' ( Jonathans) |  |
| Stadion: Stadion De Vijverberg, Doetinchem Toeschouwers: - Arbiter:                                                |                                             |           |                                                      | Wieggers 61' ( Danquah), Fortes 61' ( Hardeman), Schenk 61' ( Lammers ()), Hillen 61' ( Willemsen), Schoppema 61' ( Van Riel), Kaak 61' ( Warmerdam), Brittijn 49' ( Bouihrouchane 61' ( Yadir), A. Büttner 61' ( Wevers 108' ( Bouihrouchane)), Önal 61' ( G. Büttner 90' ( Bisselink)), Haen 61' ( Van der Heiden), Van Gilst 49' ( Hassan 90' ( Raterink)) | Reiziger 61' ( Schubert), Yapi 61' ( Egbring), Oroz 61' ( Cornelisse ()), Isimat-Mirin 61' ( Van Zwam), Wittek 61' ( Symons), Van Ginkel 61' ( Domgjoni), Meulensteen 61' ( Huisman), Tielemans 61' ( Altena), Boutrah 61' ( Zonneveld 65' ( De Regt 103' ( Yapi))), De Regt 61' ( Visser), Manhoef 47' ( Jonathans) |  |
| Bijz.: Besloten oefenwedstrijd, tweemaal 60 minuten (/viermaal 30 minuten) Afwezig: Buitink, Pröpper (geblesseerd) |                                             |           |                                                      | | |  |

| zaterdag 22 juli 2023, 17:00                                                                                | VfB Stuttgart         | 2–1 (1–0) | Vitesse     | Opstelling VfB Stuttgart | Opstelling Vitesse |  |
| Stadion: Sportschule Oberhaching, Oberhaching Toeschouwers: - Arbiter: Haselberg                            | Karazor 27' Perea 78' |           | 47' Manhoef | Seimen, Stenzel 46' ( Massimo 72' ( Ulrich)), Anton 46' ( Mavropanos 89' ( Mola)), Zagadou 46' ( Ito), Nartey 46' ( Sosa), Egloff 46' ( Haraguchi), Karazor 46' ( Endo ()), Leweling 46' ( Führich), Silas 46' ( Sankoh), Guirassy 46' ( Pfeiffer 72' ( Perea)), Milošević 46' ( Jeong) | Room 32' ( Schubert 62' ( Reiziger)), Arcus 46' ( Yapi 73' ( Symons)), Oroz 72' ( Van Zwam), Isimat-Mirin 72' ( Cornelisse ()), Wittek 72' ( Egbring), Tielemans 72' ( Domgjoni), Meulensteen 72' ( Huisman), Kozłowski 40' ( Altena), Manhoef 62' ( Jonathans), Hamulić 40' ( De Regt), Boutrah 72' ( Van Duivenbooden) |  |
| Stadion: Sportschule Oberhaching, Oberhaching Toeschouwers: - Arbiter: Haselberg                            |                       |           |             | Seimen, Stenzel 46' ( Massimo 72' ( Ulrich)), Anton 46' ( Mavropanos 89' ( Mola)), Zagadou 46' ( Ito), Nartey 46' ( Sosa), Egloff 46' ( Haraguchi), Karazor 46' ( Endo ()), Leweling 46' ( Führich), Silas 46' ( Sankoh), Guirassy 46' ( Pfeiffer 72' ( Perea)), Milošević 46' ( Jeong) | Room 32' ( Schubert 62' ( Reiziger)), Arcus 46' ( Yapi 73' ( Symons)), Oroz 72' ( Van Zwam), Isimat-Mirin 72' ( Cornelisse ()), Wittek 72' ( Egbring), Tielemans 72' ( Domgjoni), Meulensteen 72' ( Huisman), Kozłowski 40' ( Altena), Manhoef 62' ( Jonathans), Hamulić 40' ( De Regt), Boutrah 72' ( Van Duivenbooden) |  |
| Stadion: Sportschule Oberhaching, Oberhaching Toeschouwers: - Arbiter: Haselberg                            |                       |           |             | Seimen, Stenzel 46' ( Massimo 72' ( Ulrich)), Anton 46' ( Mavropanos 89' ( Mola)), Zagadou 46' ( Ito), Nartey 46' ( Sosa), Egloff 46' ( Haraguchi), Karazor 46' ( Endo ()), Leweling 46' ( Führich), Silas 46' ( Sankoh), Guirassy 46' ( Pfeiffer 72' ( Perea)), Milošević 46' ( Jeong) | Room 32' ( Schubert 62' ( Reiziger)), Arcus 46' ( Yapi 73' ( Symons)), Oroz 72' ( Van Zwam), Isimat-Mirin 72' ( Cornelisse ()), Wittek 72' ( Egbring), Tielemans 72' ( Domgjoni), Meulensteen 72' ( Huisman), Kozłowski 40' ( Altena), Manhoef 62' ( Jonathans), Hamulić 40' ( De Regt), Boutrah 72' ( Van Duivenbooden) |  |
| Bijz.: Besloten oefenwedstrijd Afwezig: Buitink, Pröpper (geblesseerd); Van Ginkel (familie-omstandigheden) |                       |           |             | | |  |

| vrijdag 28 juli 2023, 15:00                                    | Eintracht Frankfurt | 1–1 (1–0) | Vitesse    | Opstelling Eintracht Frankfurt | Opstelling Vitesse |  |
| Stadion: MGG Arena (Untersberg-Arena), Grödig Arbiter: Zechner | Hauge 43'           |           | 58' Wittek | Trapp, Buta 46' ( Lindstrøm), Tuta 68' ( Jakić), Hasebe 68' ( Smolčić), Pacho, Max 68' ( Alidou), Skhiri 68' ( Larsson), Götze 46' ( Aaronson), Dina Ebimbe 68' ( Chandler), Hauge 46' ( Marmoush), Kolo Muani 46' ( Ngankam) RESERVEBANK: Ramaj | Schubert 46' ( Reiziger), Arcus 72' ( Van Zwam), Oroz 82' ( Egbring), Isimat-Mirin, Wittek, Meulensteen 80' ( Altena), Van Ginkel 80' ( Cornelisse), Kozłowski 63' ( Tielemans), Manhoef 72' ( Jonathans), Hamulić 63' ( De Regt), Boutrah RESERVEBANK: Domgjoni, Huisman, Symons, Van Duivenbooden |  |
| Stadion: MGG Arena (Untersberg-Arena), Grödig Arbiter: Zechner |                     |           |            | Trapp, Buta 46' ( Lindstrøm), Tuta 68' ( Jakić), Hasebe 68' ( Smolčić), Pacho, Max 68' ( Alidou), Skhiri 68' ( Larsson), Götze 46' ( Aaronson), Dina Ebimbe 68' ( Chandler), Hauge 46' ( Marmoush), Kolo Muani 46' ( Ngankam) RESERVEBANK: Ramaj | Schubert 46' ( Reiziger), Arcus 72' ( Van Zwam), Oroz 82' ( Egbring), Isimat-Mirin, Wittek, Meulensteen 80' ( Altena), Van Ginkel 80' ( Cornelisse), Kozłowski 63' ( Tielemans), Manhoef 72' ( Jonathans), Hamulić 63' ( De Regt), Boutrah RESERVEBANK: Domgjoni, Huisman, Symons, Van Duivenbooden |  |
| Stadion: MGG Arena (Untersberg-Arena), Grödig Arbiter: Zechner |                     |           |            | Trapp, Buta 46' ( Lindstrøm), Tuta 68' ( Jakić), Hasebe 68' ( Smolčić), Pacho, Max 68' ( Alidou), Skhiri 68' ( Larsson), Götze 46' ( Aaronson), Dina Ebimbe 68' ( Chandler), Hauge 46' ( Marmoush), Kolo Muani 46' ( Ngankam) RESERVEBANK: Ramaj | Schubert 46' ( Reiziger), Arcus 72' ( Van Zwam), Oroz 82' ( Egbring), Isimat-Mirin, Wittek, Meulensteen 80' ( Altena), Van Ginkel 80' ( Cornelisse), Kozłowski 63' ( Tielemans), Manhoef 72' ( Jonathans), Hamulić 63' ( De Regt), Boutrah RESERVEBANK: Domgjoni, Huisman, Symons, Van Duivenbooden |  |
| Afwezig: Buitink, Pröpper (geblesseerd)                        |                     |           |            | | |  |

| dinsdag 1 augustus 2023, 18:30                                                                  | Vitesse                          | 2–2 (1–0) | Patro Eisden Maasmechelen        | Opstelling Vitesse | Opstelling Patro Eisden Maasmechelen |  |
| Stadion: Sportveld Driel (RKSV Driel), Driel Toeschouwers: 1.400 Arbiter: Van Hoof              | De Regt 15' (pen.) Tielemans 85' |           | 66' Sigurðarson 89' Vanrafelghem | Room, Van Zwam, Oroz 75' ( Isimat-Mirin), Cornelisse , Symons, Tielemans, Kozłowski, Huisman 64' ( Van Duivenbooden), Altena 75' ( Arcus), De Regt, Jonathans RESERVEBANK: Schubert, Reiziger, Hamulić, Meulensteen, Yapi | Belin 13' 15' ( Hamm), Kis, Corstjens , Dijkhuizen , Ferber 50' ( Vanrafelghem ), Dansoko 50' ( Bamona), Renson, Sam Bruce 60' ( Sigurðarson), Hadj-Moussa, Gueroui, Pietermaat RESERVEBANK: Kroonen, Verburgh, Bounou, Terwingen, Kenne, Bammens, Bentayeb, Benchellal |  |
| Stadion: Sportveld Driel (RKSV Driel), Driel Toeschouwers: 1.400 Arbiter: Van Hoof              |                                  |           |                                  | Room, Van Zwam, Oroz 75' ( Isimat-Mirin), Cornelisse , Symons, Tielemans, Kozłowski, Huisman 64' ( Van Duivenbooden), Altena 75' ( Arcus), De Regt, Jonathans RESERVEBANK: Schubert, Reiziger, Hamulić, Meulensteen, Yapi | Belin 13' 15' ( Hamm), Kis, Corstjens , Dijkhuizen , Ferber 50' ( Vanrafelghem ), Dansoko 50' ( Bamona), Renson, Sam Bruce 60' ( Sigurðarson), Hadj-Moussa, Gueroui, Pietermaat RESERVEBANK: Kroonen, Verburgh, Bounou, Terwingen, Kenne, Bammens, Bentayeb, Benchellal |  |
| Stadion: Sportveld Driel (RKSV Driel), Driel Toeschouwers: 1.400 Arbiter: Van Hoof              |                                  |           |                                  | Room, Van Zwam, Oroz 75' ( Isimat-Mirin), Cornelisse , Symons, Tielemans, Kozłowski, Huisman 64' ( Van Duivenbooden), Altena 75' ( Arcus), De Regt, Jonathans RESERVEBANK: Schubert, Reiziger, Hamulić, Meulensteen, Yapi | Belin 13' 15' ( Hamm), Kis, Corstjens , Dijkhuizen , Ferber 50' ( Vanrafelghem ), Dansoko 50' ( Bamona), Renson, Sam Bruce 60' ( Sigurðarson), Hadj-Moussa, Gueroui, Pietermaat RESERVEBANK: Kroonen, Verburgh, Bounou, Terwingen, Kenne, Bammens, Bentayeb, Benchellal |  |
| Bijz.: Doelman Belin in overleg vervangen na rode kaart Afwezig: Buitink, Pröpper (geblesseerd) |                                  |           |                                  | | |  |

| zaterdag 5 augustus 2023, 21:00                              | Getafe CF                                             | 4–1 (1–1) | Vitesse     | Opstelling Getafe CF | Opstelling Vitesse |  |
| Stadion: Coliseum Alfonso Pérez, Getafe Arbiter: Ortiz Arias | Latasa 23' Aleñá 68' B. Mayoral 72' S. Altimira 90+1' |           | 17' Hamulić | David Soria, Damián 40', Domingos D. 69' ( Gorka), S. Mitrović, Alderete 46' ( S. Altimira), Gastón, Aleñá 83' ( Santi), Djené 46' ( J. Patrick), Maksimović 69' ( Portu), Mata 69' ( B. Mayoral), Latasa 69' ( Lozano) RESERVEBANK: Fuzato, Benito, Iglesias | Room, Arcus, Oroz, Isimat-Mirin 76' ( Cornelisse), Wittek , Meulensteen, Tielemans 76' ( Altena), Kozłowski 76' ( De Regt), Manhoef 68' 76' ( Yapi), Hamulić 46' ( Van Ginkel), Boutrah 40' RESERVEBANK: Schubert, Reiziger, Jonathans, Van Duivenbooden, Van Zwam |  |
| Stadion: Coliseum Alfonso Pérez, Getafe Arbiter: Ortiz Arias |                                                       |           |             | David Soria, Damián 40', Domingos D. 69' ( Gorka), S. Mitrović, Alderete 46' ( S. Altimira), Gastón, Aleñá 83' ( Santi), Djené 46' ( J. Patrick), Maksimović 69' ( Portu), Mata 69' ( B. Mayoral), Latasa 69' ( Lozano) RESERVEBANK: Fuzato, Benito, Iglesias | Room, Arcus, Oroz, Isimat-Mirin 76' ( Cornelisse), Wittek , Meulensteen, Tielemans 76' ( Altena), Kozłowski 76' ( De Regt), Manhoef 68' 76' ( Yapi), Hamulić 46' ( Van Ginkel), Boutrah 40' RESERVEBANK: Schubert, Reiziger, Jonathans, Van Duivenbooden, Van Zwam |  |
| Stadion: Coliseum Alfonso Pérez, Getafe Arbiter: Ortiz Arias |                                                       |           |             | David Soria, Damián 40', Domingos D. 69' ( Gorka), S. Mitrović, Alderete 46' ( S. Altimira), Gastón, Aleñá 83' ( Santi), Djené 46' ( J. Patrick), Maksimović 69' ( Portu), Mata 69' ( B. Mayoral), Latasa 69' ( Lozano) RESERVEBANK: Fuzato, Benito, Iglesias | Room, Arcus, Oroz, Isimat-Mirin 76' ( Cornelisse), Wittek , Meulensteen, Tielemans 76' ( Altena), Kozłowski 76' ( De Regt), Manhoef 68' 76' ( Yapi), Hamulić 46' ( Van Ginkel), Boutrah 40' RESERVEBANK: Schubert, Reiziger, Jonathans, Van Duivenbooden, Van Zwam |  |
| Afwezig: Buitink, Pröpper (geblesseerd)                      |                                                       |           |             | | |  |

| vrijdag 25 augustus 2023, 12:00                                    | Vitesse | 0–2 (0–0) | Heracles Almelo         | Opstelling Vitesse | Opstelling Heracles Almelo |  |
| Stadion: Sportcentrum Papendal, Arnhem Toeschouwers: - Arbiter: NN |         |           | 56' Satriano 78' Hoogma | Schubert, Arcus 71' ( Egbring), Oroz 79' ( Van Zwam), Isimat-Mirin 71' ( Yapi), Pinto 46' ( Cornelisse), Van Ginkel 46' ( Tielemans), Meulensteen, Kozłowski 79' ( Altena), Boutrah 71' ( Jonathans), Manhoef, Hamulić 79' ( De Regt) | Brouwer 46' ( De Keijzer), Bakboord 70' ( Wieckhoff), Bultman 46' ( Čestić), Hoogma , Willems 46' ( Roosken), De Keersmaecker 46' ( Vejinović), Ouahim 61' ( Scheperman), Bruns 61' ( Van Oorschot), Limbombe 81' ( İbrahimoğlu), Satriano, Hansson 61' ( Wehmeyer) |  |
| Stadion: Sportcentrum Papendal, Arnhem Toeschouwers: - Arbiter: NN |         |           |                         | Schubert, Arcus 71' ( Egbring), Oroz 79' ( Van Zwam), Isimat-Mirin 71' ( Yapi), Pinto 46' ( Cornelisse), Van Ginkel 46' ( Tielemans), Meulensteen, Kozłowski 79' ( Altena), Boutrah 71' ( Jonathans), Manhoef, Hamulić 79' ( De Regt) | Brouwer 46' ( De Keijzer), Bakboord 70' ( Wieckhoff), Bultman 46' ( Čestić), Hoogma , Willems 46' ( Roosken), De Keersmaecker 46' ( Vejinović), Ouahim 61' ( Scheperman), Bruns 61' ( Van Oorschot), Limbombe 81' ( İbrahimoğlu), Satriano, Hansson 61' ( Wehmeyer) |  |
| Stadion: Sportcentrum Papendal, Arnhem Toeschouwers: - Arbiter: NN |         |           |                         | Schubert, Arcus 71' ( Egbring), Oroz 79' ( Van Zwam), Isimat-Mirin 71' ( Yapi), Pinto 46' ( Cornelisse), Van Ginkel 46' ( Tielemans), Meulensteen, Kozłowski 79' ( Altena), Boutrah 71' ( Jonathans), Manhoef, Hamulić 79' ( De Regt) | Brouwer 46' ( De Keijzer), Bakboord 70' ( Wieckhoff), Bultman 46' ( Čestić), Hoogma , Willems 46' ( Roosken), De Keersmaecker 46' ( Vejinović), Ouahim 61' ( Scheperman), Bruns 61' ( Van Oorschot), Limbombe 81' ( İbrahimoğlu), Satriano, Hansson 61' ( Wehmeyer) |  |
| Bijz.: Besloten oefenduel                                          |         |           |                         | | |  |

| woensdag 6 september 2023, 13:30                                  | Almere City FC                           | 3–1 (2–1) | Vitesse        | Opstelling Almere City FC | Opstelling Vitesse |  |
| Stadion: Yanmar Stadion, Almere Toeschouwers: - Arbiter: Hardeman | Puriel 34' Cathline 36' Van La Parra 49' |           | 41' Van Ginkel | Radlinger 46' ( Bakker), Jacobs, Van Bruggen 46' ( Mbe Soh), Duijvestijn 46' ( Robinet ()), Kitala 46' ( Koopmeiners), Pascu, Cathline 46' ( Akujobi), Royo, Resink 70' ( Beaumont), Puriel 46' ( Mamengi), Ritmeester van de Kamp 46' ( Van La Parra) | Schubert 62' ( Hanin), Van Zwam 62' ( Bröker), Hendriks 78' ( Huisman), Isimat-Mirin, Cornelisse, Meulensteen 78' ( Pepers), Van Ginkel 46' ( Oroz), Altena 85' ( Perret Gentil), Boutrah, Jonathans 78' ( Sambo), Fofana 62' ( Boersma) |  |
| Stadion: Yanmar Stadion, Almere Toeschouwers: - Arbiter: Hardeman |                                          |           |                | Radlinger 46' ( Bakker), Jacobs, Van Bruggen 46' ( Mbe Soh), Duijvestijn 46' ( Robinet ()), Kitala 46' ( Koopmeiners), Pascu, Cathline 46' ( Akujobi), Royo, Resink 70' ( Beaumont), Puriel 46' ( Mamengi), Ritmeester van de Kamp 46' ( Van La Parra) | Schubert 62' ( Hanin), Van Zwam 62' ( Bröker), Hendriks 78' ( Huisman), Isimat-Mirin, Cornelisse, Meulensteen 78' ( Pepers), Van Ginkel 46' ( Oroz), Altena 85' ( Perret Gentil), Boutrah, Jonathans 78' ( Sambo), Fofana 62' ( Boersma) |  |
| Stadion: Yanmar Stadion, Almere Toeschouwers: - Arbiter: Hardeman |                                          |           |                | Radlinger 46' ( Bakker), Jacobs, Van Bruggen 46' ( Mbe Soh), Duijvestijn 46' ( Robinet ()), Kitala 46' ( Koopmeiners), Pascu, Cathline 46' ( Akujobi), Royo, Resink 70' ( Beaumont), Puriel 46' ( Mamengi), Ritmeester van de Kamp 46' ( Van La Parra) | Schubert 62' ( Hanin), Van Zwam 62' ( Bröker), Hendriks 78' ( Huisman), Isimat-Mirin, Cornelisse, Meulensteen 78' ( Pepers), Van Ginkel 46' ( Oroz), Altena 85' ( Perret Gentil), Boutrah, Jonathans 78' ( Sambo), Fofana 62' ( Boersma) |  |
| Bijz.: Besloten oefenduel; doelman Omer Hanin op proef            |                                          |           |                | | |  |

| zondag 7 januari 2024, 14:00                                                                | VfL Bochum           | 2–0 (1–0) | Vitesse | Opstelling VfL Bochum | Opstelling Vitesse |  |
| Stadion: Vonovia Ruhrstadion, Bochum Toeschouwers: 3.549 (Vitesse: 500) Arbiter: Gansloweit | Schlotterbeck 6' 79' |           |         | Riemann, Gamboa, Mašović, Bernardo 67' ( Wittek), Osterhage, Stöger, Losilla , Bero 84' ( Koerdt), Antwi-Adjei, Schlotterbeck, Hofmann RESERVEBANK: Rölleke, Tolba, Broschinski, Loosli | Room, Oroz 70' ( Egbring), Cornelisse 62' ( Pinto), Isimat-Mirin, Hendriks, Domgjoni 49' 62' ( Tielemans), Meulensteen 62' ( Pröpper), Van Ginkel 70' ( Voelkerling Persson), Kozłowski 81' ( Visser), Manhoef 70' ( Buitink), Boutrah 70' ( De Regt) RESERVEBANK: Schubert, Bramel, Huisman, Van Zwam, Altena |  |
| Stadion: Vonovia Ruhrstadion, Bochum Toeschouwers: 3.549 (Vitesse: 500) Arbiter: Gansloweit |                      |           |         | Riemann, Gamboa, Mašović, Bernardo 67' ( Wittek), Osterhage, Stöger, Losilla , Bero 84' ( Koerdt), Antwi-Adjei, Schlotterbeck, Hofmann RESERVEBANK: Rölleke, Tolba, Broschinski, Loosli | Room, Oroz 70' ( Egbring), Cornelisse 62' ( Pinto), Isimat-Mirin, Hendriks, Domgjoni 49' 62' ( Tielemans), Meulensteen 62' ( Pröpper), Van Ginkel 70' ( Voelkerling Persson), Kozłowski 81' ( Visser), Manhoef 70' ( Buitink), Boutrah 70' ( De Regt) RESERVEBANK: Schubert, Bramel, Huisman, Van Zwam, Altena |  |
| Stadion: Vonovia Ruhrstadion, Bochum Toeschouwers: 3.549 (Vitesse: 500) Arbiter: Gansloweit |                      |           |         | Riemann, Gamboa, Mašović, Bernardo 67' ( Wittek), Osterhage, Stöger, Losilla , Bero 84' ( Koerdt), Antwi-Adjei, Schlotterbeck, Hofmann RESERVEBANK: Rölleke, Tolba, Broschinski, Loosli | Room, Oroz 70' ( Egbring), Cornelisse 62' ( Pinto), Isimat-Mirin, Hendriks, Domgjoni 49' 62' ( Tielemans), Meulensteen 62' ( Pröpper), Van Ginkel 70' ( Voelkerling Persson), Kozłowski 81' ( Visser), Manhoef 70' ( Buitink), Boutrah 70' ( De Regt) RESERVEBANK: Schubert, Bramel, Huisman, Van Zwam, Altena |  |
|                                                                                             |                      |           |         | | |  |

| dinsdag 30 januari 2024, 13:00                                     | Vitesse | 1–2 (1–0) | sc Heerenveen                            | Opstelling Vitesse | Opstelling sc Heerenveen |  |
| Stadion: Sportcentrum Papendal, Arnhem Toeschouwers: - Arbiter: NN | Oroz 6' |           | 35' (pen.) Tahiri 65' Webster 72' Ismaïl | Schubert, Arcus, Pinto, Oroz 78' ( Isimat-Mirin), Van Ginkel 46' ( Boutrah), Cornelisse 64' ( Dokunmu), Buitink 75' ( Visser), Domgjoni 64' ( Altena), De Regt, Mazilu 64' ( Manhoef), Van Zwam | Van der Hart 46' ( Bekkema), Hall, Haye 62' ( Oostra), Nunumete, Tjoe-A-On 62' ( Van der Plaat), Van Ee, Webster, Tahiri, Witteveen 46' ( Rallis), Karlsbakk 62' ( Ismaïl), Nunnely |  |
| Stadion: Sportcentrum Papendal, Arnhem Toeschouwers: - Arbiter: NN |         |           |                                          | Schubert, Arcus, Pinto, Oroz 78' ( Isimat-Mirin), Van Ginkel 46' ( Boutrah), Cornelisse 64' ( Dokunmu), Buitink 75' ( Visser), Domgjoni 64' ( Altena), De Regt, Mazilu 64' ( Manhoef), Van Zwam | Van der Hart 46' ( Bekkema), Hall, Haye 62' ( Oostra), Nunumete, Tjoe-A-On 62' ( Van der Plaat), Van Ee, Webster, Tahiri, Witteveen 46' ( Rallis), Karlsbakk 62' ( Ismaïl), Nunnely |  |
| Stadion: Sportcentrum Papendal, Arnhem Toeschouwers: - Arbiter: NN |         |           |                                          | Schubert, Arcus, Pinto, Oroz 78' ( Isimat-Mirin), Van Ginkel 46' ( Boutrah), Cornelisse 64' ( Dokunmu), Buitink 75' ( Visser), Domgjoni 64' ( Altena), De Regt, Mazilu 64' ( Manhoef), Van Zwam | Van der Hart 46' ( Bekkema), Hall, Haye 62' ( Oostra), Nunumete, Tjoe-A-On 62' ( Van der Plaat), Van Ee, Webster, Tahiri, Witteveen 46' ( Rallis), Karlsbakk 62' ( Ismaïl), Nunnely |  |
| Bijz.: Besloten oefenduel                                          |         |           |                                          | | |  |

| dinsdag 19 maart 2024, 13:00 | PEC Zwolle                              | 3–1 (0–1) | Vitesse     | Opstelling PEC Zwolle | Opstelling Vitesse |  |
| Stadion: MAC³PARK stadion, Zwolle Toeschouwers: - Arbiter: NN | Vellios 66' Reijnders 69' Oukhattou 72' |           | 11' Buitink | Vermeer , El Azzouzi 70' ( Kersten), Van der Water, Vellios, Fontana, Czyborra, De Rooij 63' ( Van den Berg), Reijnders, Van der Haar, Oukhattou 77' ( Thy), Gijselhart | Bramel, De Beer 82' ( Arcus), Oroz 65' ( Hendriks), Van Zwam 82' ( Isimat-Mirin), Cornelisse, Van Ginkel , Domgjoni, Huisman, De Regt, Buitink 69' ( Visser), Voelkerling Persson 69' ( Tielemans) |  |
| Stadion: MAC³PARK stadion, Zwolle Toeschouwers: - Arbiter: NN |                                         |           |             | Vermeer , El Azzouzi 70' ( Kersten), Van der Water, Vellios, Fontana, Czyborra, De Rooij 63' ( Van den Berg), Reijnders, Van der Haar, Oukhattou 77' ( Thy), Gijselhart | Bramel, De Beer 82' ( Arcus), Oroz 65' ( Hendriks), Van Zwam 82' ( Isimat-Mirin), Cornelisse, Van Ginkel , Domgjoni, Huisman, De Regt, Buitink 69' ( Visser), Voelkerling Persson 69' ( Tielemans) |  |
| Stadion: MAC³PARK stadion, Zwolle Toeschouwers: - Arbiter: NN |                                         |           |             | Vermeer , El Azzouzi 70' ( Kersten), Van der Water, Vellios, Fontana, Czyborra, De Rooij 63' ( Van den Berg), Reijnders, Van der Haar, Oukhattou 77' ( Thy), Gijselhart | Bramel, De Beer 82' ( Arcus), Oroz 65' ( Hendriks), Van Zwam 82' ( Isimat-Mirin), Cornelisse, Van Ginkel , Domgjoni, Huisman, De Regt, Buitink 69' ( Visser), Voelkerling Persson 69' ( Tielemans) |  |
| Bijz.: Besloten oefenduel; coaching in handen van Nicky Hofs Afwezig: Aaronson, Hadj-Moussa, Kozłowski, Mazilu, Pinto, Room (interlandvoetbal); Schubert (ziek); Boutrah, Meerdink (rust) |                                         |           |             | | |  |

| dinsdag 16 april 2024, 13:00                              | Vitesse                                                 | 4–1 (2–0) | Jong PSV   | Opstelling Vitesse | Opstelling Jong PSV |  |
| Stadion: GelreDome, Arnhem Arbiter: NN                    | Boutrah 22' Voelkerling Persson 43' Hadj-Moussa 58' 72' |           | 55' Uneken | Schubert , Van Zwam, Oroz 75' ( Egbring), Steffen 67' ( Altena), Thenu, Cornelisse, Huisman, Boutrah 81' ( Dokunmu), Hadj-Moussa 81' ( Visser), Voelkerling Persson 81' ( Van Duivenbooden), Mazilu | Peersman 46' ( Steur), Dağaşan 46' ( El Meliani), Egan-Riley 46' ( Bresser), Dams 59' ( Tytens), Jansen 46' ( Gil y Muiños), Jiménez 59' ( Mulders), Van den Heuvel 46' ( Van Hoogen), Simons 46' ( Nassoh), Abed, Uneken , Houben 55' ( Kwaaitaal) |  |
| Stadion: GelreDome, Arnhem Arbiter: NN                    |                                                         |           |            | Schubert , Van Zwam, Oroz 75' ( Egbring), Steffen 67' ( Altena), Thenu, Cornelisse, Huisman, Boutrah 81' ( Dokunmu), Hadj-Moussa 81' ( Visser), Voelkerling Persson 81' ( Van Duivenbooden), Mazilu | Peersman 46' ( Steur), Dağaşan 46' ( El Meliani), Egan-Riley 46' ( Bresser), Dams 59' ( Tytens), Jansen 46' ( Gil y Muiños), Jiménez 59' ( Mulders), Van den Heuvel 46' ( Van Hoogen), Simons 46' ( Nassoh), Abed, Uneken , Houben 55' ( Kwaaitaal) |  |
| Stadion: GelreDome, Arnhem Arbiter: NN                    |                                                         |           |            | Schubert , Van Zwam, Oroz 75' ( Egbring), Steffen 67' ( Altena), Thenu, Cornelisse, Huisman, Boutrah 81' ( Dokunmu), Hadj-Moussa 81' ( Visser), Voelkerling Persson 81' ( Van Duivenbooden), Mazilu | Peersman 46' ( Steur), Dağaşan 46' ( El Meliani), Egan-Riley 46' ( Bresser), Dams 59' ( Tytens), Jansen 46' ( Gil y Muiños), Jiménez 59' ( Mulders), Van den Heuvel 46' ( Van Hoogen), Simons 46' ( Nassoh), Abed, Uneken , Houben 55' ( Kwaaitaal) |  |
| Bijz.: Nicky Hofs Coach, ivm cursus coach betaald voetbal |                                                         |           |            | | |  |